# Basilique Saint-Sernin de Toulouse
Pour les articles homonymes, voir Saint-Sernin.
La basilique Saint-Sernin est le plus important édifice religieux catholique de Toulouse, chef-lieu de la région Occitanie. Elle se situe au cœur de la place du même nom. C'est une des plus grandes églises romanes conservées en Europe, avec la cathédrale de Spire, en Allemagne, et la cathédrale de Saint-Jacques-de-Compostelle, en Espagne.
Elle est bâtie à la fin du XIe siècle pour abriter les reliques du premier évêque de Toulouse, saint Saturnin (Sarnin ou Sernin en occitan), l'un des premiers et plus vénérés martyrs chrétiens gallo-romains. Au milieu du IIIe siècle, Saturnin aurait été à la tête de la première communauté chrétienne de la Tolosa antique. Le 29 novembre 250, il aurait été pris à partie par des païens au pied du Capitolium (emplacement de l'actuelle place Étienne-Esquirol) : ayant refusé de sacrifier à Jupiter, il aurait été attaché à un taureau et traîné le long du cardo jusqu'à l'emplacement actuel de l'église Notre-Dame du Taur. Deux jeunes filles, les « saintes Puelles », auraient enterré le saint sur place. La « découverte » du corps du saint par l'évêque Hilaire au IVe siècle, puis la construction d'un sanctuaire par les évêques Silve et Exupère au début du siècle suivant, participent d'une première dévotion pour le martyr. Au cours du Moyen Âge, avec le développement du culte des saints, le sanctuaire devient l'un des plus importants centres de pèlerinage de l'Occident médiéval, alors même que la ville devient une étape importante pour les pèlerins sur le chemin de Saint-Jacques-de-Compostelle.
L'importance de Saint-Sernin se ressent, dès le Moyen Âge, dans la place qu'elle occupe dans les luttes de pouvoir qui traversent la ville, mais aussi dans son influence considérable sur la croissance et l'urbanisme de Toulouse, et encore sur la floraison des arts. La communauté de chanoines, constituée au plus tard au IXe siècle, forme le cœur vivant d'une puissante abbaye qui accumule les richesses grâce aux donations des Toulousains et des pèlerins, mais aussi par l'exploitation de ses nombreuses propriétés. Elle s'entoure de nombreux vassaux et obtient la protection de puissants seigneurs. La rivalité entre les chanoines de l'abbaye Saint-Sernin et les autres pouvoirs de la ville – le comte de Toulouse puis le roi de France, et leurs représentants ; l'évêque et le chapitre de la cathédrale Saint-Étienne ; les consuls et les représentants de la ville – sont au Moyen Âge une des dynamiques les plus puissantes de la politique toulousaine et méridionale. Parallèlement, la croissance du bourg Saint-Sernin qui se constitue autour de l'enclos abbatial, est un des enjeux de l'organisation et de la structure de la ville de Toulouse au Moyen Âge.
De plus, le chantier de la nouvelle église, lancé à la fin du XIe siècle, et qui dure plus d'un siècle, est non seulement le signe de la puissance de l'abbaye, mais aussi un formidable moteur pour le développement de l'architecture, de la sculpture et de la peinture romanes dans le Midi de la France. Son plan architectural en fait l'archétype des grandes églises de pèlerinage, où les pèlerins peuvent circuler pour vénérer les reliques sans déranger la messe se tenant dans la nef. La basilique, qui conserve 260 chapiteaux romans, reste l'un des plus beaux témoins de l'architecture romane méridionale.
Après la Révolution française, et malgré la destruction du cloître et de la plupart des bâtiments abbatiaux entre 1804 et 1808, le caractère exceptionnel de la basilique Saint-Sernin est rapidement reconnu. L'église elle-même est mise au cœur de la nouvelle place que l'architecte Urbain Vitry lui aménage comme un écrin. Elle fait l'objet d'un classement au titre des monuments historiques par la liste de 1840. Elle est également inscrite au patrimoine mondial de l'UNESCO au titre des chemins de Saint-Jacques-de-Compostelle en France depuis 1998.
La basilique Saint Sernin reste le monument le plus visité de la ville, reconnue pour sa valeur patrimoniale exceptionnelle. Elle est d'ailleurs toujours au cœur de débats quant à sa mise en valeur. Elle est par ailleurs réputée pour ses cent vingt huit reliques (dont celles de six apôtres), qui en font l'église de France possédant le plus grand nombre de reliques (la seconde église au monde qui en possède le plus, après le Vatican).

## Histoire

### Édifices primitifs paléochrétiens (IVeetXIesiècles)

#### La construction des premiers sanctuaires (IVeetVesiècles)

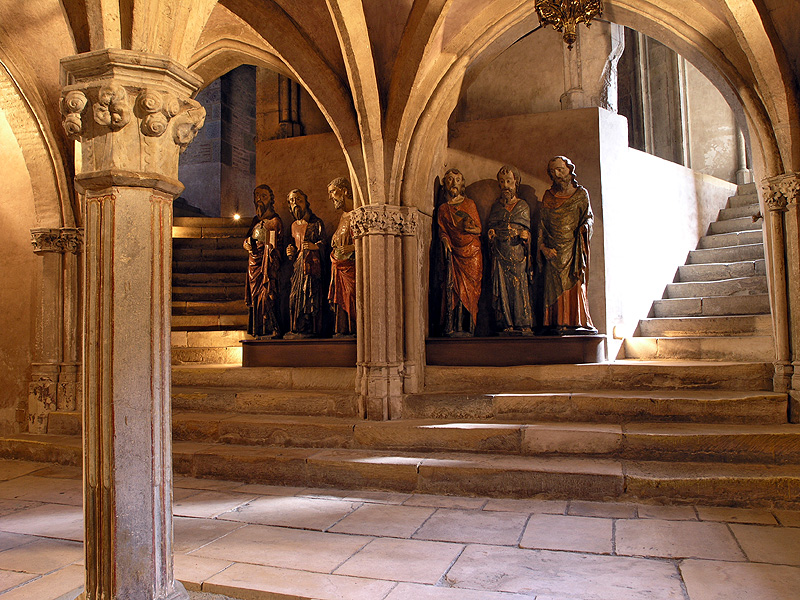
La crypte, sous le sol de laquelle se trouvent les restes de l'abside de la deuxième basilique.

Le récit de la Passion de saint Saturnin, connu par un manuscrit de l'abbaye de Moissac daté du XIe siècle, rapporte que le corps de Saturnin aurait été découvert par l'évêque Hilaire qui, ayant refusé de déplacer le cercueil, aurait fait bâtir un sanctuaire,. Il faudrait dater la construction de ce premier martyrium paléochrétien de la première moitié du IVe siècle, entre 314 et 356, alors que le christianisme devient une religion légale et privilégiée, mais que le paganisme reste majoritaire et vivant. Il y a cependant un débat sur l'emplacement de la sépulture de Saturnin et il est donc difficile de trancher sur l'emplacement de ce premier sanctuaire – église Notre-Dame du Taur ou basilique Saint-Sernin. La tradition veut que les saintes Puelles aient enterré l'évêque à l'emplacement de la future église Notre-Dame du Taur, mais elle ne semble pas remonter au-delà du XVe siècle. De plus, les fouilles menées dans cette église en 1969-1970 n'ont révélé aucune trace de sanctuaire paléochrétien.
Le récit de la Passion de saint Saturnin affirme ensuite qu'une nécropole se serait développé autour du premier sanctuaire, poussant les successeurs d'Hilaire, l'évêque Silve, puis l'évêque Exupère, à construire un sanctuaire plus grand,. Si l'évêque Silve n'est connu que par le texte de la Passion de saint Saturnin, on sait qu'il était le prédécesseur d'Exupère, connu par d'autres sources et en poste au moins à partir de 405. La datation de cette construction est liée aux débats théologiques qui opposent à la même époque le prêtre Vigilance, qui serait originaire de Calagurris des Convènes, et saint Jérôme. En 404, deux prêtres demandent à Jérôme d'intervenir pour combattre les idées de Vigilance, hostile à la vie monastique, au célibat des prêtres et des diacres, et surtout au développement du culte des martyrs – cette critique semble liée au succès du culte qui entoure la sépulture de Saturnin. En 406, Jérôme répond à Vigilance par son Liber contra Vigilantium, où il défend le culte des martyrs et attaque personnellement Vigilance,. Ce débat qui trouble les communautés chrétiennes du sud de la Gaule expliquerait peut-être les précautions prises par l'évêque Exupère.
C'est sans doute à l'occasion de la cérémonie de translation organisée par Exupère (et commémorée ensuite tous les 1er novembre) que le corps de Saturnin est « renfermé dans un tombeau de marbre, à côté des corps d'autres saints, dans la terre »,, probablement pour éviter « qu'à l'avenir les ossements du benoit saint ne fussent confondus avec les autres ». Il ne reste de ce sanctuaire qu'un pilier de marbre gris, replacé au centre de la salle principale des cryptes inférieures, ainsi que le bas du mur de l'abside, découvert lors des travaux de restauration des cryptes en 1969. C'est un mur semi-circulaire de 7,40 m de diamètre, d'une épaisseur de 70 cm et conservé sur une hauteur de 60 cm, peut-être « la paroi orientale d'un transept ou de la nef de la basilique ».

#### La nécropole paléochrétienne

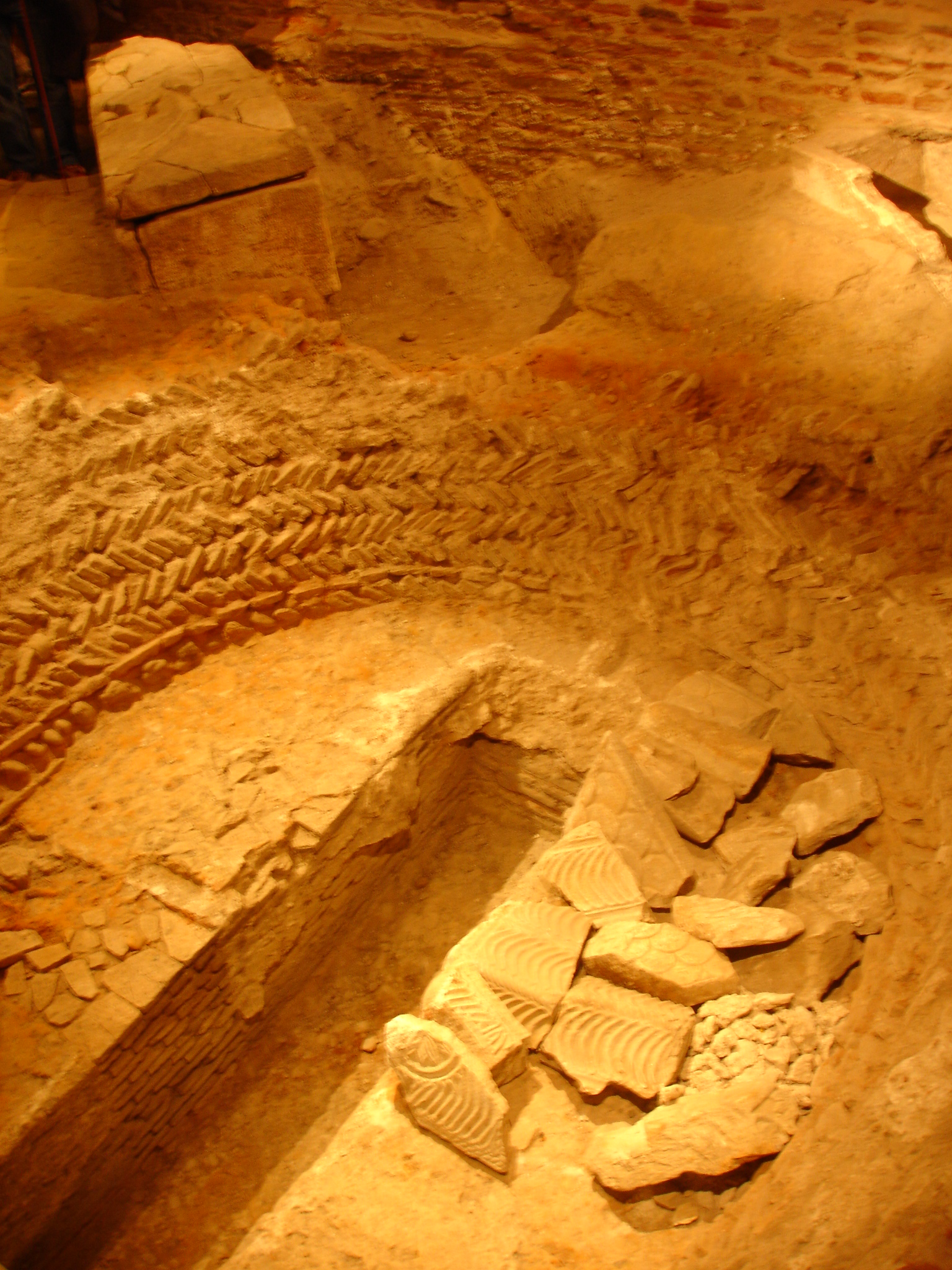
Un four à chaux découvert dans le sous-sol du musée Saint-Raymond.

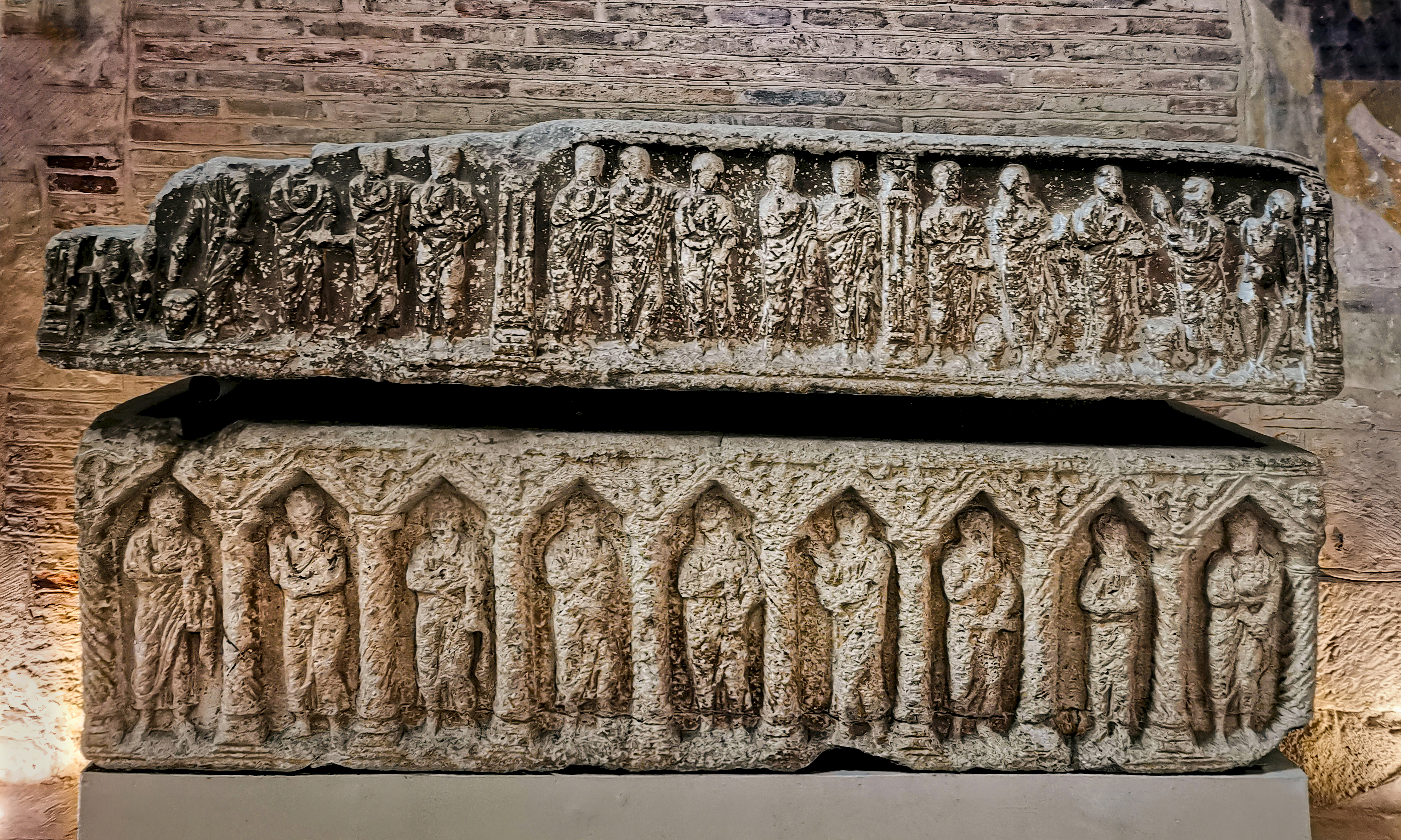
Le sarcophage paléochrétien du « comte de l'An mil ».

Les terrains au nord de la Porterie (la porte nord de la Toulouse romaine, emplacement de l'actuelle place du Capitole) servaient de nécropole depuis le premier siècle de notre ère. Le tombeau de Saturnin favorise à fin du IVe siècle la constitution d'une nécropole spécifiquement chrétienne, très dense sur le côté sud du sanctuaire et s'étendant sous une bonne partie du quartier de l'actuelle rue du Taur. La fouille la plus aboutie jusqu'ici a eu lieu en 1994-1996 dans le sous-sol du musée Saint-Raymond, où ont été découverts de grands sarcophages de marbre des IVe et Ve siècles. Les inhumations cessent dans cette zone au début du VIIe siècle, époque où a pu être creusé le grand fossé ovale autour de la basilique qui délimite ensuite le territoire de l'abbaye.
Les quatre sarcophages utilisés aux Xe et XIe siècles pour abriter les restes de plusieurs membres de la famille comtale et qui ont été finalement placés au XIIIe siècle dans l'enfeu des comtes de Toulouse, sont sans doute issus de cette nécropole paléochrétienne et typiques des « sarcophages d'Aquitaine » : des sarcophages en marbre, richement décorés, dont le principal atelier de production se situait peut-être dans les limites de la nécropole. Depuis le Ier siècle, Toulouse était en effet régulièrement alimentée par la Garonne en marbres des Pyrénées. Un four à chaux de la fin du IVe siècle, fouillé en 1995 dans le sous-sol du musée Saint-Raymond, abandonné brutalement avec son dernier chargement de marbre au cours du Ve siècle, aurait pu faire partie de cet atelier, représentatif du développement de la nécropole au temps des évêques Silve et Exupère.

#### Les «siècles obscurs» (du Ve au XIe siècle)
On ne sait « pratiquement rien » de la basilique entre sa construction au début du Ve siècle et le XIe siècle. C'est pourtant à cette époque que se constitue autour du sanctuaire une communauté de religieux qui suivent la règle de saint Augustin. Elle a déjà, au IXe siècle, une certaine importance. En 844, le « monastère de saint Saturnin martyr » est l'une des trois églises toulousaines (avec la cathédrale et La Daurade) à bénéficier du privilège de l'immunité, confirmé par le roi des Francs Charles le Chauve, qui séjourne dans la ville lors de la guerre qu'il mène contre son neveu Pépin II d'Aquitaine. L'église et son monastère sont entourés d'un fossé qui délimite le territoire du saint et l'enclos du monastère, qui est cependant isolé de la cité de Toulouse, au milieu d'un paysage qui reste profondément rural. Des analyses de pollens menées en 1996 sur le mortier utilisé lors de l'inhumation du « comte de l'An Mil » témoignent d'« un environnement de type péri-urbain », caractérisé par « un paysage déboisé avec des bosquets de chênes à feuillage caduc et de noisetiers, comportant un peu de chêne vert, de châtaignier et de frêne », des noyers et de la vigne, des prairies, des champs de céréales.

### Construction de la basilique romane (XIeetXIIIesiècles)

#### Le lancement du chantier et le conflit avec l'évêque Isarn

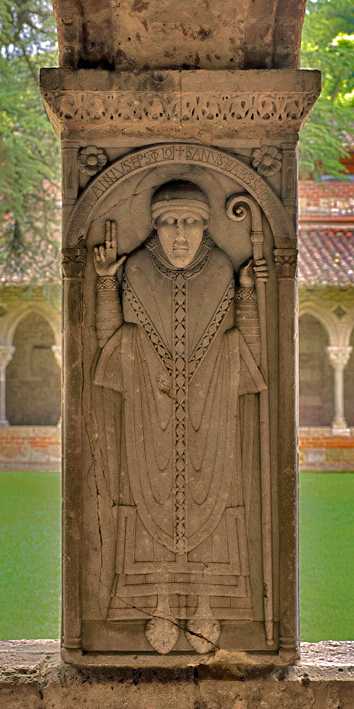
Durand de Bredon, abbé de Moissac et évêque de Toulouse (pilier du cloitre de Moissac).

Vers 1030, l'évêque de Toulouse Pierre Roger décide « de retenir une part des dons faits à Saint-Sernin » en prévision des travaux de reconstruction du sanctuaire paléochrétien. Celui-ci est sans doute devenu trop petit pour le nombre de plus en plus important de fidèles et de pèlerins. Le Cartulaire de Saint-Sernin, transcrit entre 1167 et 1185, permet de constater l'accroissement des ressources du chapitre canonial de Saint-Sernin, qui acquiert entre la fin du Xe siècle et la première moitié du XIe siècle des propriétés et des droits nombreux au nord de Toulouse et au sud, en limite du comté de Foix. Le tiers central du XIe siècle (sans doute consacré à l'accumulation de réserves pour la reconstruction) est beaucoup plus calme avant un apogée dans les années 1080-1125, lorsque le chantier est lancé.
Mais les tensions entre le chapitre de Saint-Sernin et l'évêque de Toulouse, soutenu par le comte et l'abbé de Moissac, deviennent extrêmement vives dans les années 1070 et 1080, sans doute attisées par le lancement effectif du chantier entre 1071 et 1076. Entre 1059 et 1071 déjà, l'évêque Durand de Bredon, est un ancien moine clunisien, abbé de Moissac depuis 1048. En 1073, le nouvel évêque Isarn, qui avait été prieur de Saint-Sernin, décide de la réforme des chapitres de Saint-Étienne et de Saint-Sernin, mesure caractéristique de la réforme grégorienne. La réforme est difficile et, comme à Saint-Étienne, Isarn doit, pour l'imposer à des chanoines réticents, invoquer les plus hautes autorités : le comte de Toulouse Guilhem IV, l'abbé de Cluny Hugues le Grand, l'abbé de Moissac Hunauld de Béarn. S'il parvient à imposer ses vues aux chanoines de Saint-Étienne, placés directement sous son autorité, ceux de Saint-Sernin en appellent directement au pape Grégoire VII. Celui-ci confirme entre 1079 et 1083 l'indépendance de l'abbaye, placée sous la protection directe de la papauté.
La réaction d'Isarn est violente : en 1083, avec l'appui du comte Guilhem IV, il expulse les chanoines, remplacés par des moines de Moissac, et met la main sur le temporel de l'abbaye, ainsi que sur le chantier de construction. Les chanoines font intervenir Grégoire VII, qui les réintègre dans leurs droits et possessions. Le 23 juillet, le comte Guilhem IV « se repent solennellement de son sacrilège, s'engage à ne plus attaquer Saint-Sernin, garantit la liberté des chanoines et leur temporel ».

#### Les travaux de la fin duXIesiècle: le chevet et le transept
La construction commence par le chevet, le transept et les premières travées de la nef. Elle enserre progressivement la basilique antérieure afin qu'il n'y ait pas d'interruption du culte et que les pèlerins puissent continuer à accéder au tombeau. Quitterie Cazes distingue 6 étapes qui auraient pu précéder la consécration de 1096. Elles se distinguent par "la nature des matériaux utilisés et la façon dont ils sont agencés" plus que par des changements de style puisque le plan et l'élévation de tout l'édifice ont été conçus dès avant le lancement du chantier et qu'ils seront très exceptionnellement respectés jusqu'au quasi achèvement de la basilique à la fin du XIIIe siècle.
1. La construction commence par les "murs extérieurs du chevet", "les chapelles du déambulatoire et toute la périphérie du transept, absidioles comprises". Matériaux utilisés : la pierre pour les contreforts et encadrements de fenêtres, la brique pour les maçonneries intermédiaires. Cette étape laisse intacte la basilique antérieure.

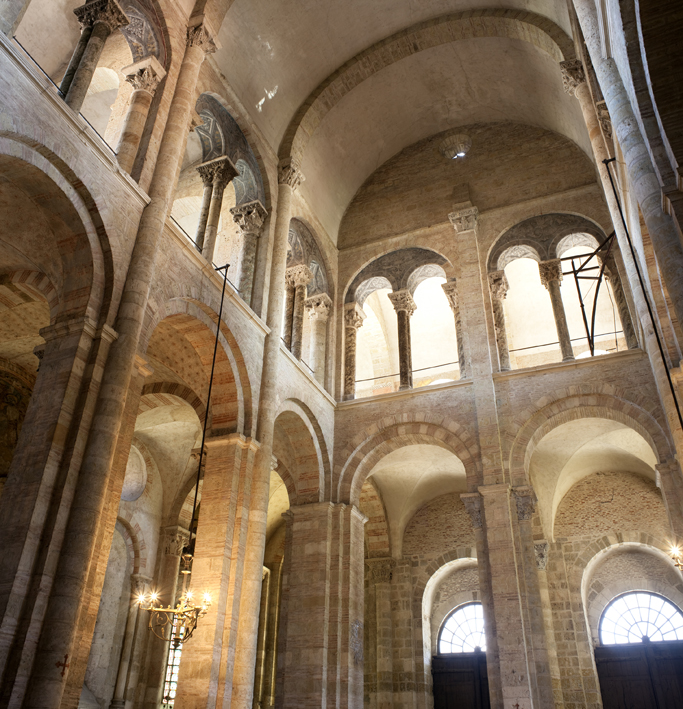
Le croisillon sud du transept.

2. Un "petit décrochement dans la maçonnerie" (visible entre les fenêtres et les oculi au sud du déambulatoire) marque le début de la deuxième étape de construction. Elle permet le voûtement des chapelles basses et du déambulatoire, la mise en place du chœur avec le rond-point enserrant l'ancienne abside, transformée en crypte semi-enterrée. Les 9 baies du soubassement en briques de ce nouveau rond-point étaient alors ouvertes et une petite ouverture carrée (la fenestella) permettait aux pèlerins d'apercevoir le sarcophage du saint. La construction des premiers piliers intérieurs impose la destruction du reste de l'ancienne basilique. La disposition des pierres est moins régulière et apparaissent quelques signes lapidaires. On est peut-être aux alentours de 1083, lorsque la prise de possession d'Isarn signale que le tombeau a des clés et qu'une chapelle fonctionne.
3. Un nouveau "petit décrochement de maçonnerie" sous les fenêtres des tribunes correspondant à un réalignement des aplombs marque le début de la troisième étape. Les collatéraux du transept sont voûtés (nettement plus sûrement que le déambulatoire) ainsi que les premières travées de la nef et on élève le niveau d'arcades dans l'abside. La pierre est utilisée de façon plus mesurée au profit de la brique qui est désormais aussi employée à parité dans les encadrements, les contreforts et les supports. Les signes lapidaires sont plus fréquents.
4. C'est une étape intermédiaire. Les tribunes du chœur et du transept sont mises en place, on construit la partie supérieure de l'abside majeure avec des fenêtres hautes beaucoup plus richement ornées que celles de la partie basse. Les matériaux sont très hétérogènes mais on utilise beaucoup de pierres. Les signes lapidaires se font plus discrets.
5. Les tribunes du transept sont ensuite construites en deux temps : plusieurs travées avec beaucoup de pierres, le reste d'une façon homogène en alternant régulièrement calcaire mollassique et briques.
6. Pour disposer d'une basilique à peu près fonctionnelle (mais encore sans véritable nef), ne reste plus qu'à voûter les parties hautes et bâtir la coupole de la croisée, qui permet de mettre en place la souche carrée du clocher et son premier niveau de baies. C'est à ce moment qu'a pu avoir lieu la consécration de 1096.

#### La consécration en 1096

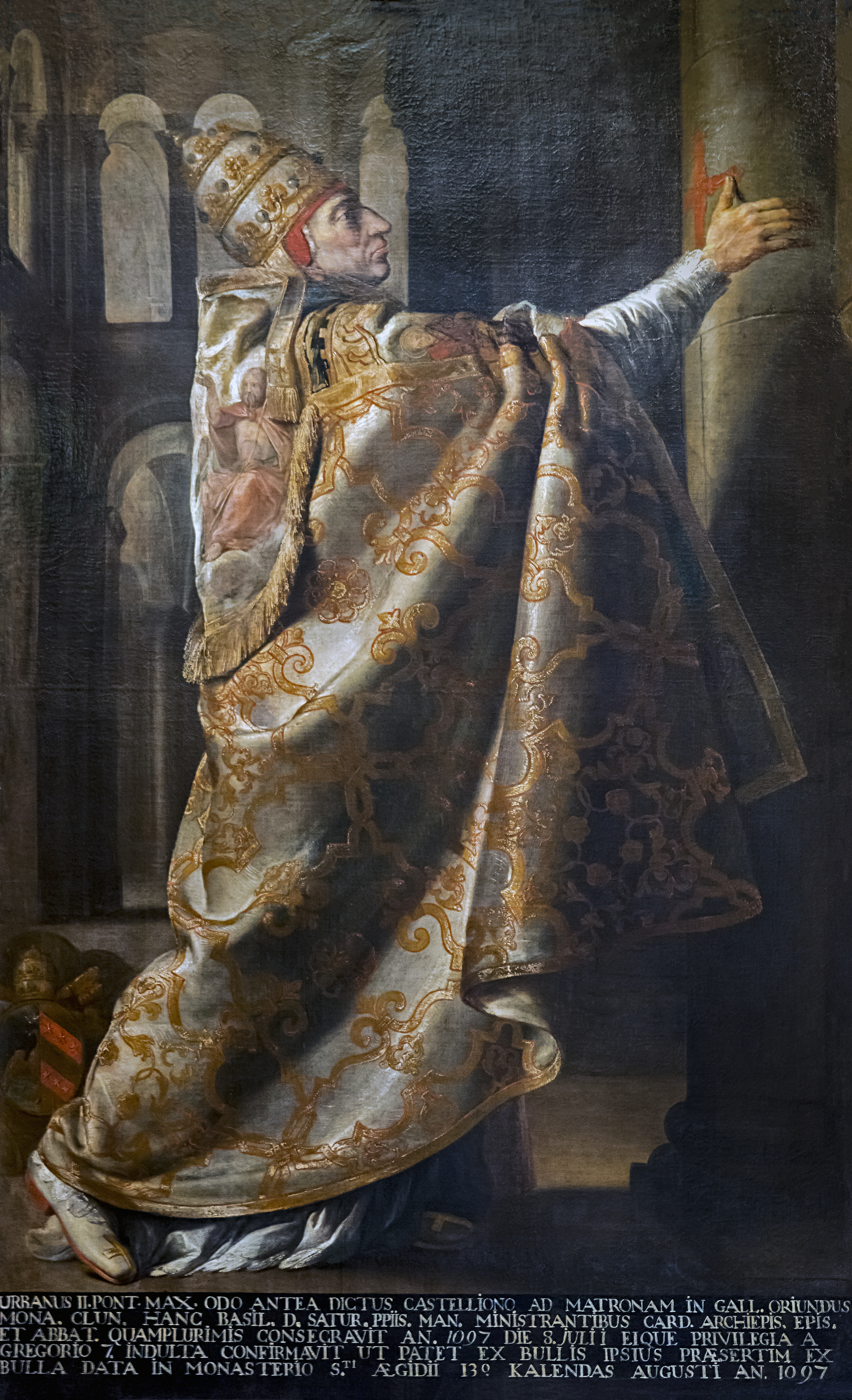
Le pape Urbain II consacrant l'église Saint-Sernin, par Antoine Rivalz (1715, musée des Augustins).

La consécration de l'église abbatiale intervient lors du voyage du pape Urbain II dans le royaume de France en 1095-1096, alors qu'il prêche la première croisade. Il reçoit alors l'appui de l'évêque du Puy Adhémar de Monteil et du comte de Toulouse Raimond de Saint-Gilles. Urbain II se rend à Clermont où se tient le concile où il appelle les seigneurs à se croiser pour prendre Jérusalem aux Turcs seldjoukides. Il parcourt ensuite l'ouest de la France avant de redescendre vers Toulouse où il consacre la nouvelle église et son autel « l'année mille quatre-vingt-seizième du Seigneur, le neuvième des calendes de juin [le 24 mai] ». Il est accompagné de Raimond de Saint-Gilles et assisté des archevêques de Tolède, de Bordeaux, de Pise et de Reggio de Calabre, des évêques d'Albano Laziale et de Pampelune et de dix autres évêques. Il consacre « l'église du saint martyr Saturnin, évêque de Toulouse, et l'autel en l'honneur du même martyr très glorieux et du saint martyr Assiscle » et dépose « dans le même autel une très grande partie du chef du très glorieux Saturnin et des reliques du saint martyr Assiscle et d'autres saints et des reliques du saint confesseur Exupère, évêque de Toulouse »,.
C'est à cette occasion qu'est installé l'autel sculpté par Bernard Gilduin, sans doute au-dessus du tombeau du saint, dans l'abside majeure. Les reliefs du Christ en majesté, du chérubin et du séraphin, aujourd'hui placés dans et autour de la fenêtre axiale murée de la crypte supérieure, pourraient avoir été antérieurement montées en retable et être la magestat de peyra am dos angels de peyra (« majesté de pierre avec deux anges de pierre ») mentionnée en 1467 dans le mur externe du déambulatoire sud.
La consécration et le passage d'Urbain II sont aussi l'occasion pour les chanoines de marquer quelques points dans leur longue lutte contre le parti du comte et de l'évêque. Ils obtiennent ainsi le retour de l'église Saint-Pierre de Blagnac en leur possession, alors qu'elle avait été donnée à abbaye de Moissac par le comte en 1070-1071 et la confirmation par de leurs « droits, possessions, revenus et statuts ». L'année suivante, l'absence du comte Raimond de Saint-Gilles, parti pour la première croisade, est l'occasion pour les chanoines de Saint-Sernin de manifester une fois de plus leur indépendance et leur opposition au parti du comte et de l'évêque, puisqu'ils rejoignent le camp du duc d'Aquitaine Guillaume IX, qui occupe Toulouse en 1097 au nom des droits de sa femme, Philippa.

#### La mise en place de la nef au début duXIIesiècle

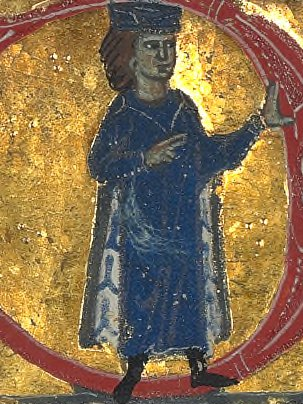
Guillaume IX d'Aquitaine, troubadour et protecteur des chanoines de Saint-Sernin.

Le démarrage du chantier a été très rapide : environ 25 années ont suffi pour bâtir une église utilisable pour les cérémonies et les pèlerinages. La construction continue ensuite à un bon rythme dans les deux premières décennies du XIIe siècle, favorisée par l'organisation de Raymond Gayrard, et sans doute la protection de Guillaume IX qui tient la ville de 1097 à 1100 et de 1108 à 1119. Deux étapes sont alors discernables.
7. L'église prend toute son extension avec l'élévation du mur périphérique de la nef et du massif occidental jusqu'au-dessus des fenêtres. On met en place l'avant-corps de la porte Miègeville et un puits est creusé dans le collatéral majeur nord. Les espaces du massif occidental sont alors largement ouverts et le sol est 60 cm plus haut qu'aujourd'hui. Le sol extérieur étant alors environ 2 mètres plus bas, une volée de marches devait mener à l'entrée de ce côté-là. Les matériaux sont très homogènes : calcaire mollassique et briques. On entame le deuxième étage du clocher.
8. C'est alors que l'on commence à voûter la nef et ses tribunes, en commençant par les deux travées les plus orientales. Le deuxième étage du clocher est achevé.

#### L'achèvement provisoire auxXIIeetXIIIesiècles
Le rythme des travaux ralentit notablement après les deux premières décennies du XIIe siècle. On ne sait s'il s'agit d'un manque de ressources (les premières phases de travaux ont dû être coûteuses, les comtes - peu favorables à Saint-Sernin - sont revenus, le catholicisme est de plus en plus concurrencé par le catharisme), de main d'œuvre (les chantiers se multiplient dans la ville) ou simplement le choix des chanoines de privilégier la décoration intérieure de leur église (l'essentiel des peintures date du XIIe siècle) et la construction des bâtiments annexes comme le cloître. Deux dernières étapes de construction peuvent encore être distinguées, l'une au XIIe siècle, l'autre au XIIIe.
9. Signe que les temps changent, la brique devient prédominante dans la construction (mais on conserve l'alternance de blocs de calcaire et de briques dans la nef centrale). Les collatéraux sont voûtés, les deux espaces latéraux du massif occidental (la sacristie et la chapelle Saint-Pierre) couverts. Les solutions architecturales semblent improvisées, témoignage possible des incertitudes causées par le changement de style à l'œuvre (les premières croisées d'ogives apparaissent dans la région autour de 1180). Trois des chapiteaux de la sacristie semblent même être des « pastiches d'œuvres romanes » pour préserver l'unité de style. On bâtit le troisième étage du clocher.
10. « La brique règne désormais sans partage » (même dans les encadrements de fenêtres). Le reste des collatéraux et des tribunes est peu à peu voûté et couvert, en finissant par la nef vers 1250-60 et au-delà. Dans le massif occidental, on élève en partie la tour sud, la grande rose au centre et, au-dessus, une croisée d'ogives destinée à être surmontée d'un autre clocher au milieu de la façade ouest. Les chapiteaux, le voûtement sont donc ici de style contemporain, peut-être "parce qu'on est dans un espace qui n'est plus celui de la nef". Mais l'ensemble de ce côté reste totalement inachevé. Les deux derniers étages du clocher ont dû être bâtis au début de cette période et innovent avec leurs "arcs en mitre" qui vont ensuite se répandre dans la région.
Le réaménagement de la crypte. C'est à partir de 1258 que l'ensemble de la crypte est réaménagé : un grand baldaquin de pierre, de style gothique, sorte de tour hexagonale s'élevant haut dans l'abside, abrite désormais le sarcophage de Saint Saturnin. Ce sarcophage est inséré en 1283 dans une "grande châsse en forme d'église". Dans les années 1280, on creuse sous les travées du chœur la crypte inférieure pour pouvoir abriter les nombreuses reliques qui sont venues enrichir le trésor de l'abbaye. C'est peut-être à cette occasion que l'on doit renforcer les quatre piliers de la croisée du transept, affaiblis par cette excavation.

### Travaux postérieurs entre lesXIVeetXVIIIesiècles

#### XIVesiècle
L'arrivée des ordres mendiants en ville au XIIIe siècle (dominicains, franciscains, carmes, augustins) et la construction de leurs grandioses églises a dû limiter quelque peu les ressources dont disposaient les chanoines de Saint-Sernin. D'autant plus que, privée de ses comtes, Toulouse vit à partir du XIVe siècle, une période très difficile où crise politique (début de la guerre de Cent Ans), économique et démographique (peste noire) se conjuguent. La plupart des grands chantiers de construction ecclésiastiques s'arrêtent et les travaux ne reprennent dans l'église Saint-Sernin qu'à l'occasion de nécessités criantes ou de ressources inespérées.
Le clocher, avec sa balustrade et sa flèche, est achevé au cours du XIVe siècle. La flèche, elle, a connu plusieurs versions dès le XIIIe siècle.
À l'intérieur, une importante campagne de peinture permet de recouvrir le chœur et la première partie de la nef, dévolue aux chanoines, d'un décor de pierres colorées, semblable à celui qu'on trouve à la même époque dans l'église des Jacobins. Les écus armoriés peints sur les voûtes des premières travées de la nef sont ceux des papes et des cardinaux avignonnais des années 1330 : les papes Jean XXII et Benoît XII, et les cardinaux Jean-Raimond de Comminges et Pierre Roger. Ils auraient pu être réalisés vers 1339 par l'abbé de Saint-Sernin Hugues Roger, parent du cardinal Pierre Roger après la réforme des chanoines réguliers de 1339.

#### Période moderne
L'économie toulousaine redémarre à partir des années 1450, poussée par les débuts du pastel, la fin de la Guerre de Cent Ans et l'établissement d'un parlement permanent. Mais Saint-Sernin végète. On ne peut mentionner qu'une nouvelle flèche en 1449. En 1463, la ville de Toulouse subit un grand incendie. À cette occasion, le roi Louis XI octroie à l'abbaye une rente annuelle de 100 livres tournois afin de soutenir sa restauration.
Le siècle du pastel et l'enrichissement soudain de la ville font sentir leurs effets, mais aussi la prise en charge de l'entretien et des travaux par la Confrérie des Corps Saints à la fin des années 1520. Pavement et toitures sont restaurés à partir de 1535 puis on s'attaque au massif occidental, toujours pas terminé, à partir de 1541. Une sacristie est aménagée dans la salle haute de la tour nord et la dernière travée des tribunes de ce côté est reconstruite pour créer deux salles particulières. Le beffroi est totalement reconstruit dans les années 1550. Beaucoup de peintures sont refaites et "un enduit blanc à faux appareil de pierre revêt la majeure partie des murs". Antoine Olivier et Bernard Nalot signent le bail à besogne pour peindre la voûte et les murs du chœur en 1536. Les travaux sont terminés en 1542 par Bernard Nalot seul après la mort accidentelle d'Antoine Olivier.
Le déclenchement des Guerres de religion, particulièrement violent à Toulouse avec les terribles journées de la "Délivrance" en 1562 (au cours desquelles Saint-Sernin est assiégée plusieurs jours par les forces protestantes), force à quelques travaux défensifs : petites galeries de briques au-dessus des trois portes en 1562, galerie de bois avec artillerie le long de la tribune sud de la nef en 1567.
Au XVIIe siècle, une partie des reliques est sortie de la crypte et exposée dans de nouvelles châsses. Placées dans des armoires dorées, elles composent le "Tour des Corps Saints" le long du déambulatoire.
Au XVIIIe siècle, l'intérieur est mis au goût du jour avec de nouvelles stalles, un orgue, un jubé, de nouvelles décorations... Le baldaquin gothique de l'abside est détruit et remplacé par le nouveau dispositif de Marc Arcis.

### Destructions et restaurations duXIXeauXXIesiècle

#### Les bouleversements de la Révolution française et de l'Empire
La Révolution française apporte de profonds bouleversements. En 1790, la communauté de chanoines est dispersée. Les riches possessions deviennent biens nationaux. L'église Saint-Sernin elle-même devient église paroissiale et échappe à la vente des biens nationaux, mais pas les autres bâtiments de l'abbaye qui sont vendus.
Entre 1804 et 1808, sous le Premier Empire, les bâtiments de l'abbaye sont détruits pour permettre l'aménagement d'une vaste place circulaire autour de l'église. En 1811, le précieux Évangéliaire de Charlemagne, qui avait été déposé en 1793 au musée du Midi de la République, est offert par le maire de Toulouse, Guillaume de Bellegarde, à l'empereur Napoléon Ier, à l'occasion du baptême du roi de Rome.

#### Redécouverte et restauration de la basilique entre lesXIXeetXXesiècles
En 1838, Prosper Mérimée obtient le classement de l'église comme monument historique. Des travaux de restauration, contestés par Mérimée, sont effectués par Urbain Vitry (piliers nord de la nef, portails) de 1836 à 1845.

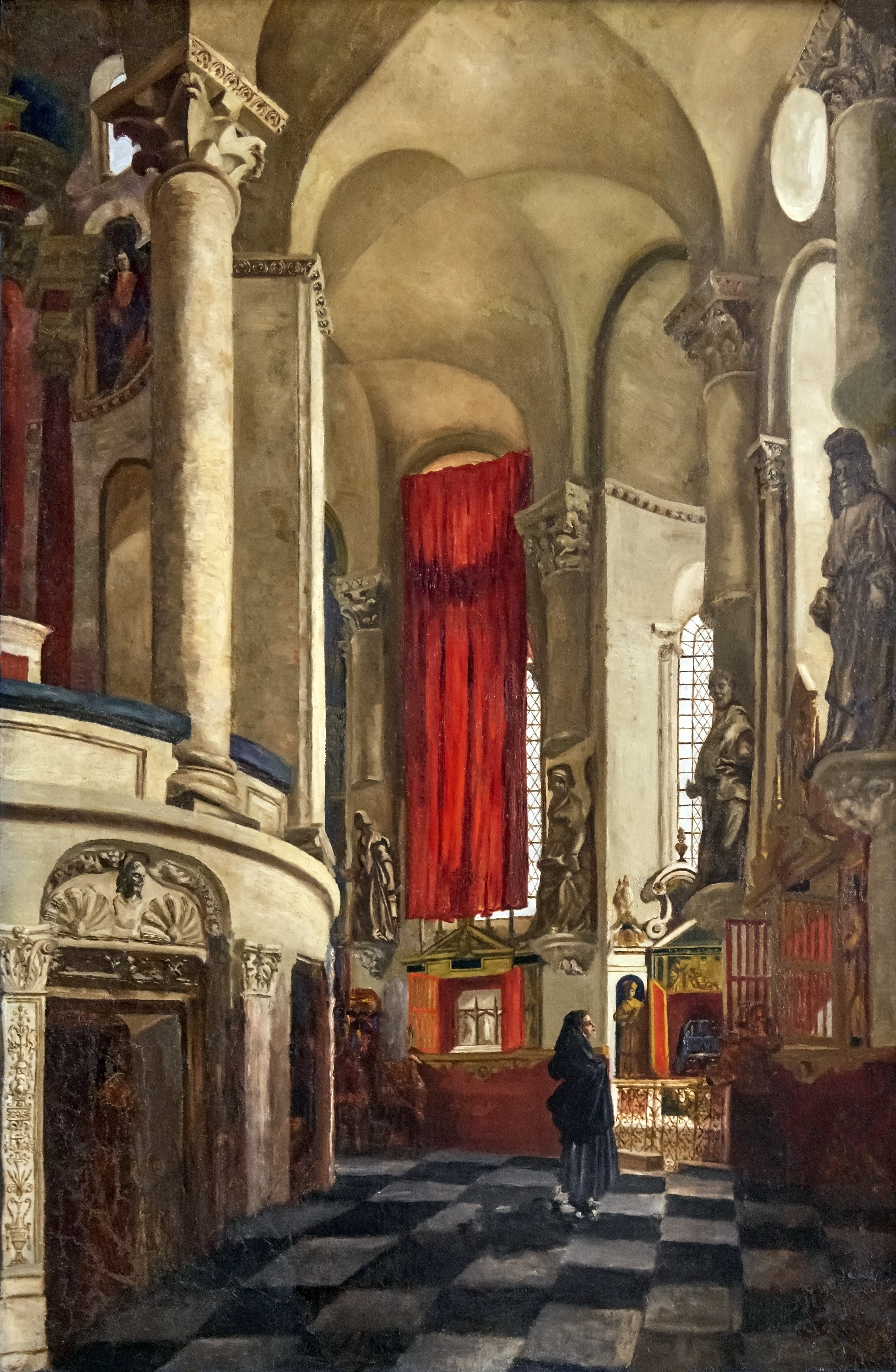
Le déambulatoire vers 1860 (anonyme, basilique Saint-Sernin).
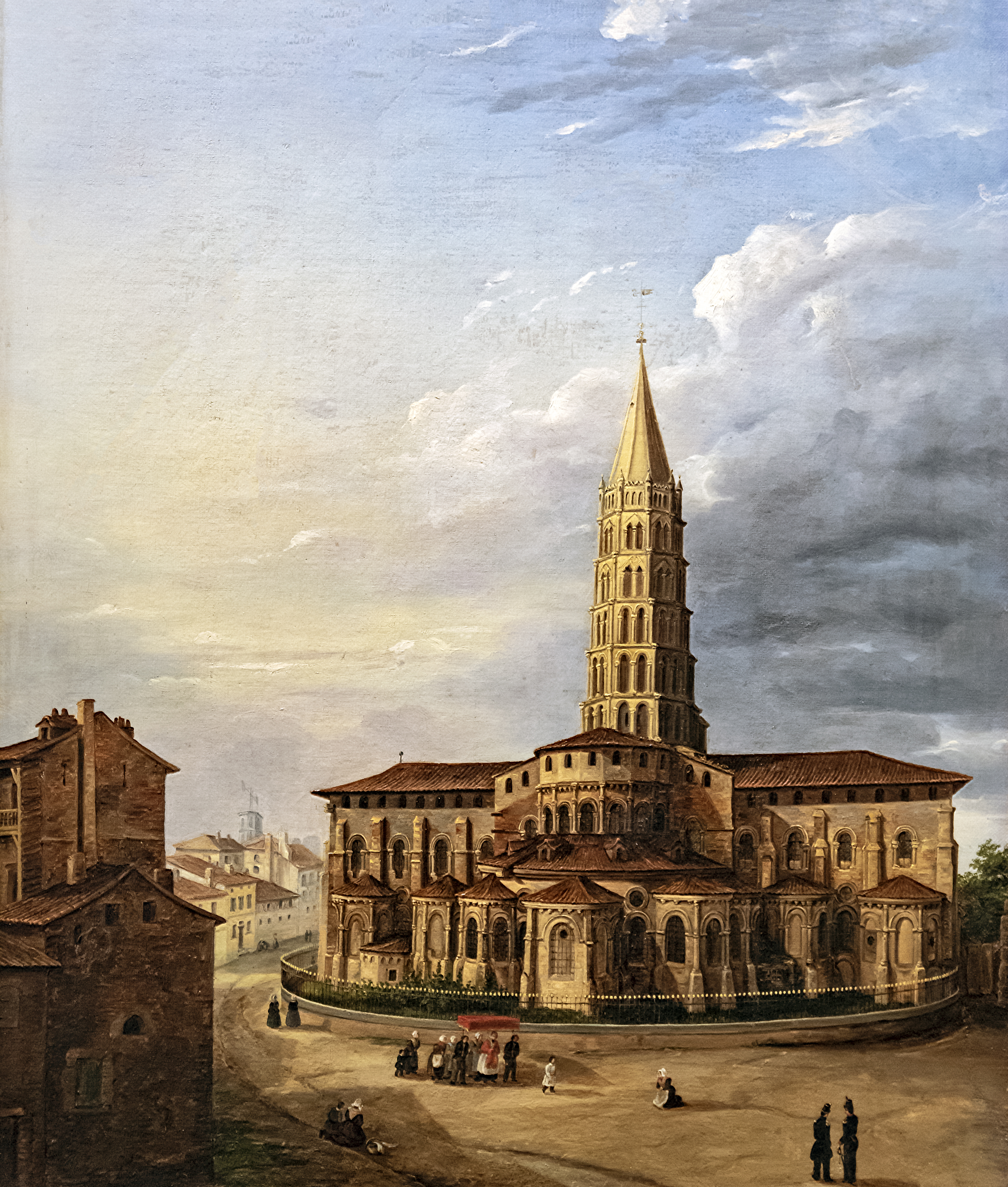
La basilique Saint-Sernin, vue du chevet, par Claire Arnoux  (vers 1845, musée du Vieux Toulouse).
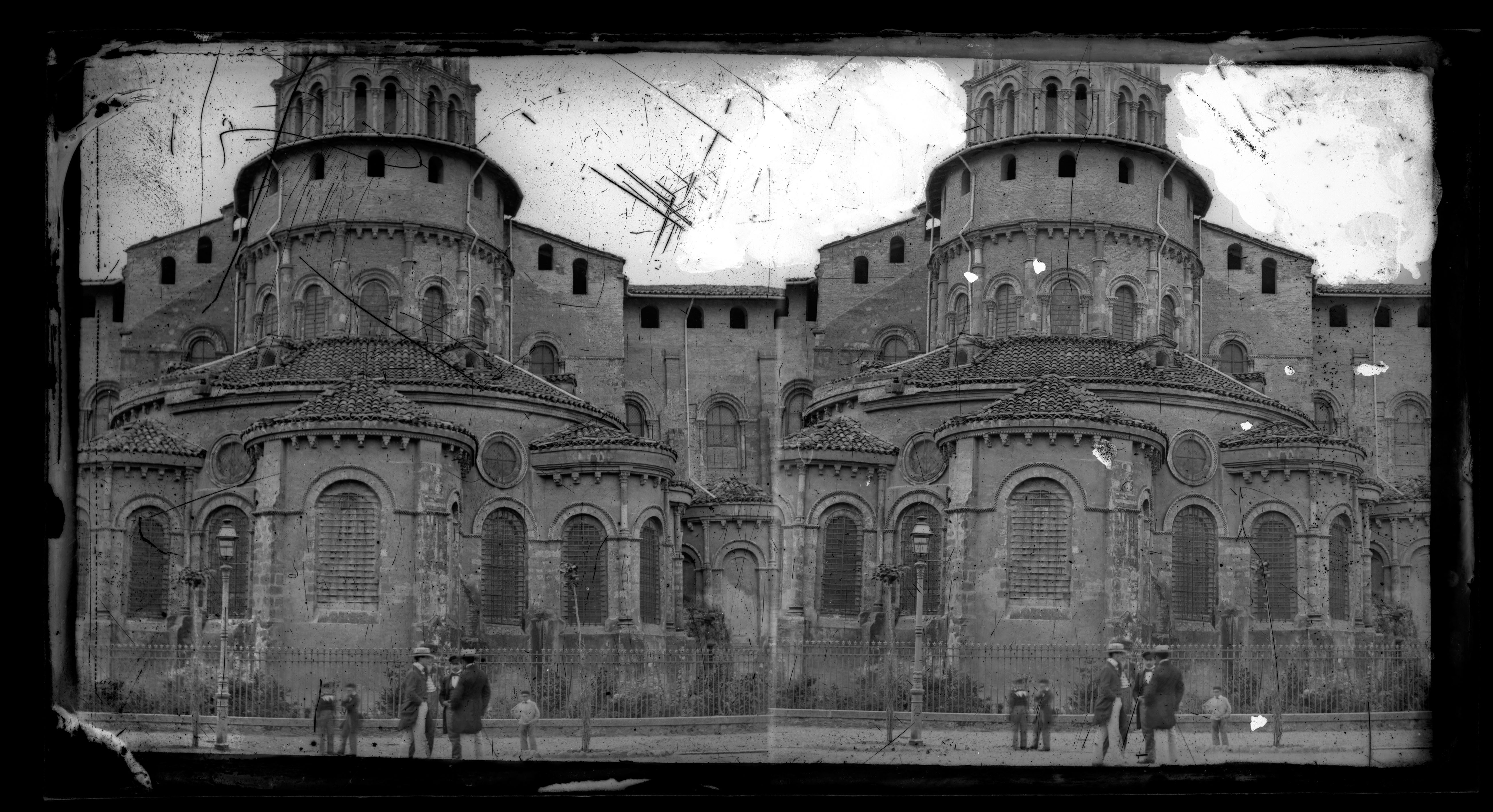
Le chevet avant les restaurations, par Eugène Trutat (1861, archives municipales).

En 1845, Eugène Viollet-le-Duc, sur recommandation de Mérimée, est chargé d'une restauration générale. Les travaux commencent en 1860 après une campagne très contestée de restauration des cryptes sous la direction d'Alexandre du Mège. Secondé par Jacques-Jean Esquié (architecte départemental et auteur à Toulouse de l'hôpital Marchand et de la prison Saint-Michel). Les toitures sont entièrement refaites et modifiées avec création de couvertures distinctes pour la nef et les collatéraux séparées par un mur de comble. La corniche qui ornait l'extérieur du chevet est étendue à tout l'édifice.
En 1872, les travaux sont engagés à l'intérieur même de l'édifice. Eugène Viollet-le-Duc dépose le "Tour des Corps Saints" et refait une partie des décorations. Il meurt cependant avant d'avoir pu s'attaquer au massif occidental, qui n'est achevé qu'en 1929.

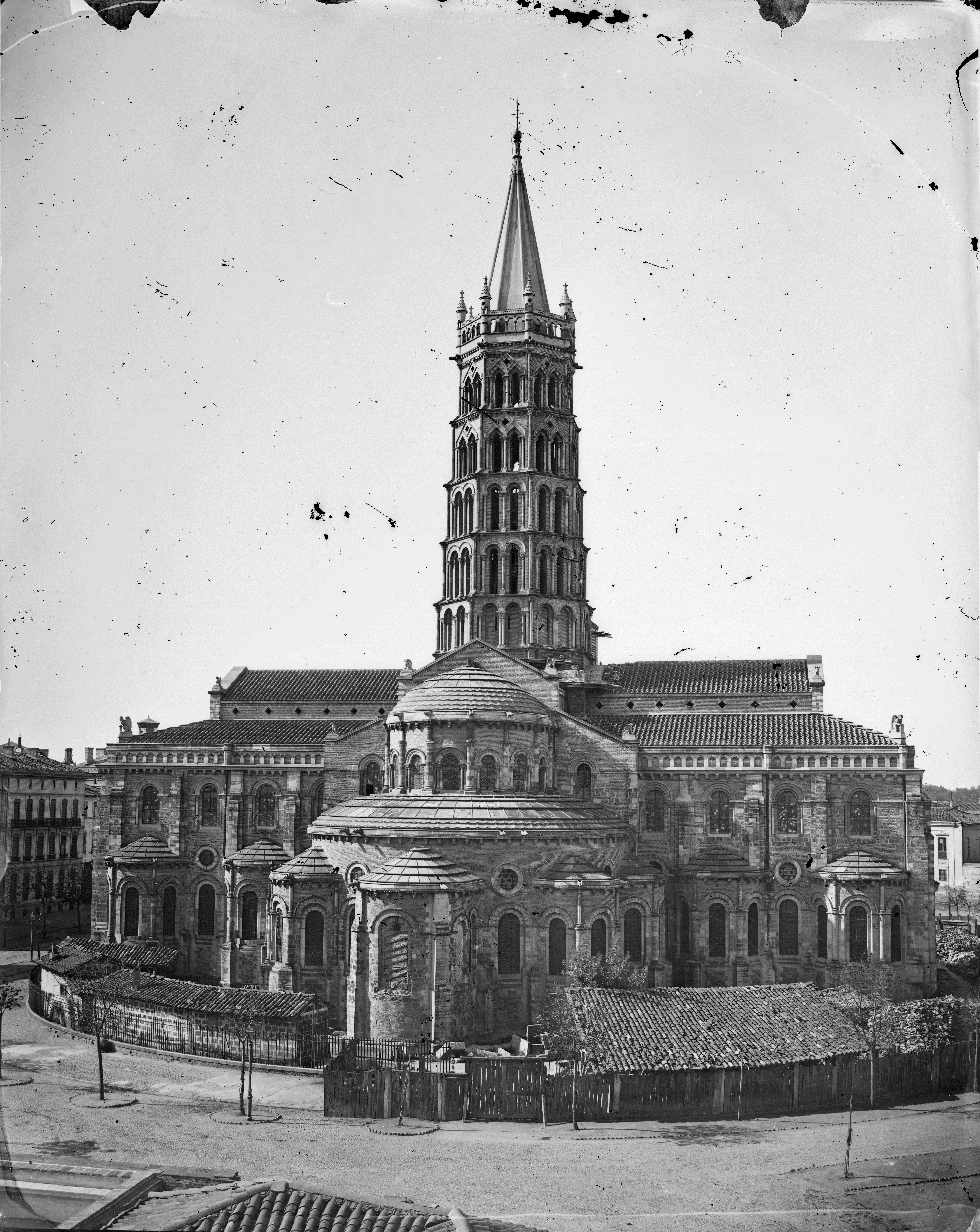
Le chevet de la basilique pendant les restaurations, par Eugène Trutat (vers 1870, muséum de Toulouse.
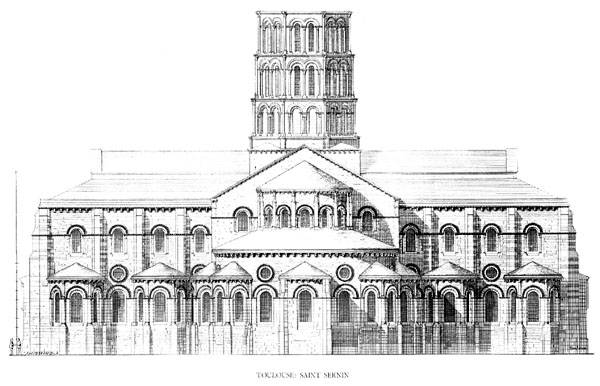
Schéma du chevet et des chapelles après la restauration de Viollet Le Duc.
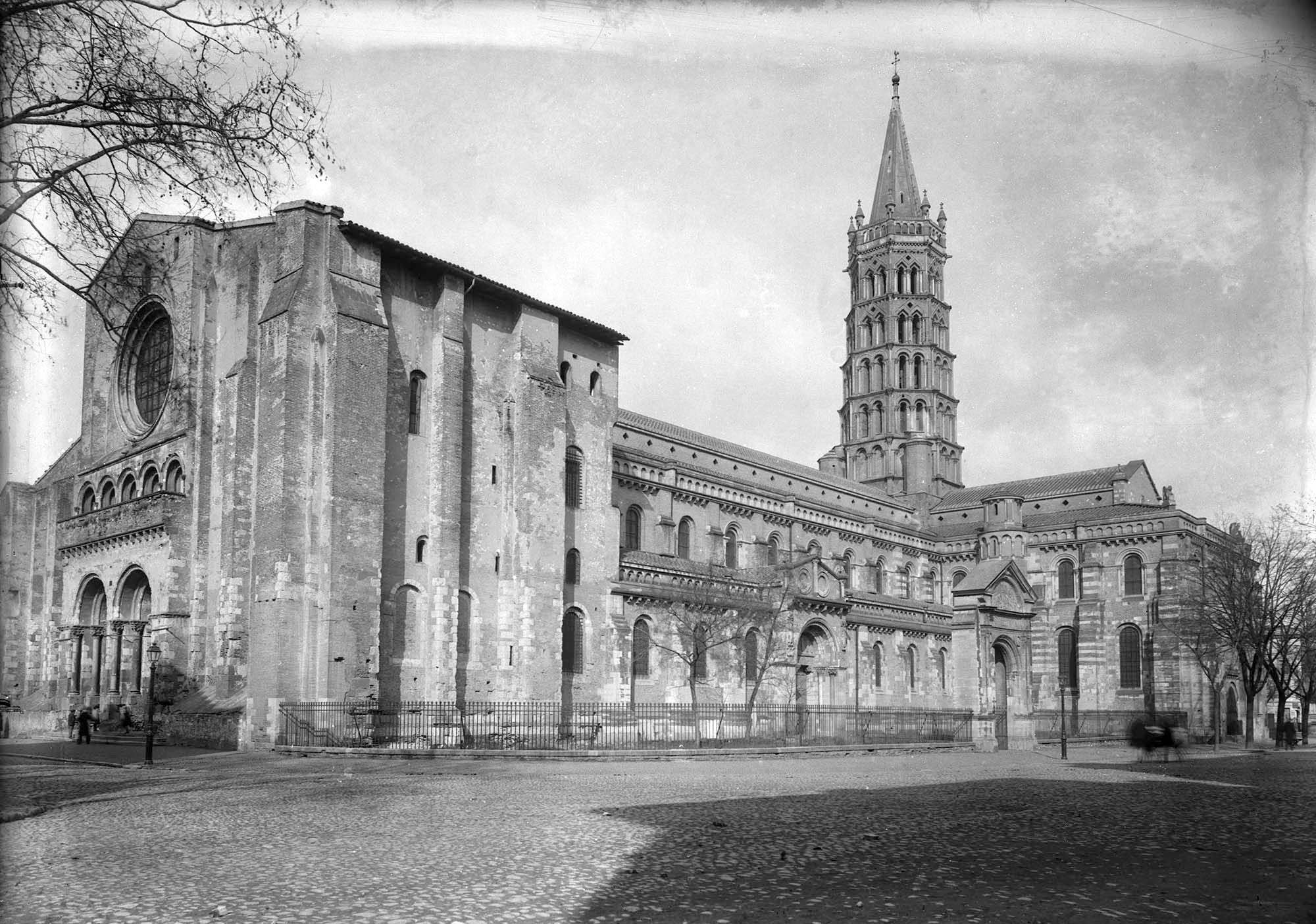
Vue d'ensemble de la basilique, par Pierre Laffon (vers 1900, archives municipales).

#### Restauration et «dérestauration» dans la deuxième moitié duXXesiècle

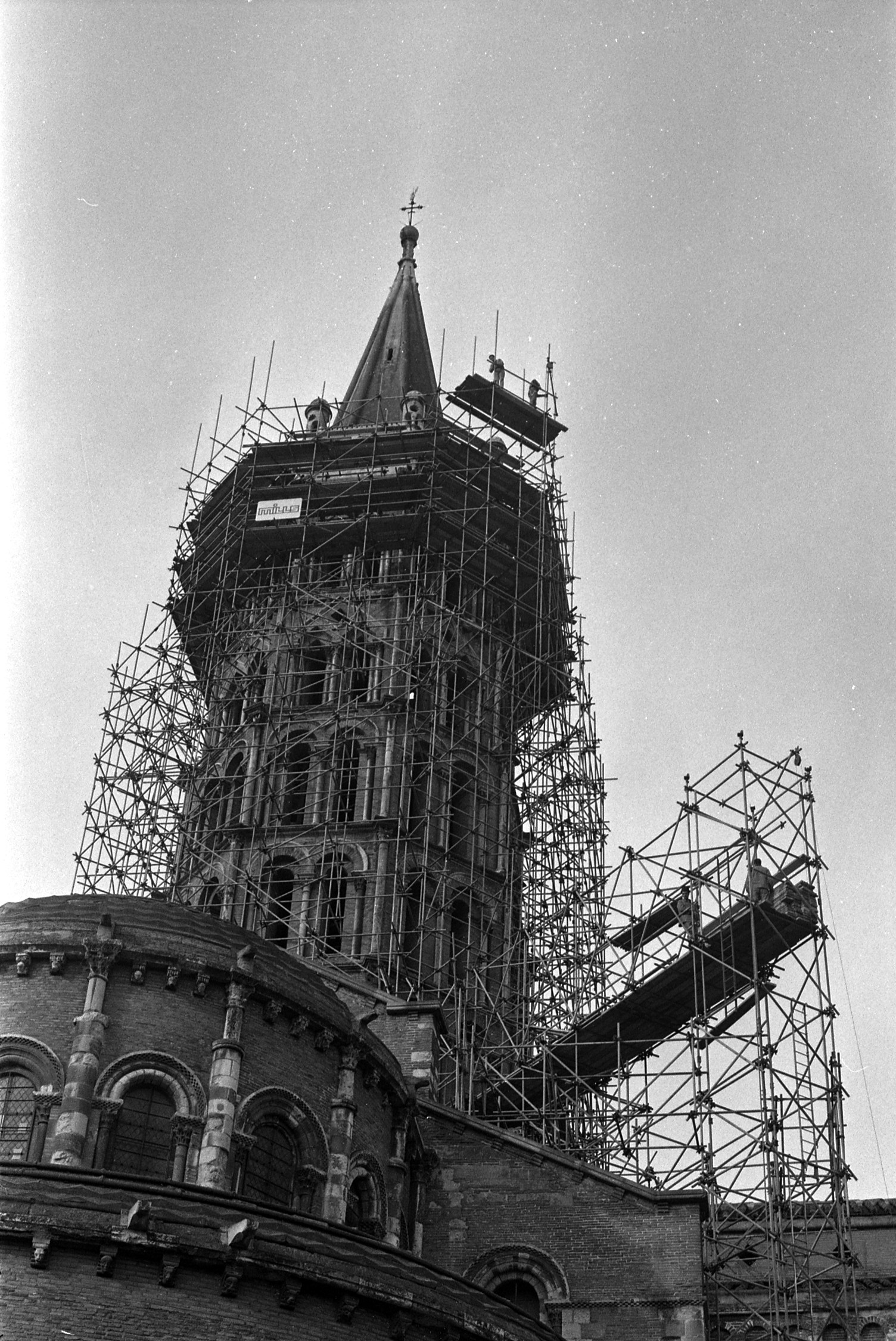
La restauration du clocher, vue par André Cros (1969, archives municipales).

Des travaux généraux de restauration commencent en 1967, qui reviennent sur une grande partie des interventions de Viollet-le-Duc : d'abord le clocher dont la balustrade menaçait ruine puis, de 1970 à 1978, le décapage des enduits intérieurs qui permettent de retrouver les peintures médiévales. Les cryptes sont "dérestaurées" et le "tour des Corps Saints" rétabli dans le déambulatoire. Finalement, entre 1980 et 1990, le mauvais état des corniches force à intervenir sur les toitures qui sont rétablies dans leur configuration antérieure au XIXe siècle. En 1989, des travaux sont entrepris sur les mirandes qui se trouvent sous la toiture de la nef et du transept. Les travaux doivent les « dérestaurer », c'est-à-dire détruire les ouvertures en losanges dessinées par Viollet-le-Duc pour rétablir les formes romanes originales, avec un arc en plein cintre. Cette « dérestauration » provoque une protestation d'associations du quartier Arnaud-Bernard, avec occupation du parvis, déploiement de banderoles et pétitions recueillant des milliers de signatures. Malgré le soutien du maire de Toulouse aux frondeurs, les travaux reprennent à l'été 1990.

#### XXIesiècle
En 2018 et 2019, des travaux d'aménagement ont lieu autour de la basilique Saint-Sernin : sur la place, les parkings laissent place à une zone piétonne,,.

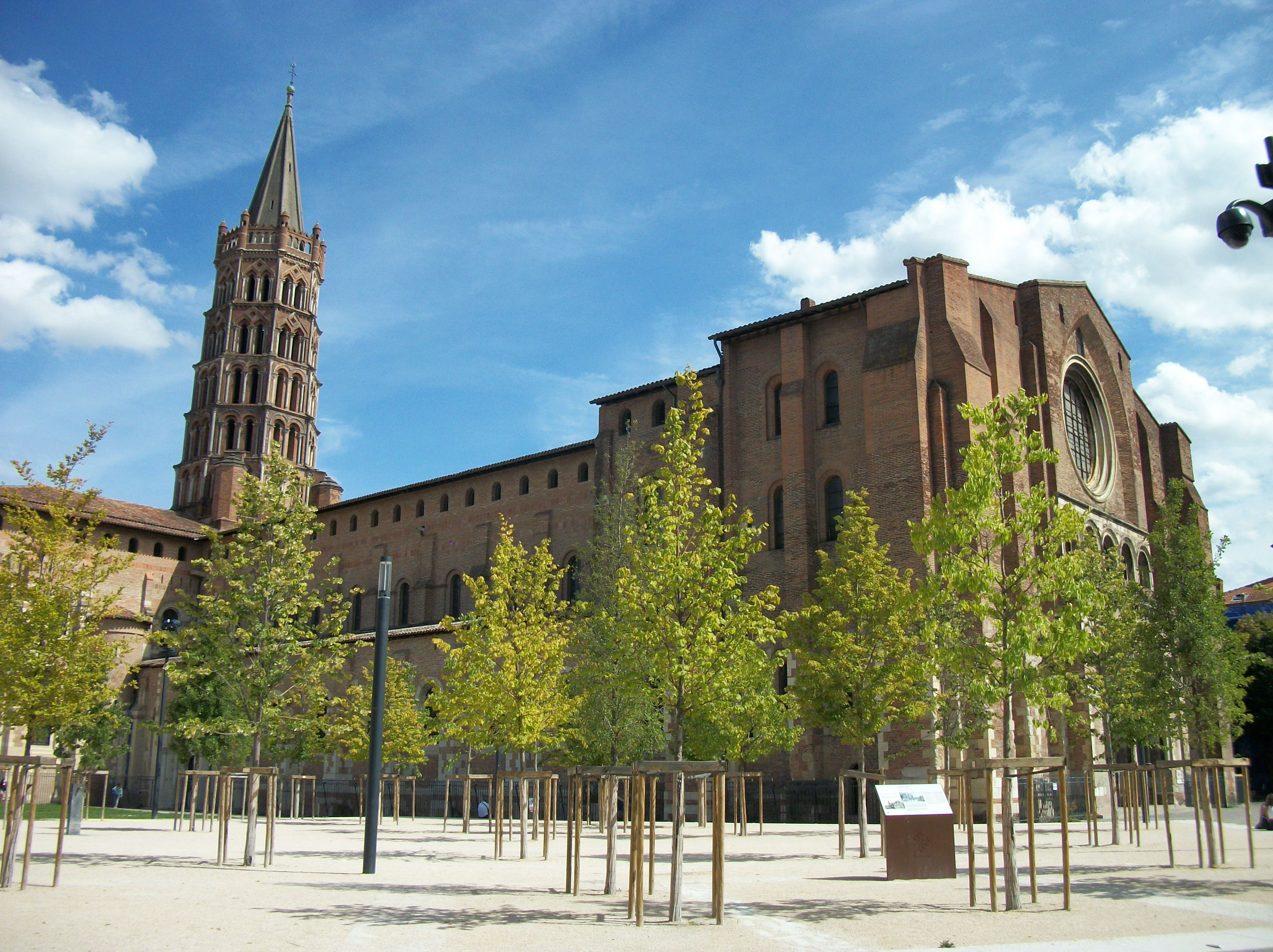
Au nord de la basilique, la nouvelle place végétalisée.
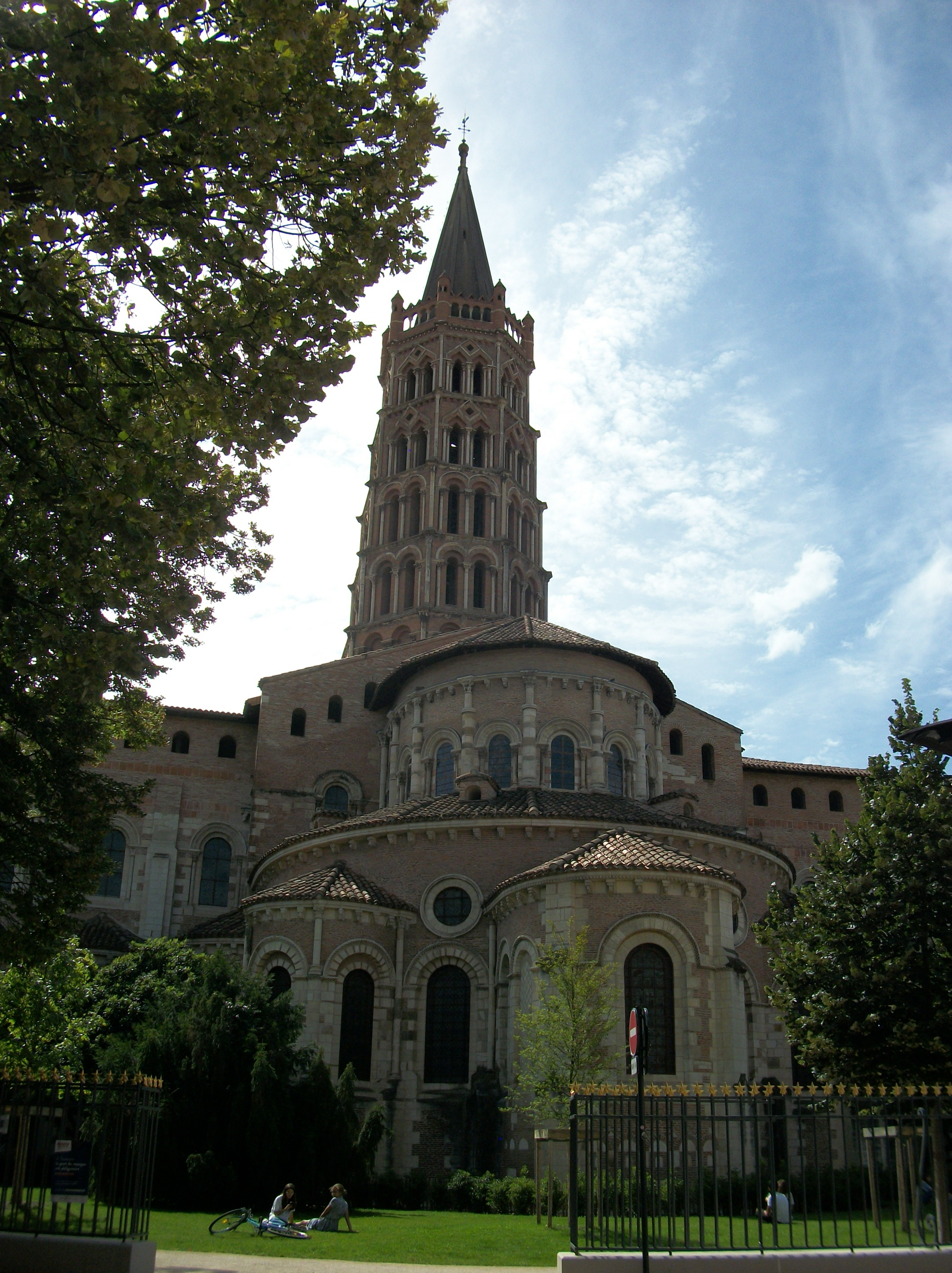
Les chapelles rayonnantes et la tour-clocher.
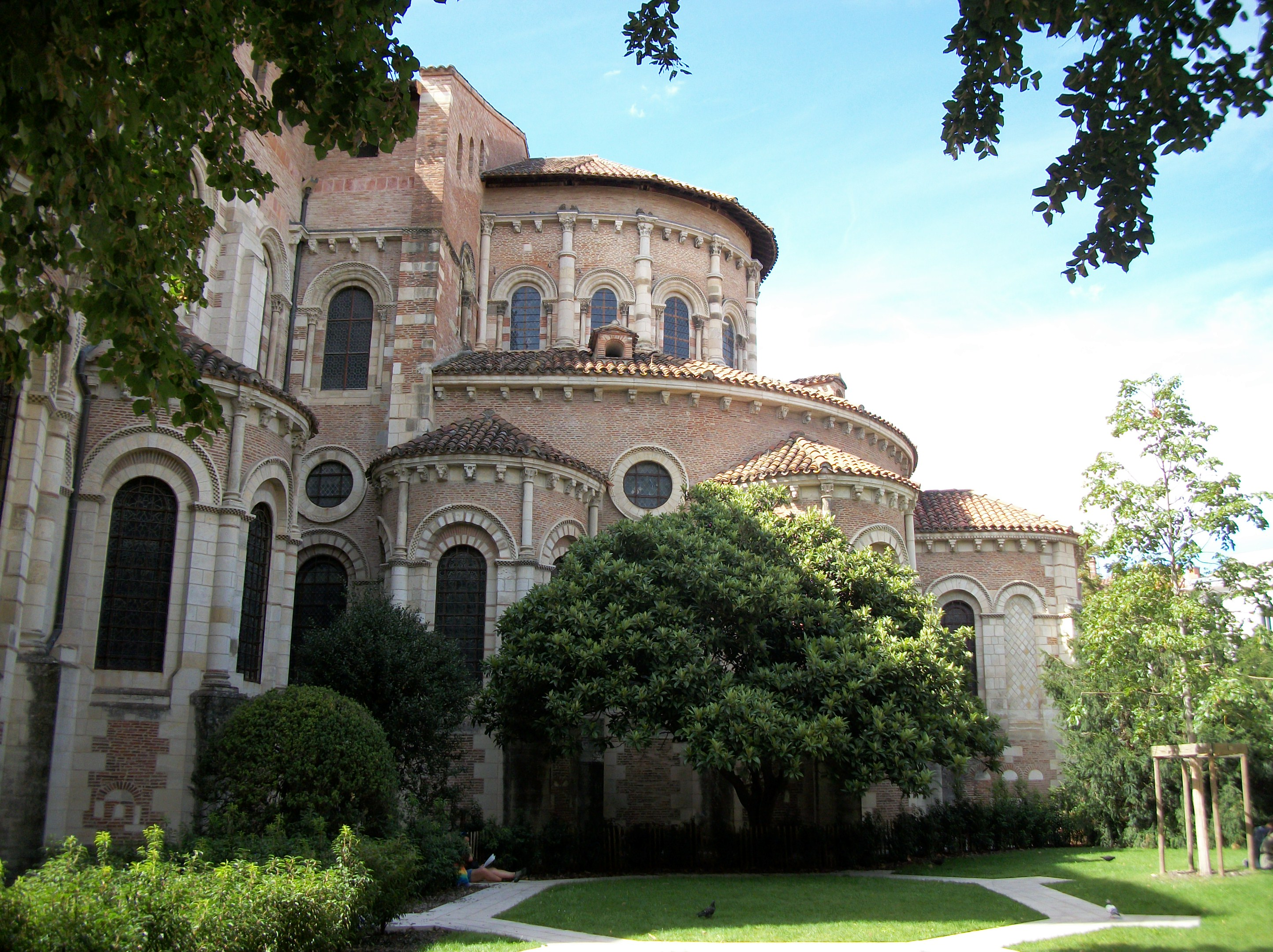
Profil gauche des chapelles rayonnantes.
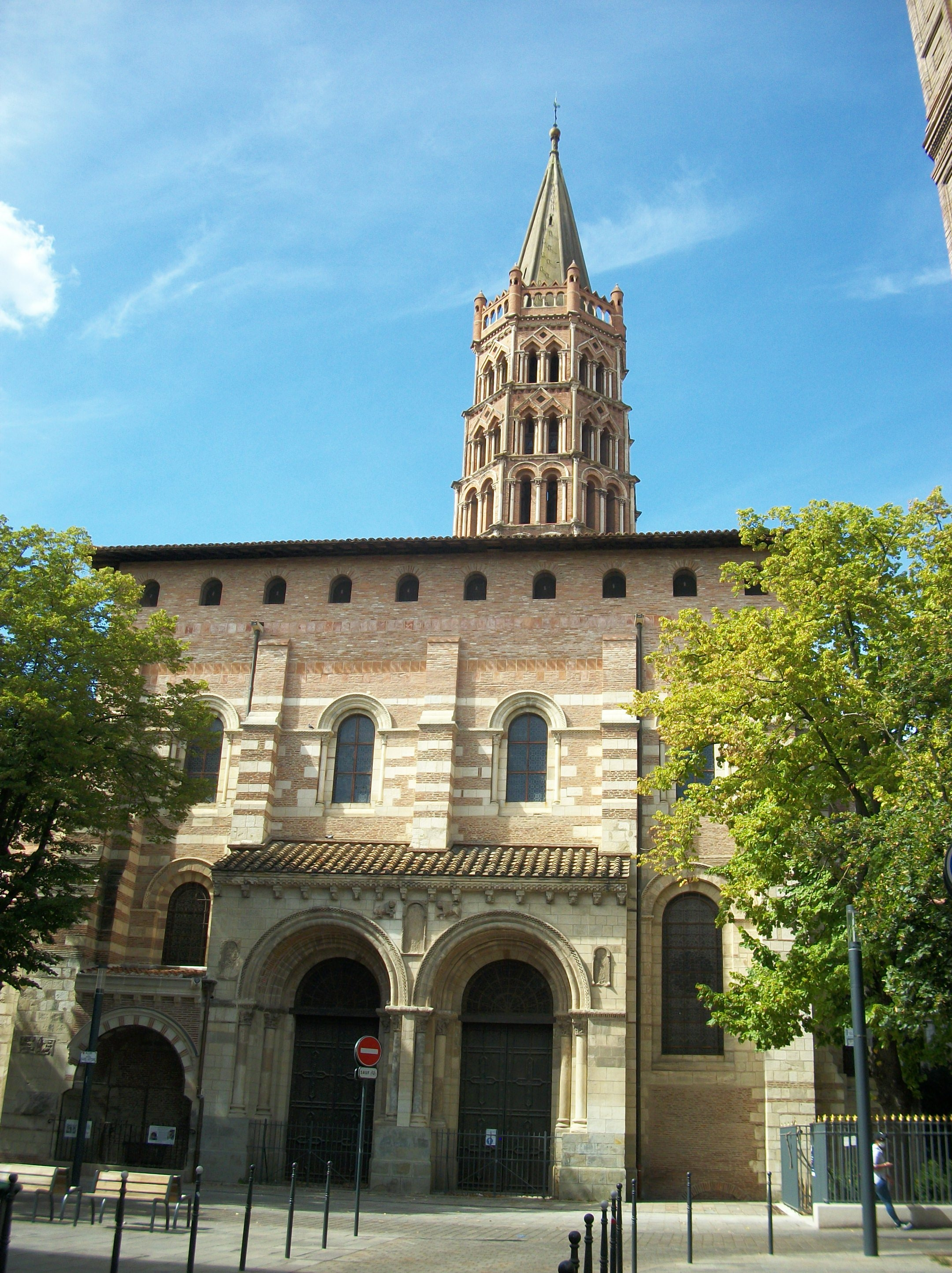
La Porte et l'enfeu des Comtes.
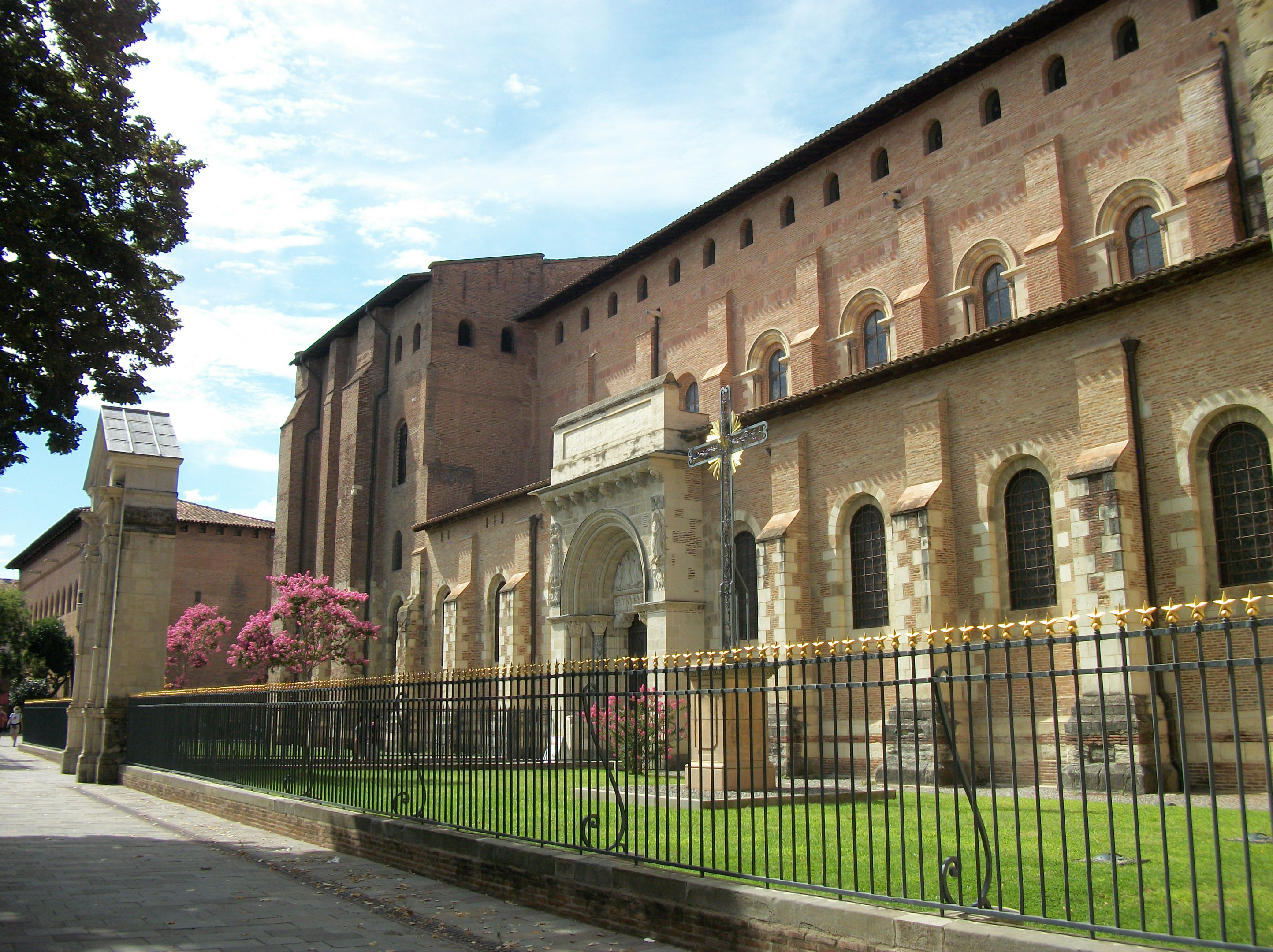
Façade sud avec l'ancien portail de l'abbaye et la porte Miégeville.
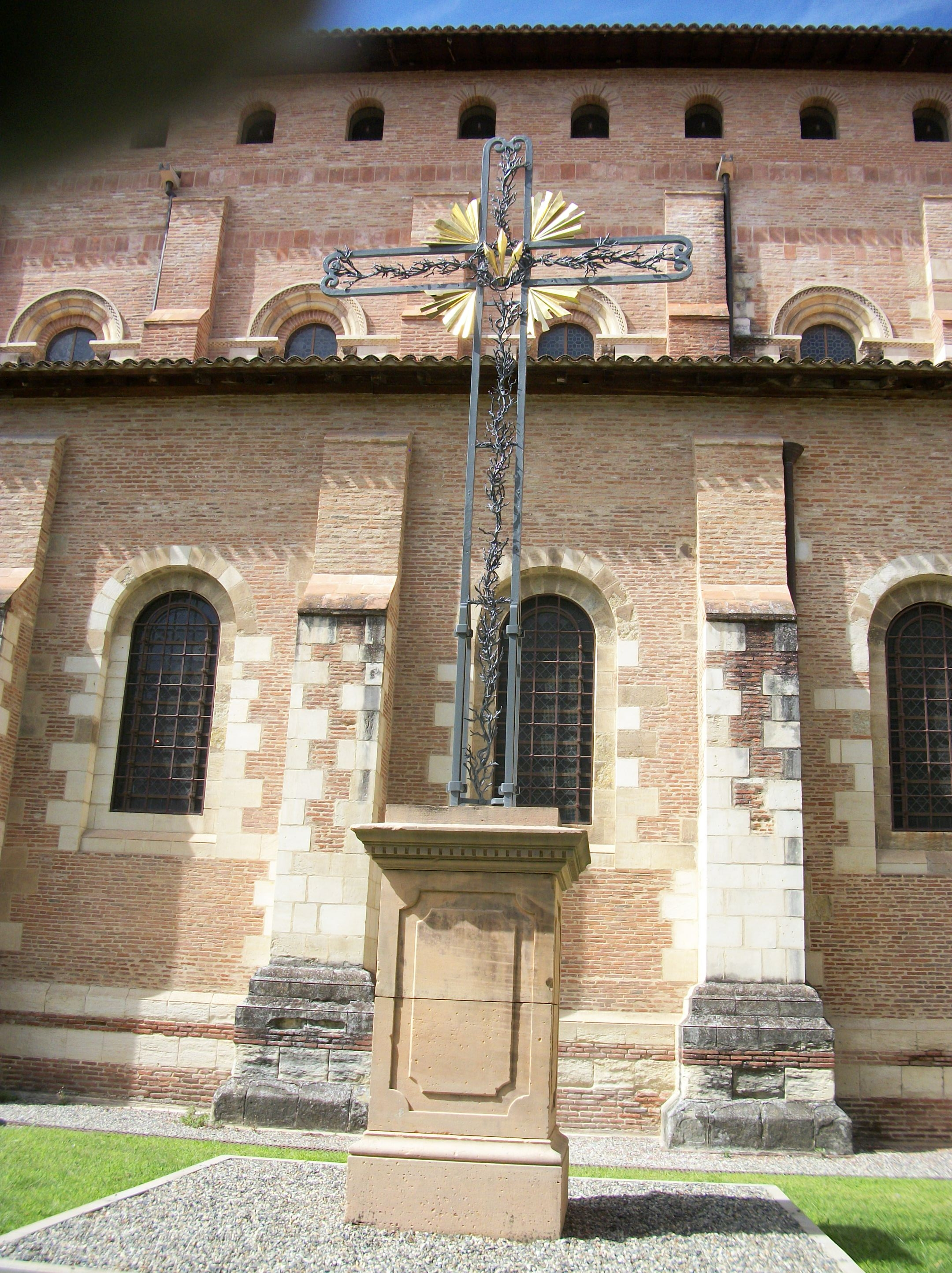
Monument avec une croix en fer forgée. Au centre de la croix sont placés les Instruments de la Passion. Une vigne parcourt toute la croix.
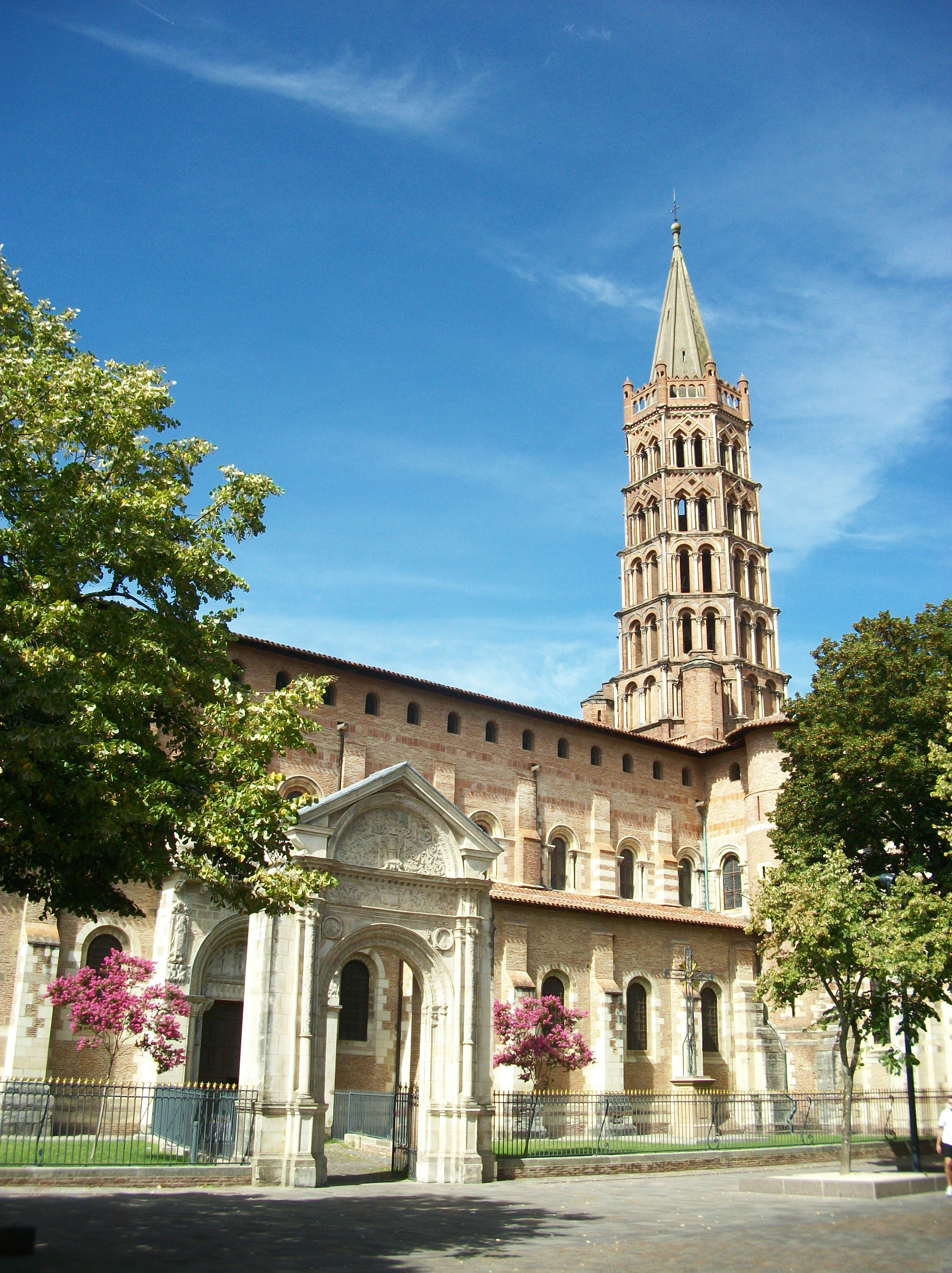
L'ancien portail de l'abbaye et la tour-clocher.
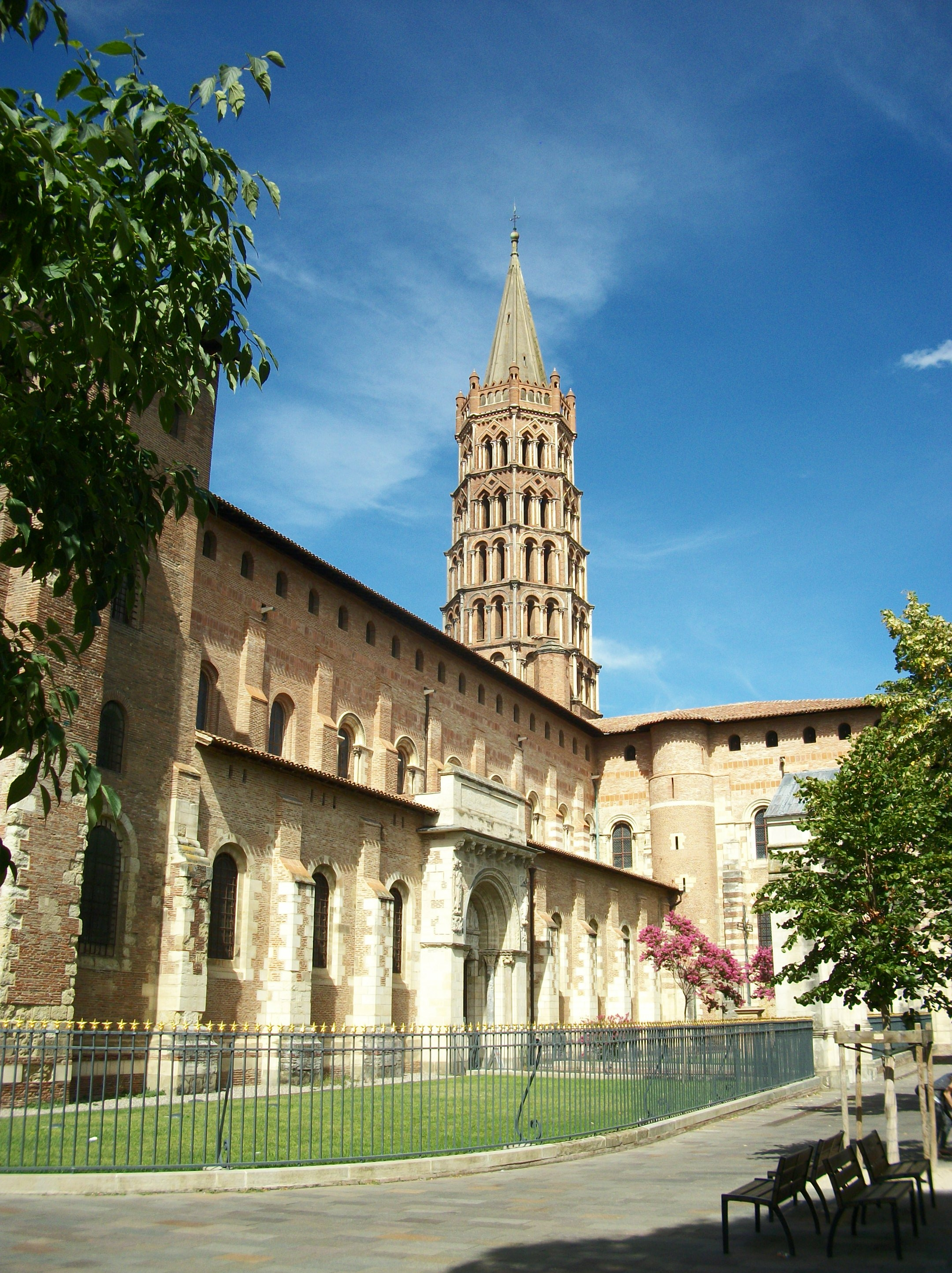
La façade sud.

## Description

### Structure et dimensions
Comme la majorité des églises construites au Moyen Âge, la basilique est orientée d'est en ouest. L'extérieur est massif et dominé par le clocher octogonal pointant à 65 mètres de haut. Elle est organisée autour d'un transept assez imposant long de 65 mètres dont chaque bras possède deux absidioles orientées.
Elle est construite en brique de Toulouse et en pierre blanche ou légèrement verdâtre. La pierre blanche est du calcaire, extrait de carrières de la haute vallée de la Garonne, comme Boussens. La pierre verdâtre est une marne, extraite directement des rives de la Garonne.
1. Porte des Comtes
2. Enfeu des Comtes
3. Ancien portail de l'abbaye
4. Porte Miègeville
5. Portail occidental
6. Emplacement de l'ancien cloître
7. Chapelle Saint-Pierre
8. Sacristie
9. Chapelle du Crucifix
10. Chapelle des Âmes du purgatoire
11. Chapelle de l'Immaculée Conception
12. Chapelle Saint-Georges
13. Chapelle Saint-Esprit

Plan de la basilique Saint-Sernin.

14. Chapelle Saint-Martial, Saint-Cyr et Sainte-Julitte
15. Chapelle Saint-Sylve
16. Chapelle de la Vierge Marie
17. Chapelle Sainte-Germaine
18. Maître-autel
19. Peinture romane : Noli me tangere
20. Cycle de la Résurrection
21. Peinture représentant saint Augustin
22. Restes de peintures : la Crucifixion

### Extérieur

#### Clocher

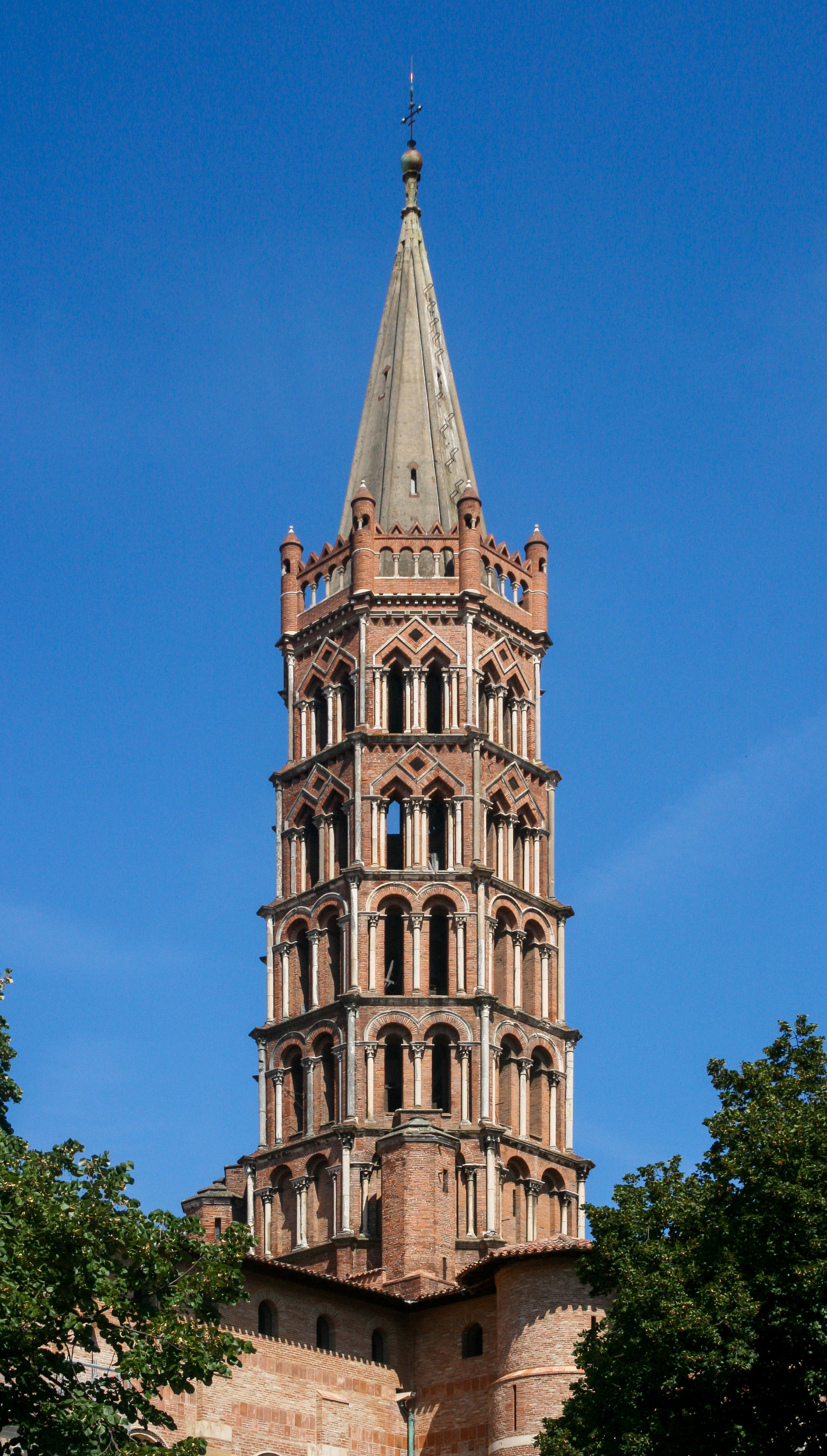
Le clocher.

Juste au-dessus de la croisée du transept, où se trouve le maître-autel, se dresse un clocher de 65 mètres de haut et de forme octogonale. Il est constitué de 5 niveaux : 
- le niveau le plus bas est au niveau de la coupole et est constitué sur chaque face de deux baies aveugles couvertes d'arcs en plein cintre ;
- les deux niveaux suivants, correspondant au beffroi, en léger retrait par rapport au précédent sont constitués de deux baies sur chaque face, également couvertes d'arcs en plein cintre ;
- les deux niveaux suivants ont été bâtis dans la seconde moitié du XIIIe siècle. Ils se caractérisent sur chaque face par deux fenêtres couvertes d'arcs en mitre ;
- enfin, en 1478, une flèche fut construite en maçonnerie pour porter un globe terminal couronné par une croix ;

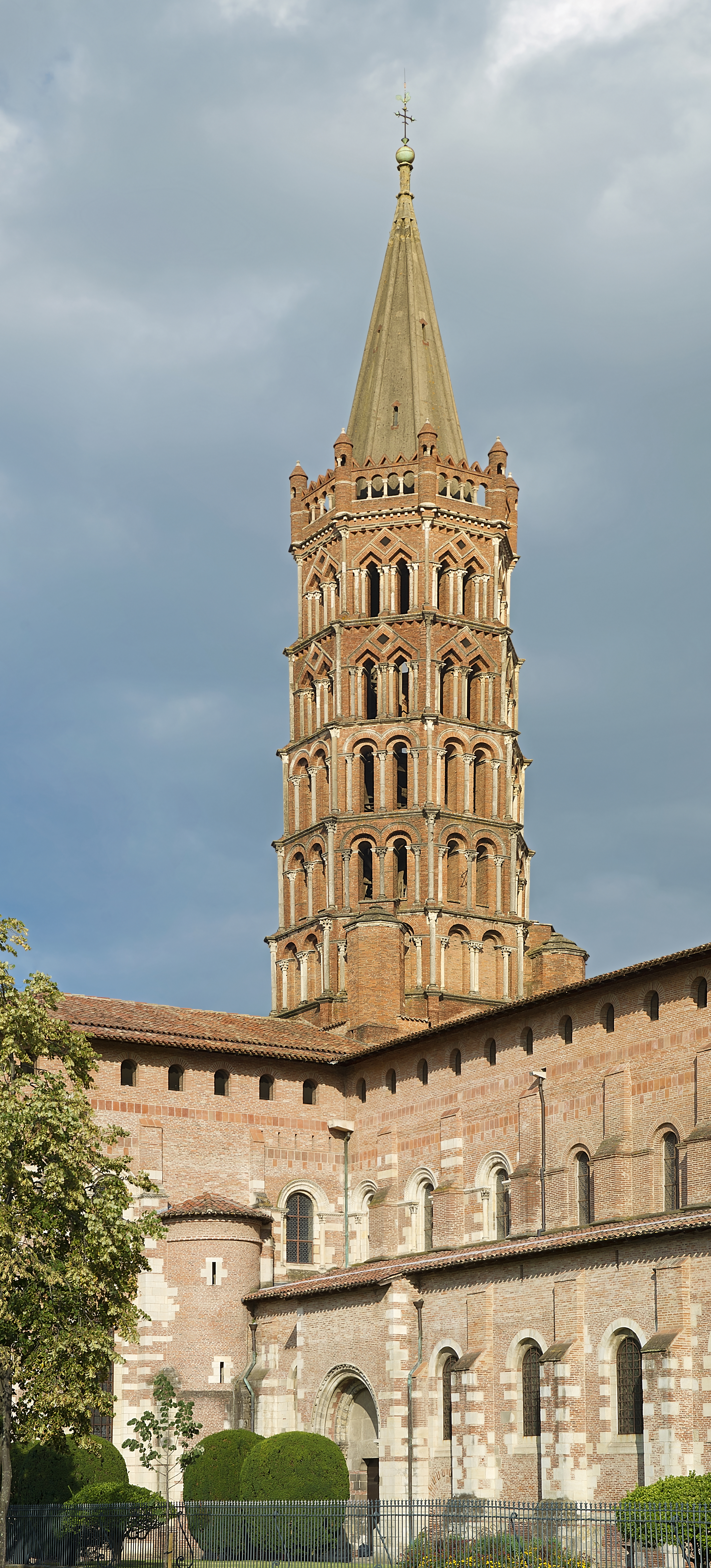
Clocher.
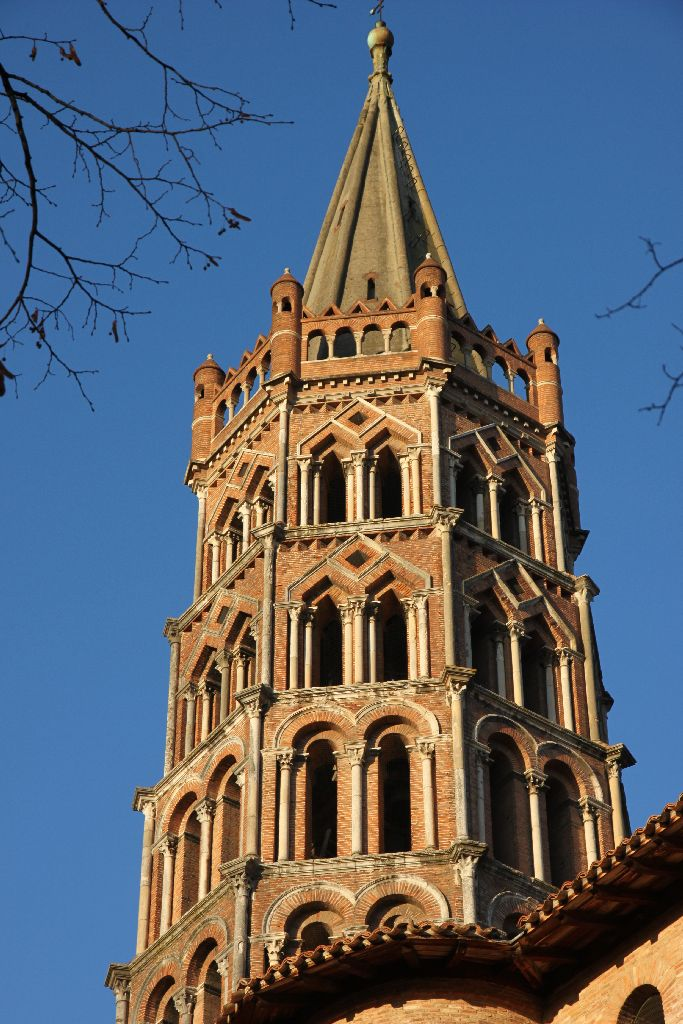
Élévation romane puis gothique.
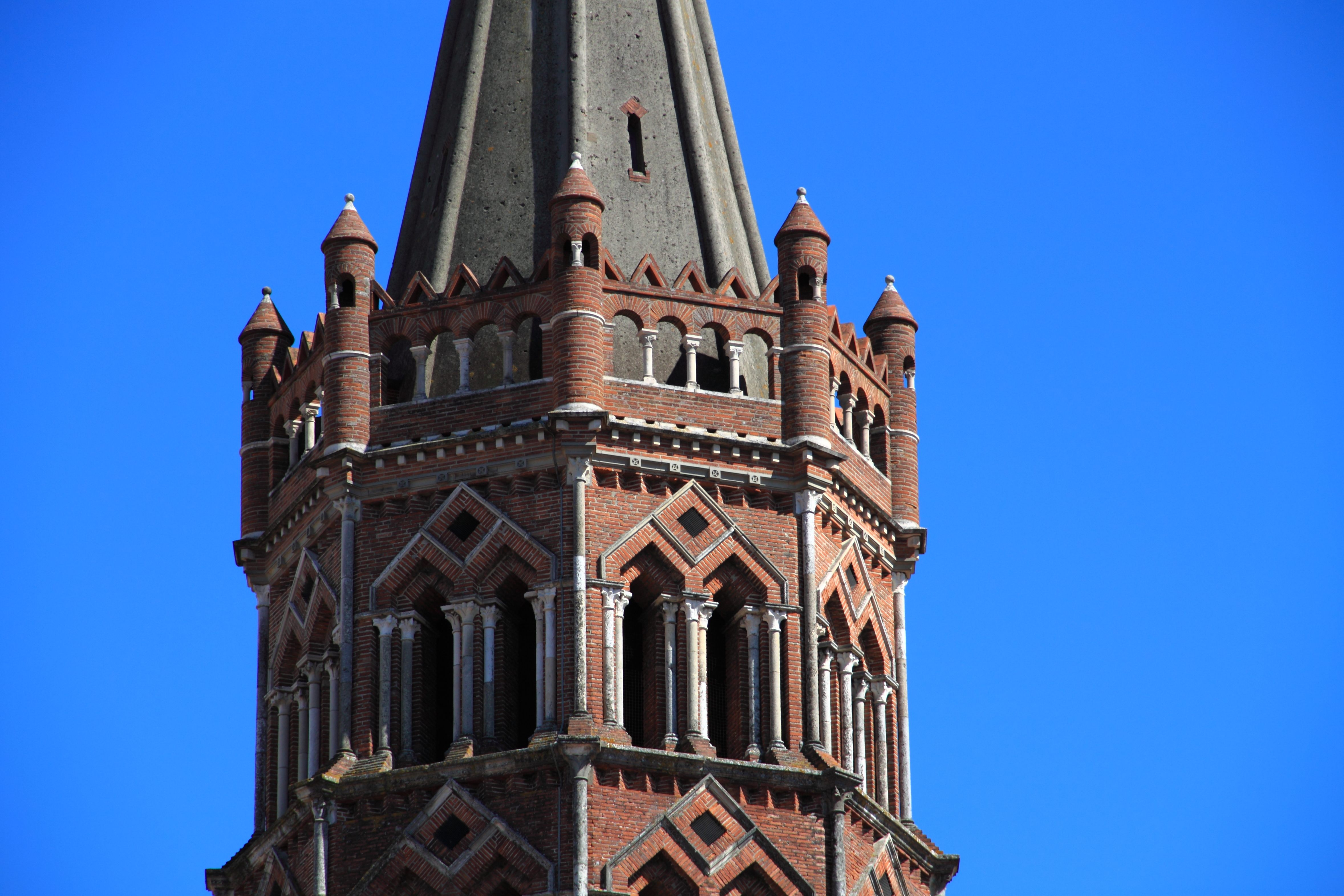
le clocher abrite un carillon composé de 18 cloches au clavier et 6 au banc du sonneur.
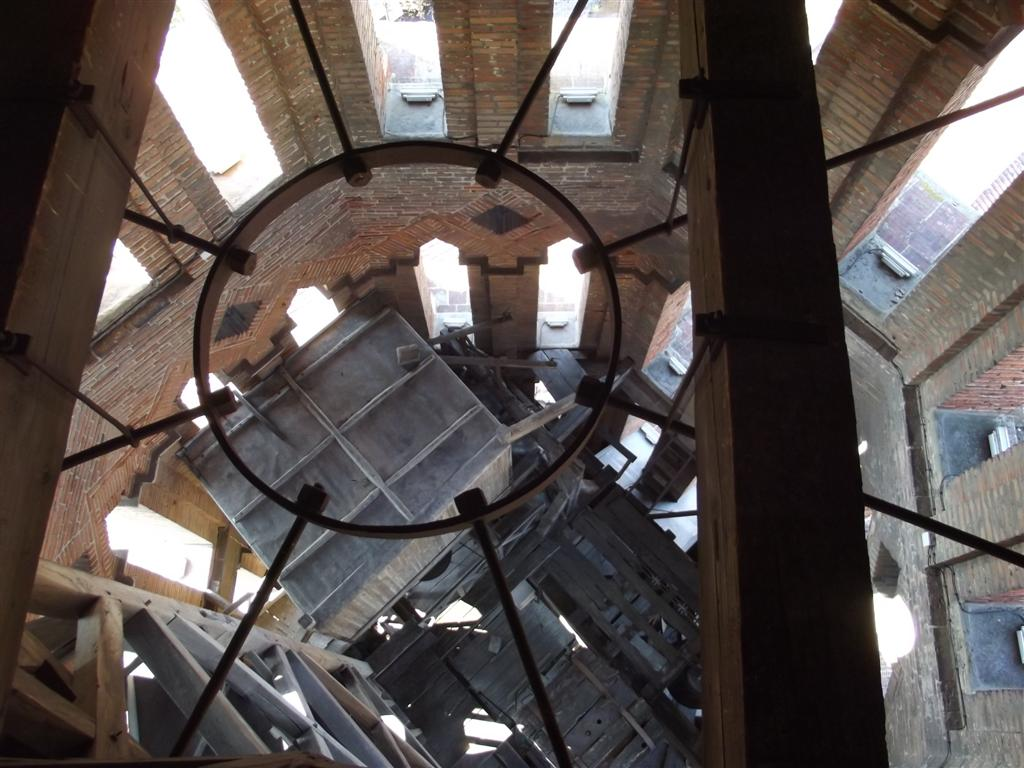
Intérieur du clocher au niveau des étages gothiques.
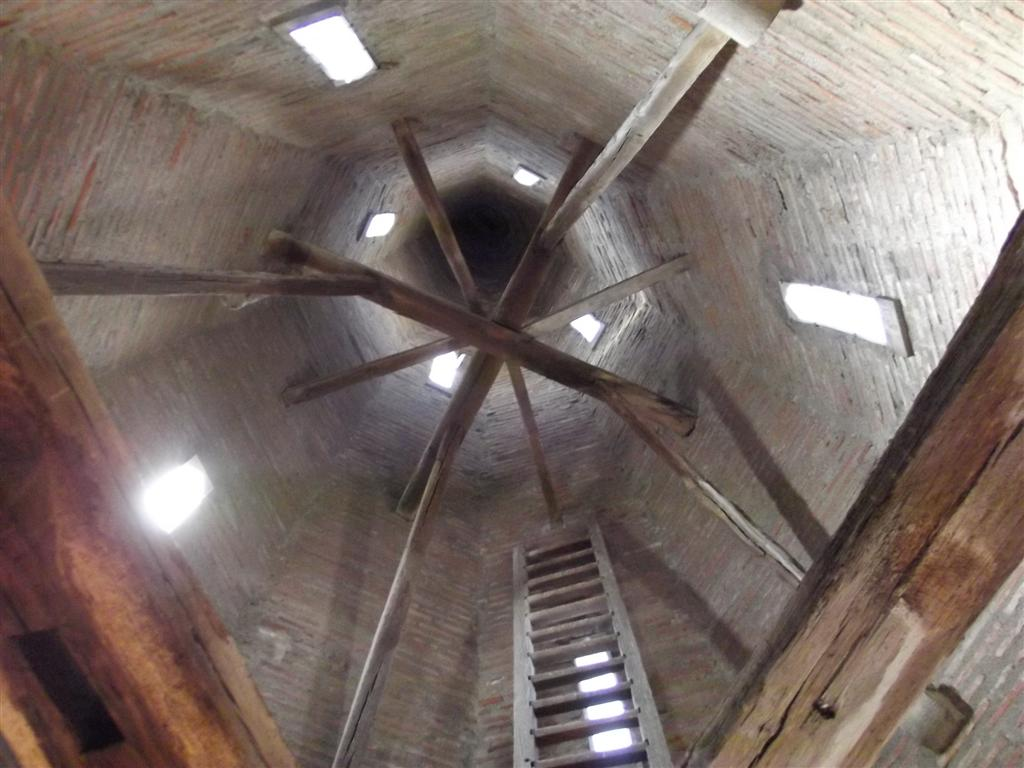
Intérieur de la flèche.

En 1862, le peintre Léon Soulié se suicida en se précipitant du clocher.

#### Porte des Comtes
La porte des Comtes est la double porte méridionale du transept de la basilique. Édifiée et sculptée aux environs de 1082, elle est la plus ancienne porte de l'église. Les chapiteaux historiés évoquent le thème du Salut et de la damnation.

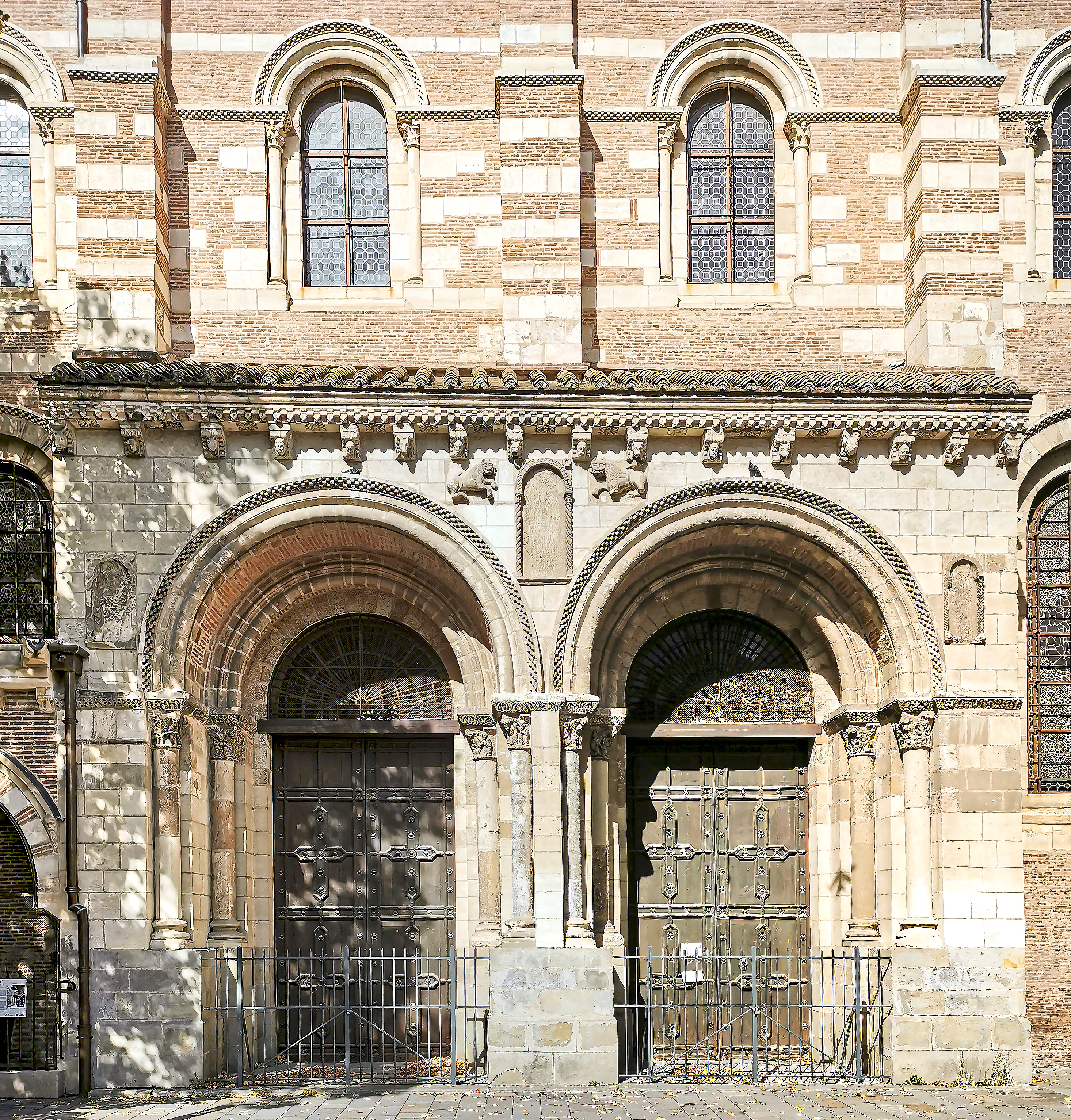
La porte des Comtes.
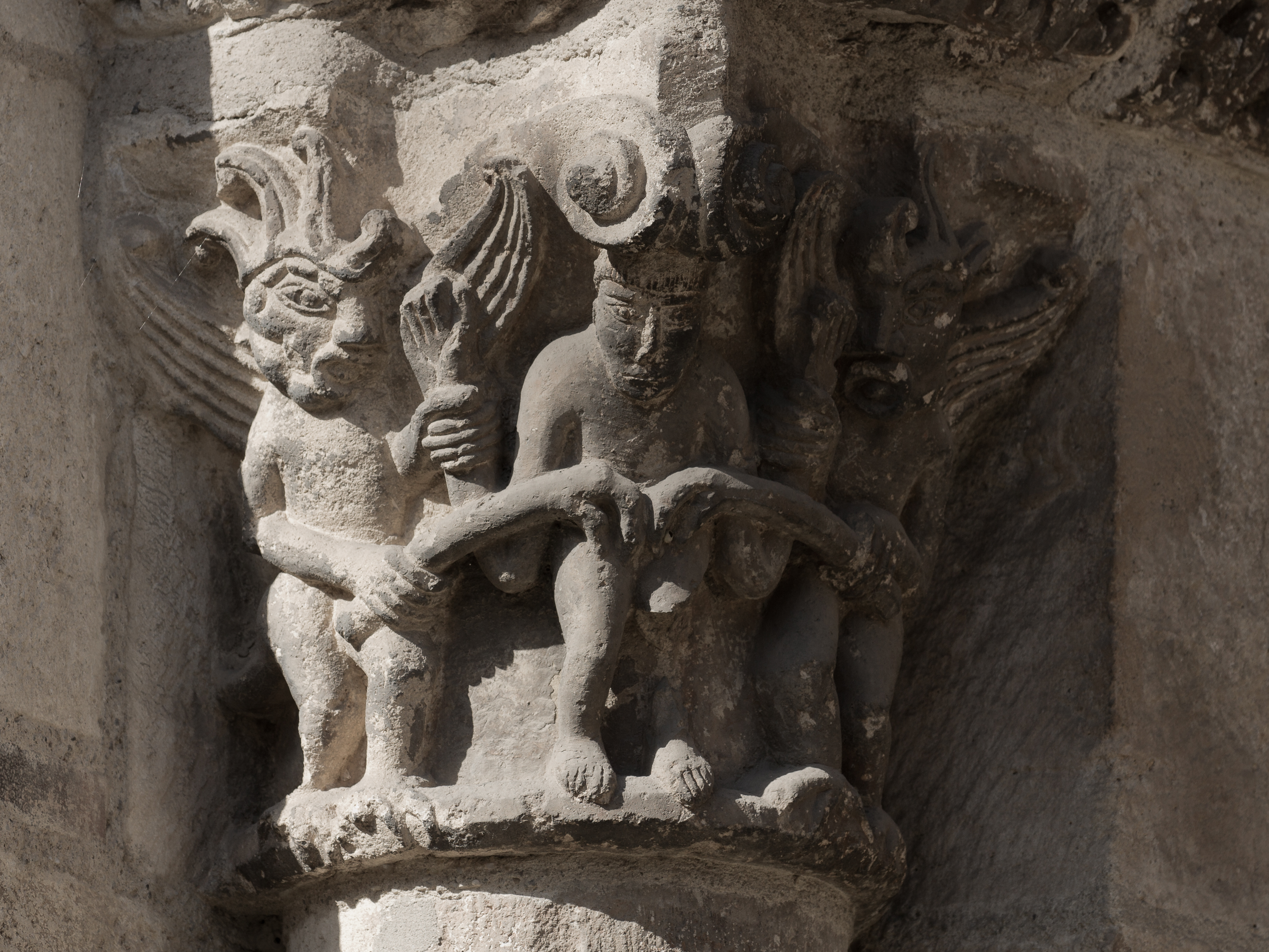
Chapiteau représentant la luxure : homme nu au sexe lacéré par deux démons.
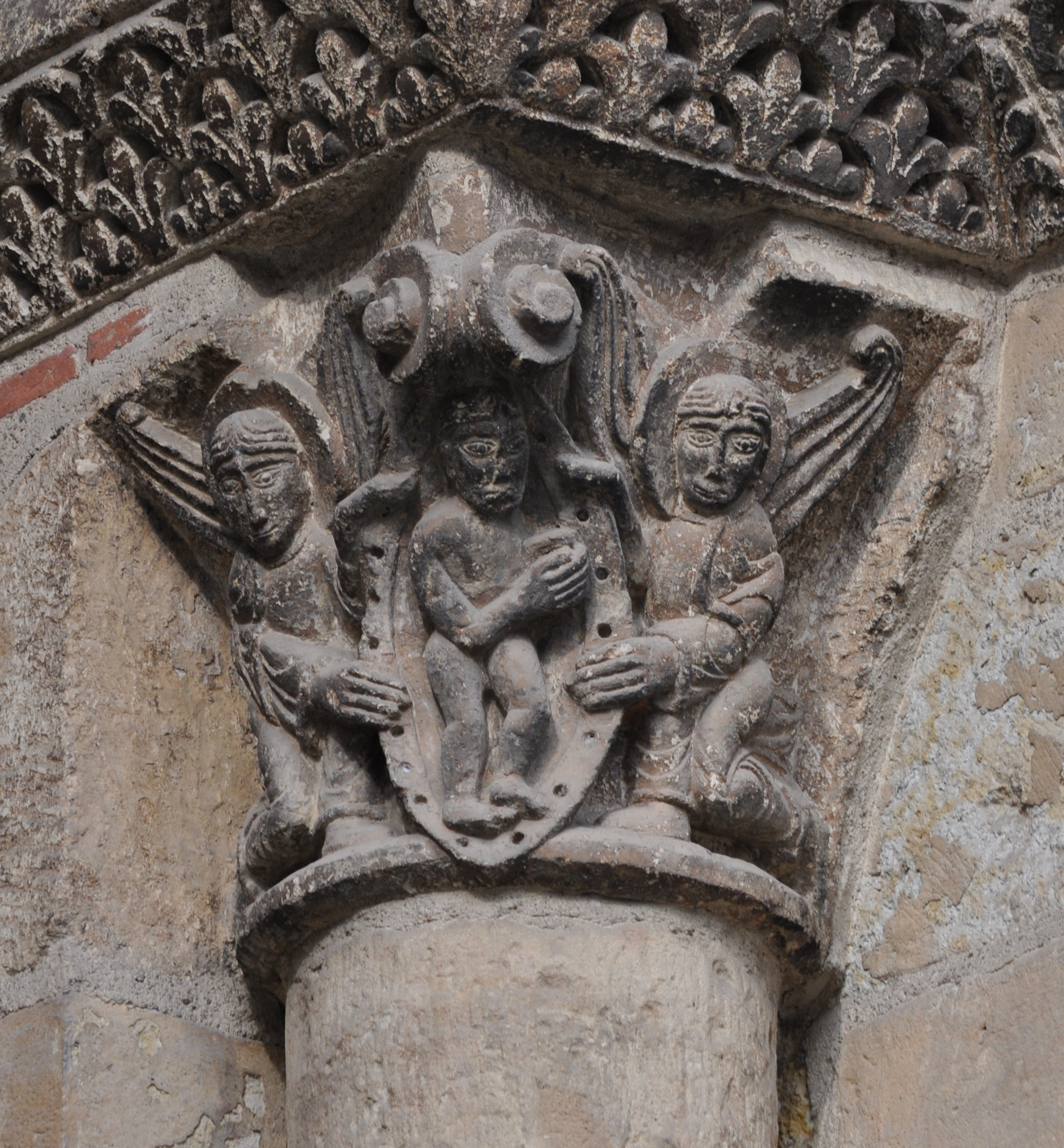
Chapiteau évoquant la parabole du mauvais riche et du pauvre Lazare.
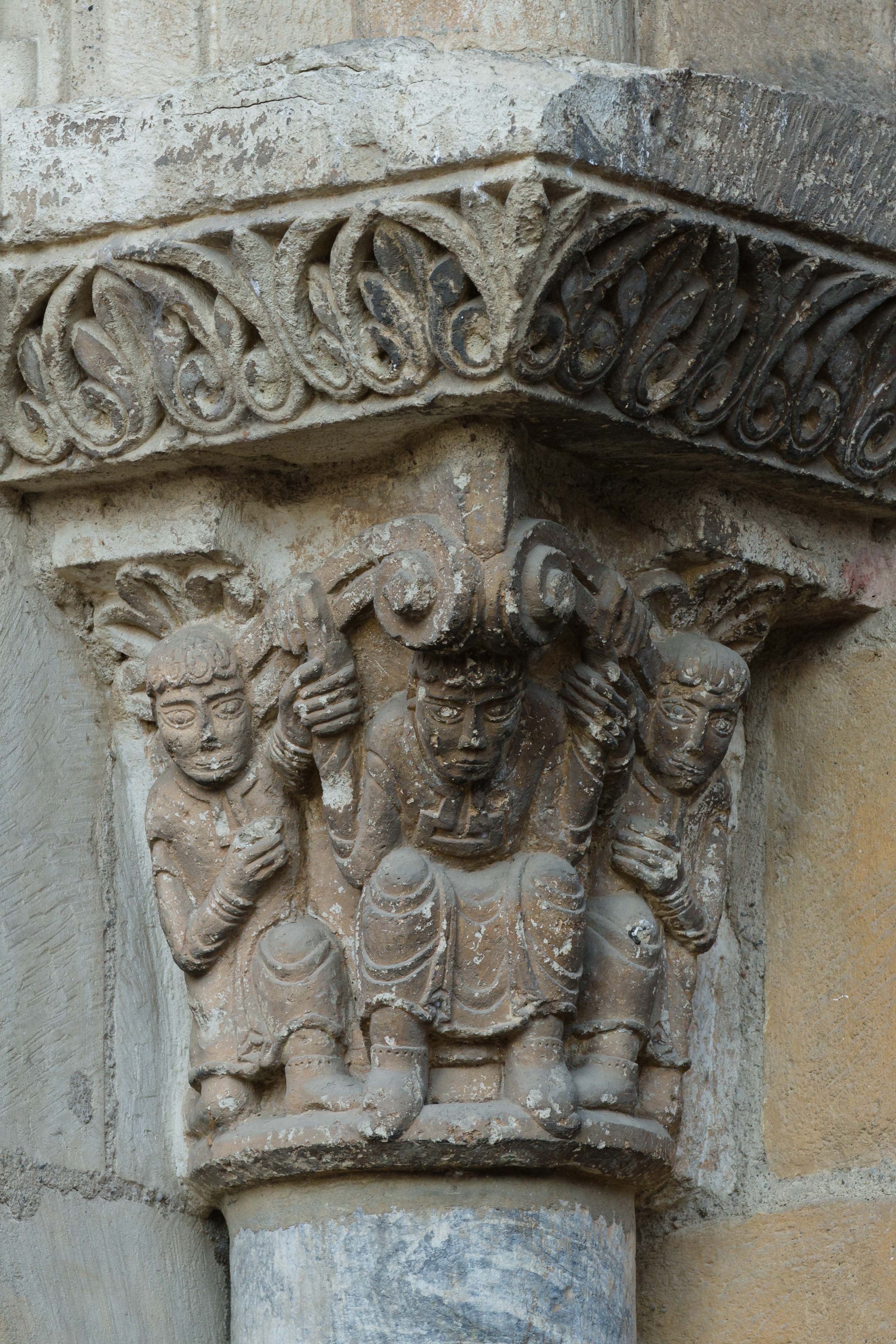
Chapiteau représentant Aaron et Hour aidant Moïse pendant sa prière.

#### Porte Miègeville
La porte Miègeville de Saint-Sernin marque une étape importante de l’évolution des portails romans. Elle est en effet le plus ancien portail à linteau et tympan historiés attesté en France (fin du XIe siècle ou premier quart du XIIe siècle). La scène représentée dans le tympan est l’Ascension du Christ. Des reliefs, modillons, chapiteaux et consoles variés enrichissent le décor sculpté.

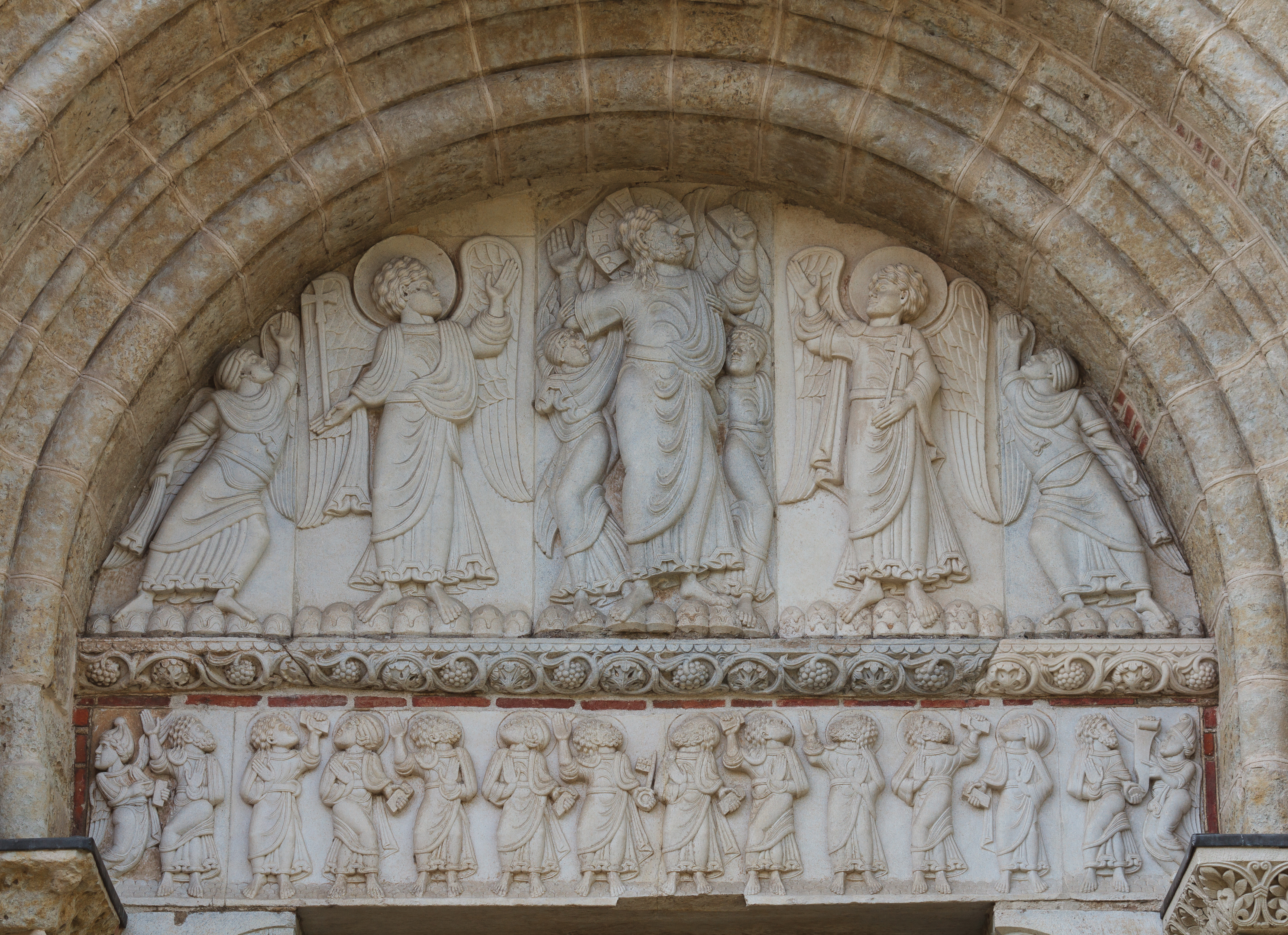
Tympan sculpté de la porte Miègeville.
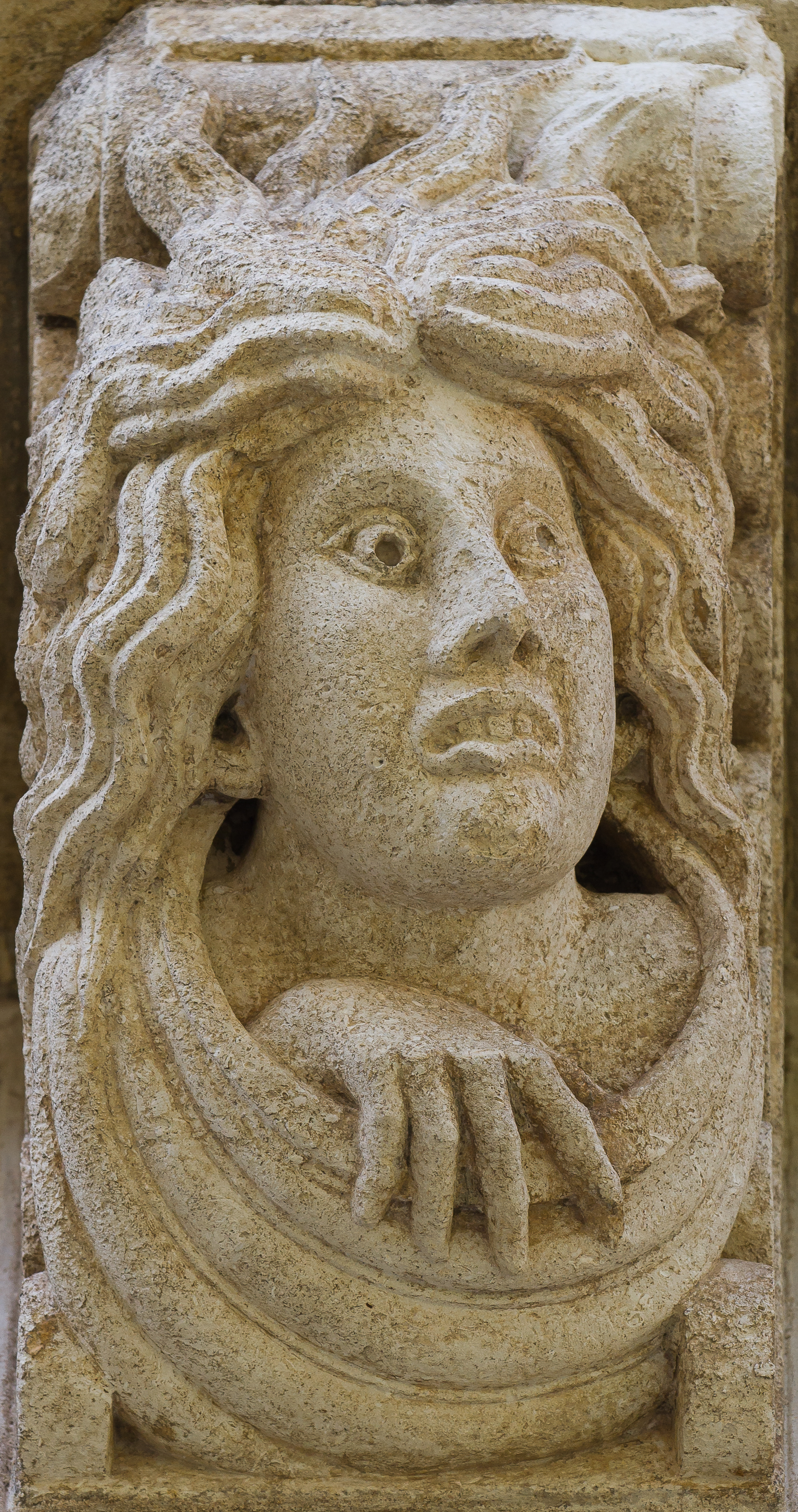
Modillon représentant Sol émergeant de son voile.
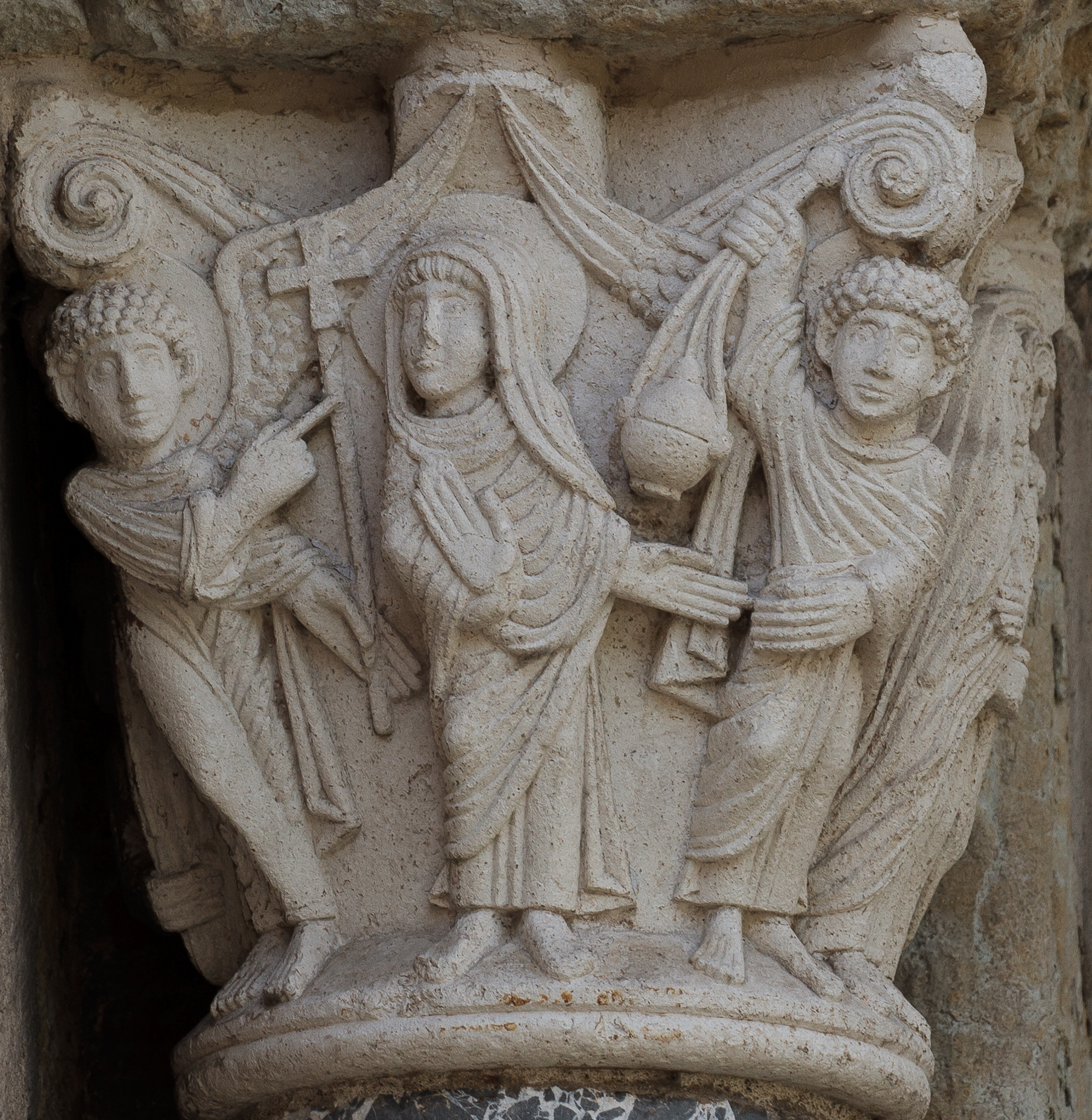
Chapiteau représentant l'Annonciation.
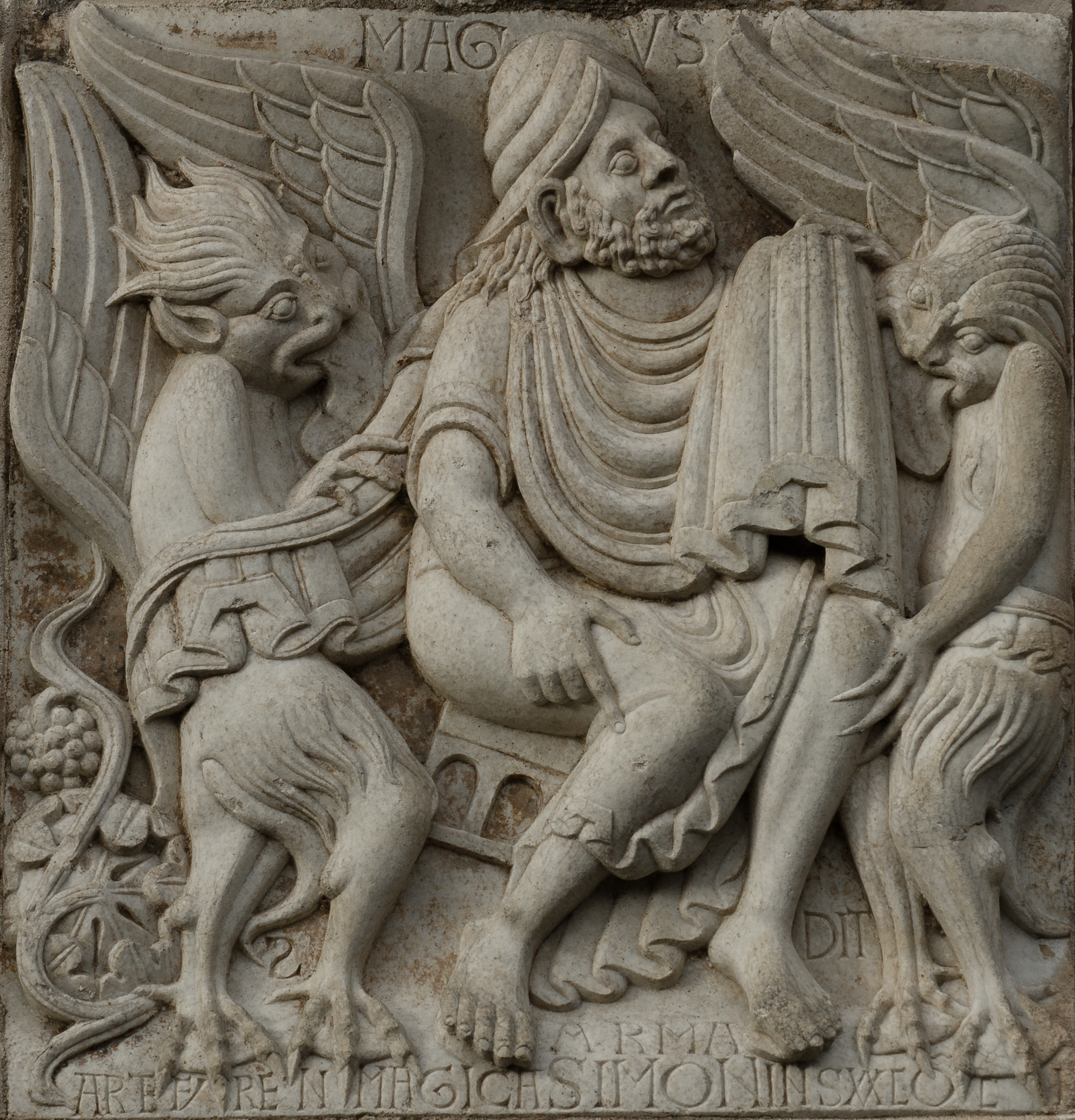
Relief représentant Simon le magicien, deux démons et la naissance de la vigne.

### Intérieur

#### Nef
La nef est longue de 115 mètres. Elle est composée de cinq vaisseaux et son vaisseau principal est large de 8 mètres. La nef présente des tribunes sur les collatéraux. La hauteur de la voûte en plein cintre est de 21 mètres. Elle couvre la nef et le transept grâce à des contrebutées latérales constituées de voûtes en quart-de-cercle disposées au-dessus des tribunes. La croisée du transept est surmontée d'une coupole sur trompes juste en dessous du clocher. Les piliers centraux ont été de nombreuses fois renforcés pour soutenir le clocher, qui a été surélevé à plusieurs reprises au cours des siècles. Ce renforcement casse légèrement les perspectives de la nef et du chevet.
La chaire et les lustres forment un ensemble dessiné par Eugène Viollet-le-Duc et réalisé par Eugène Emmanuel, et sont classés au titre des monuments historiques.

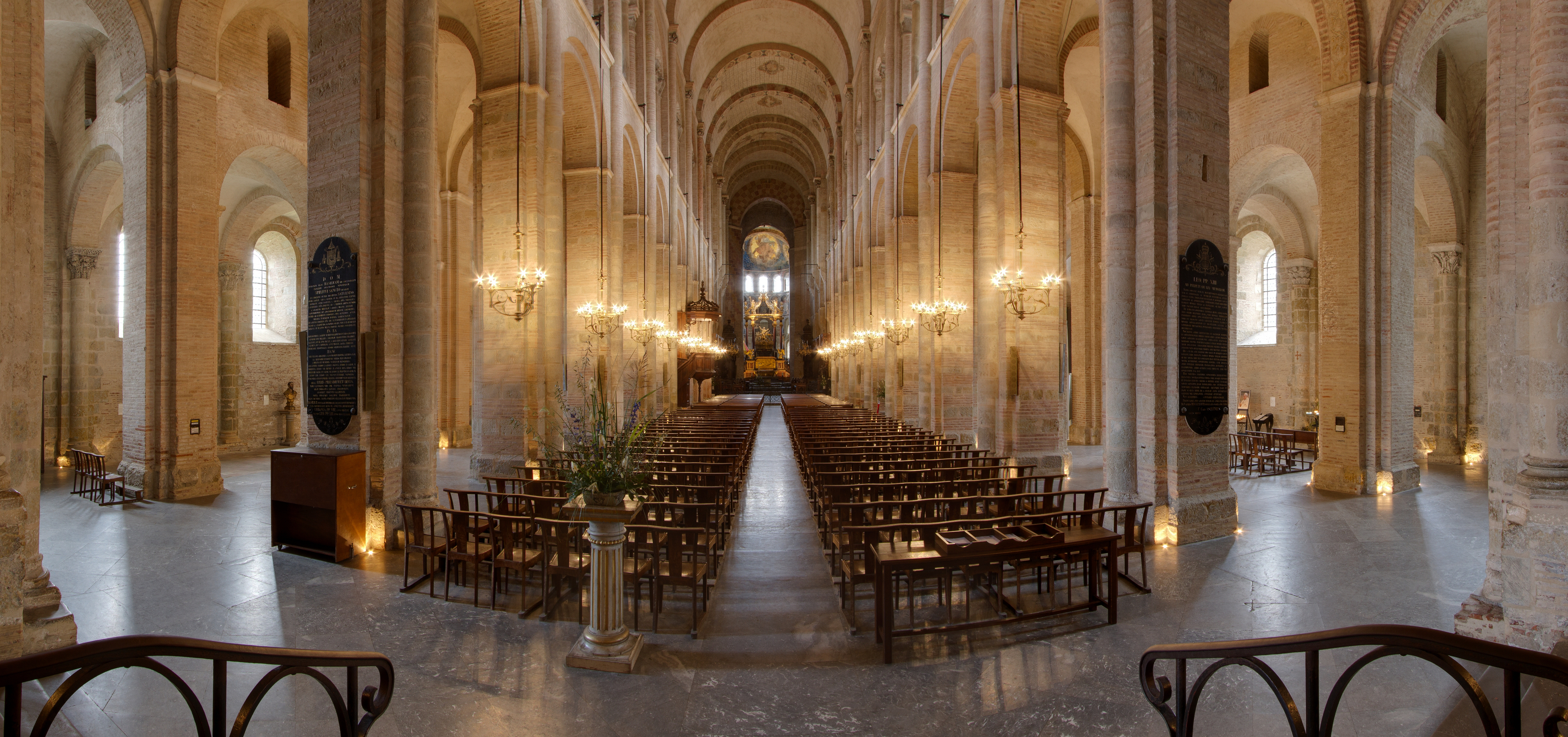
Vue globale de la nef.
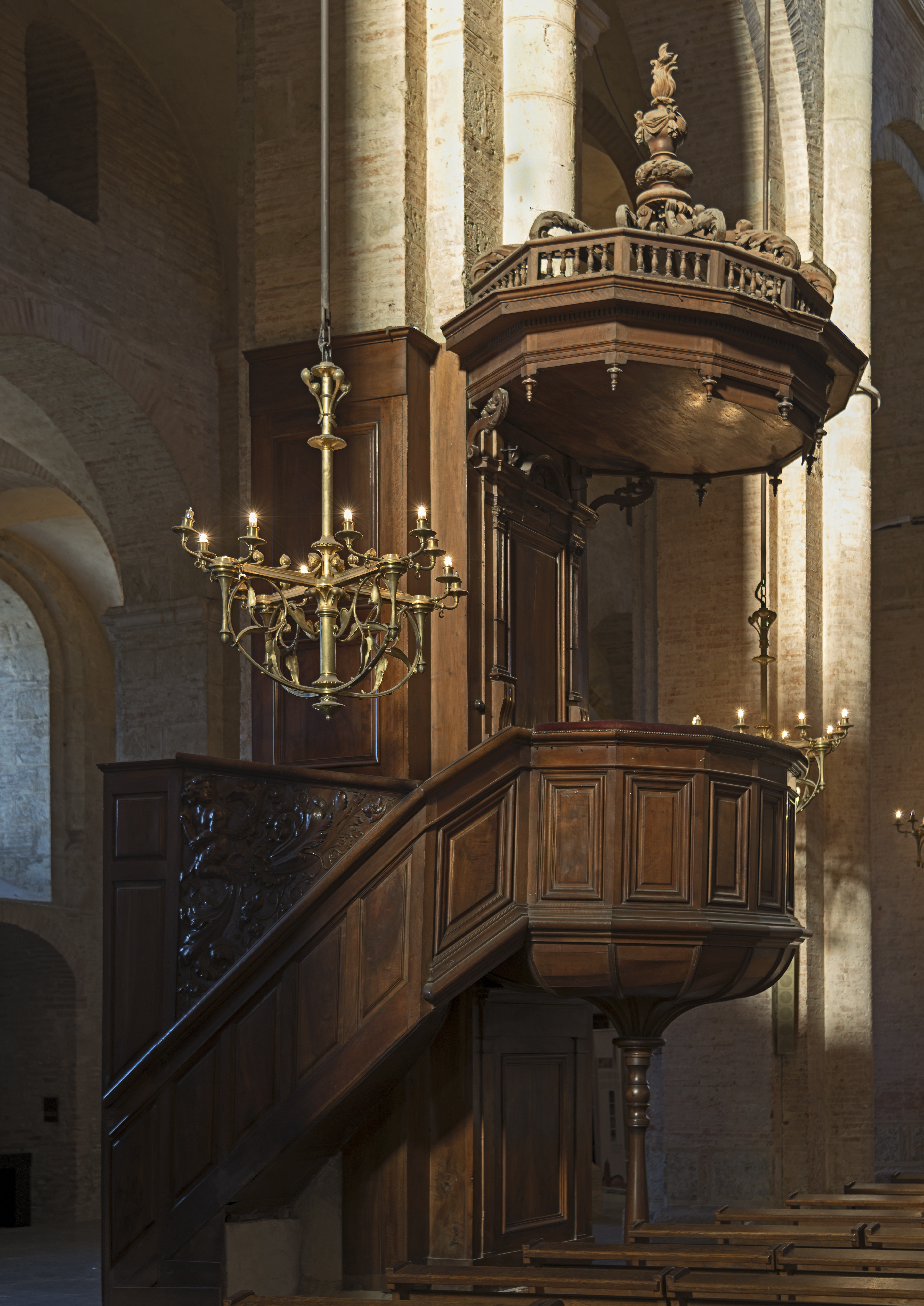
La chaire.
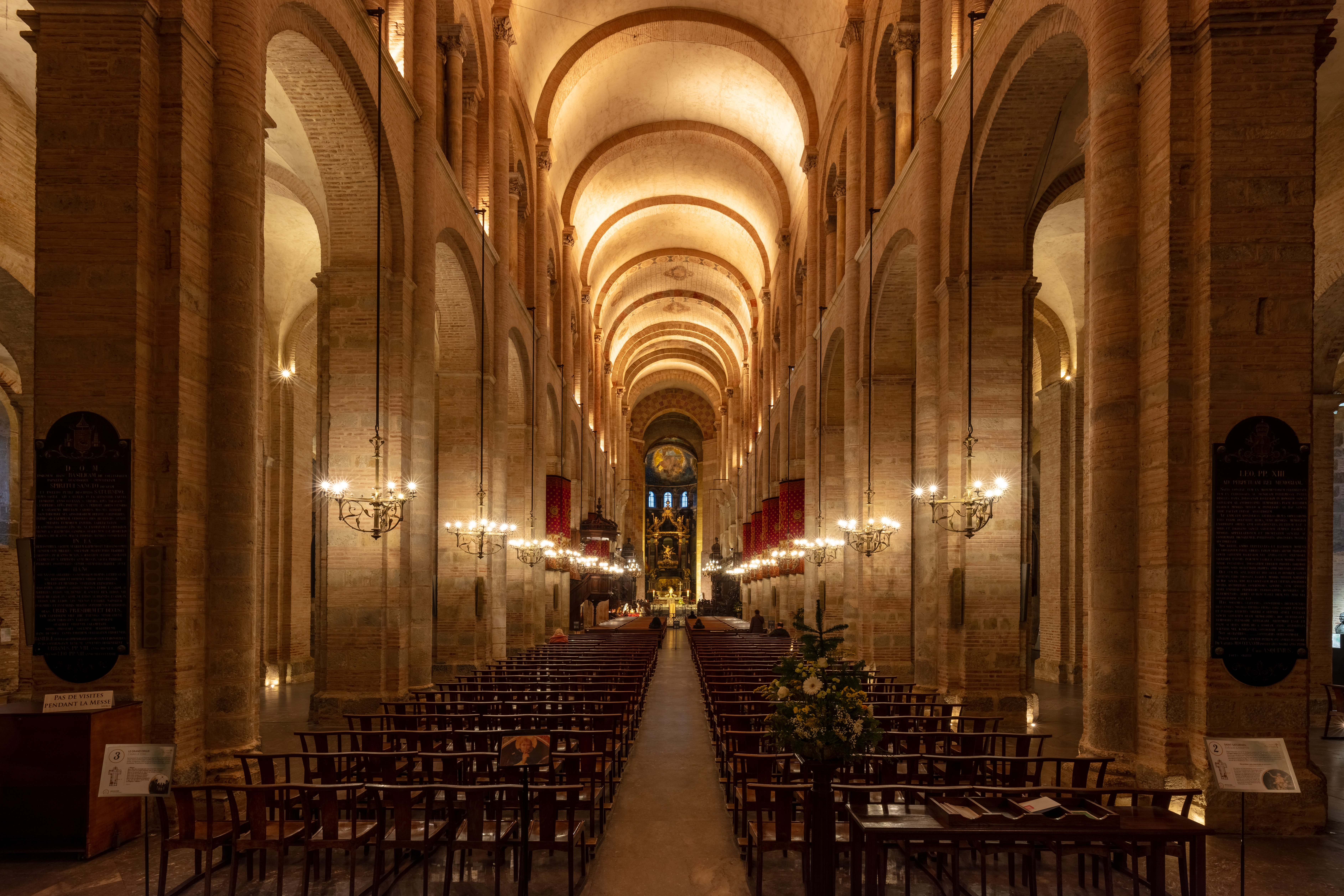
Autre vue globale de la nef. Janvier 2023.

#### Collatéral nord
Il se caractérise par une série de bustes et reliquaires dédiés à saint Benoît Labre, sainte Agathe, saint Grégoire le Grand, saint Phébade, saint Louis de Toulouse et saint Vincent de Paul. Cette série de buste est suivie d'une niche où l'on trouve une statue de saint Roch

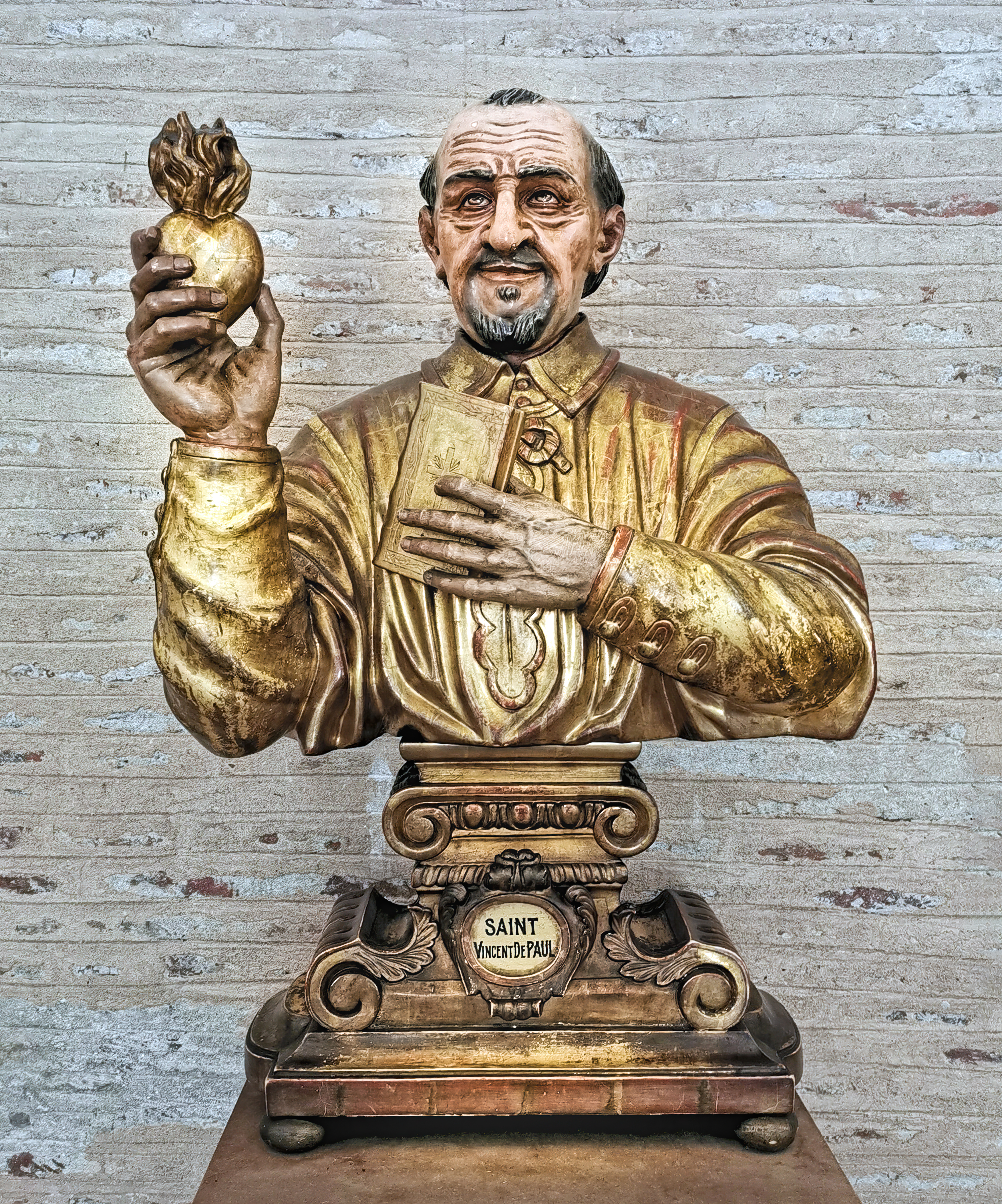
Buste de saint Vincent de Paul.
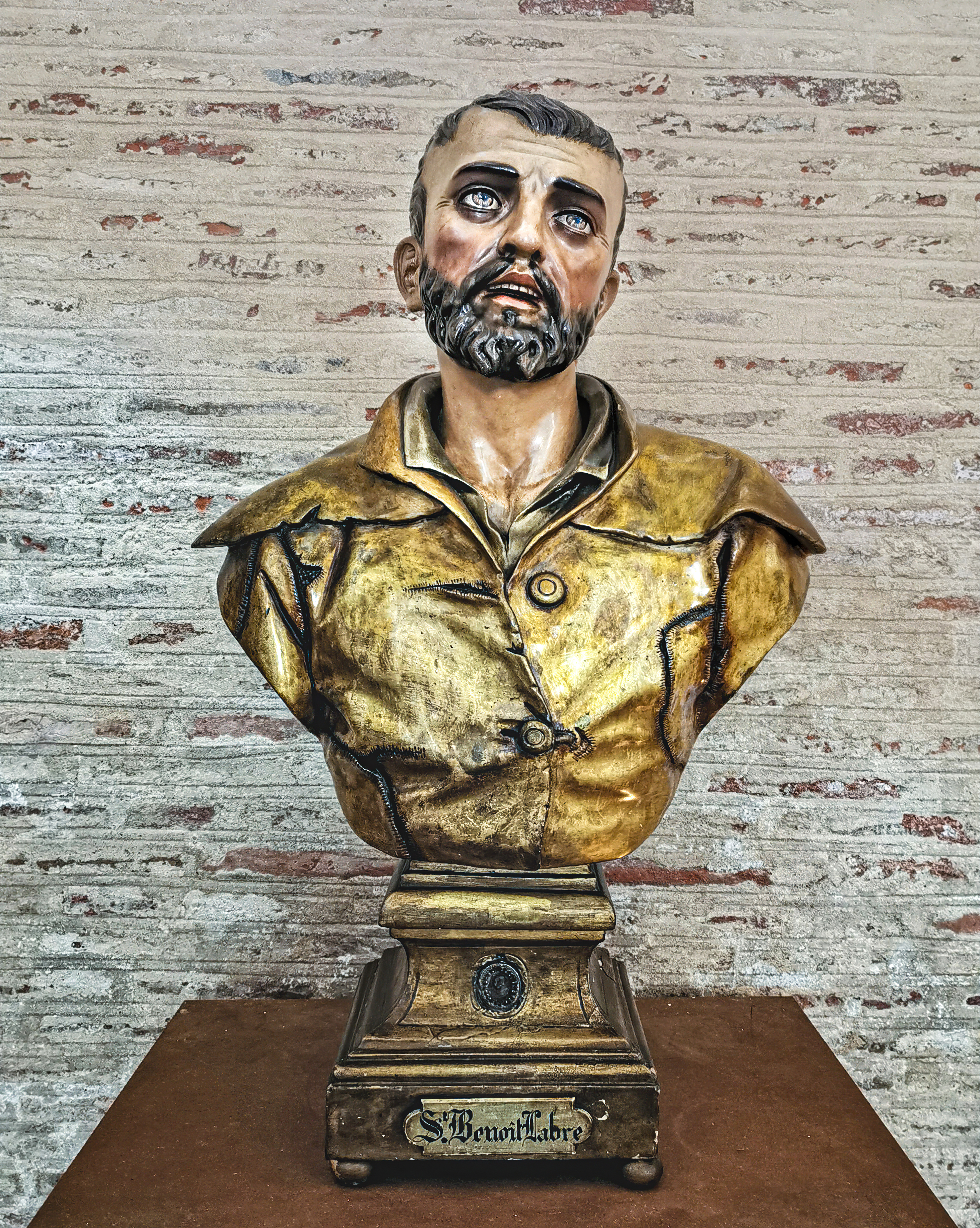
Buste de saint Benoît Labre.
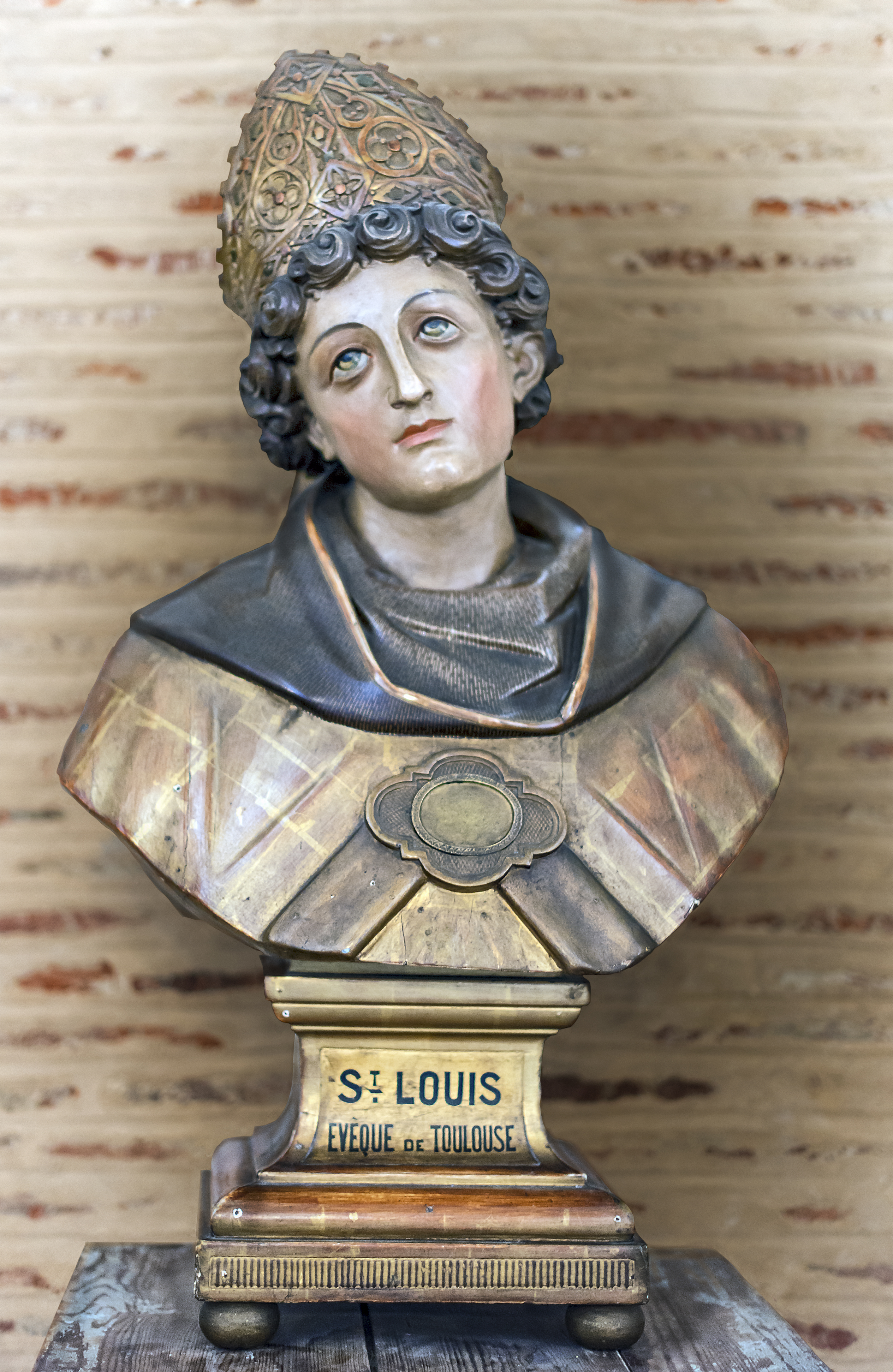
Buste de saint Louis de Toulouse.
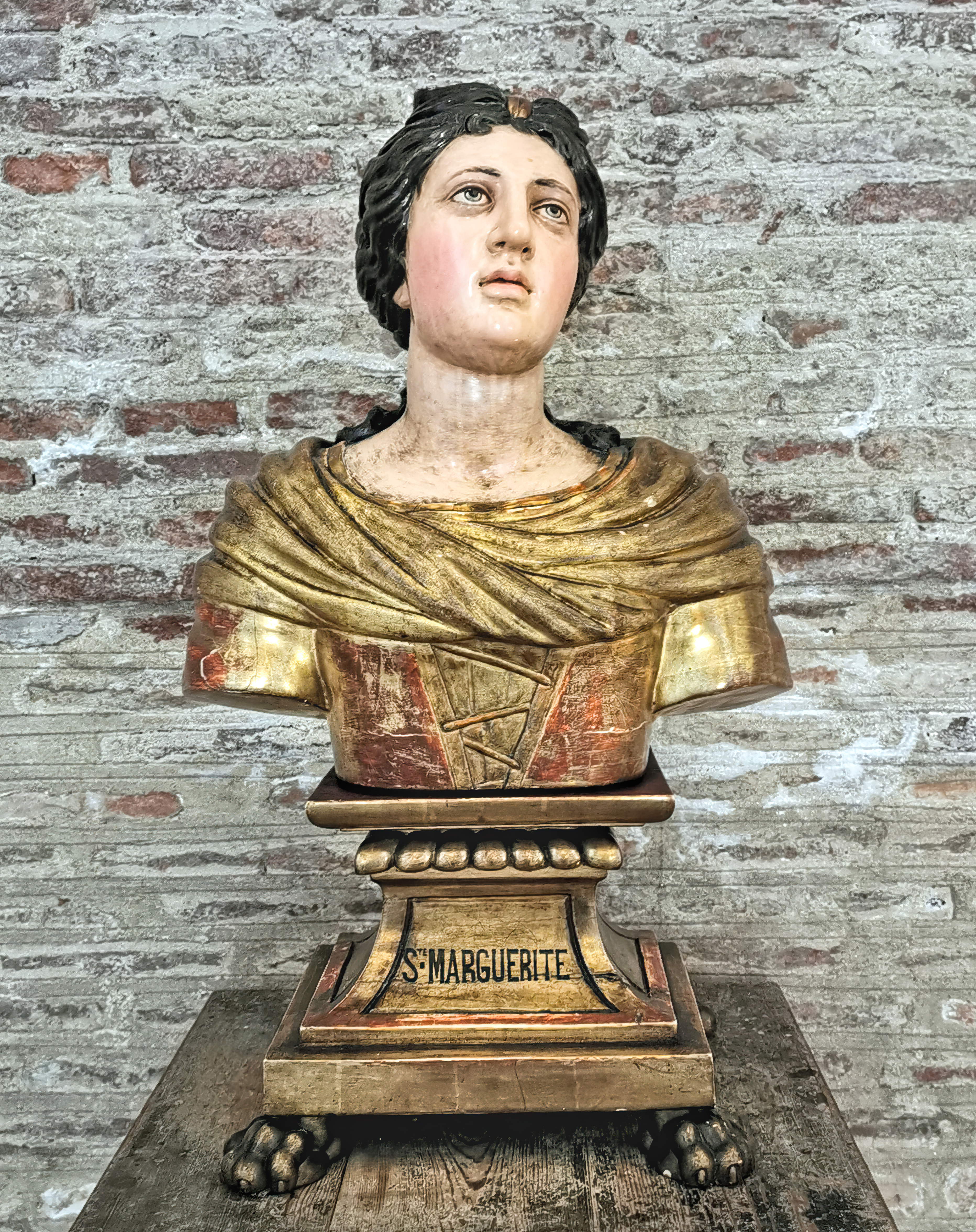
Buste de sainte Marguerite.
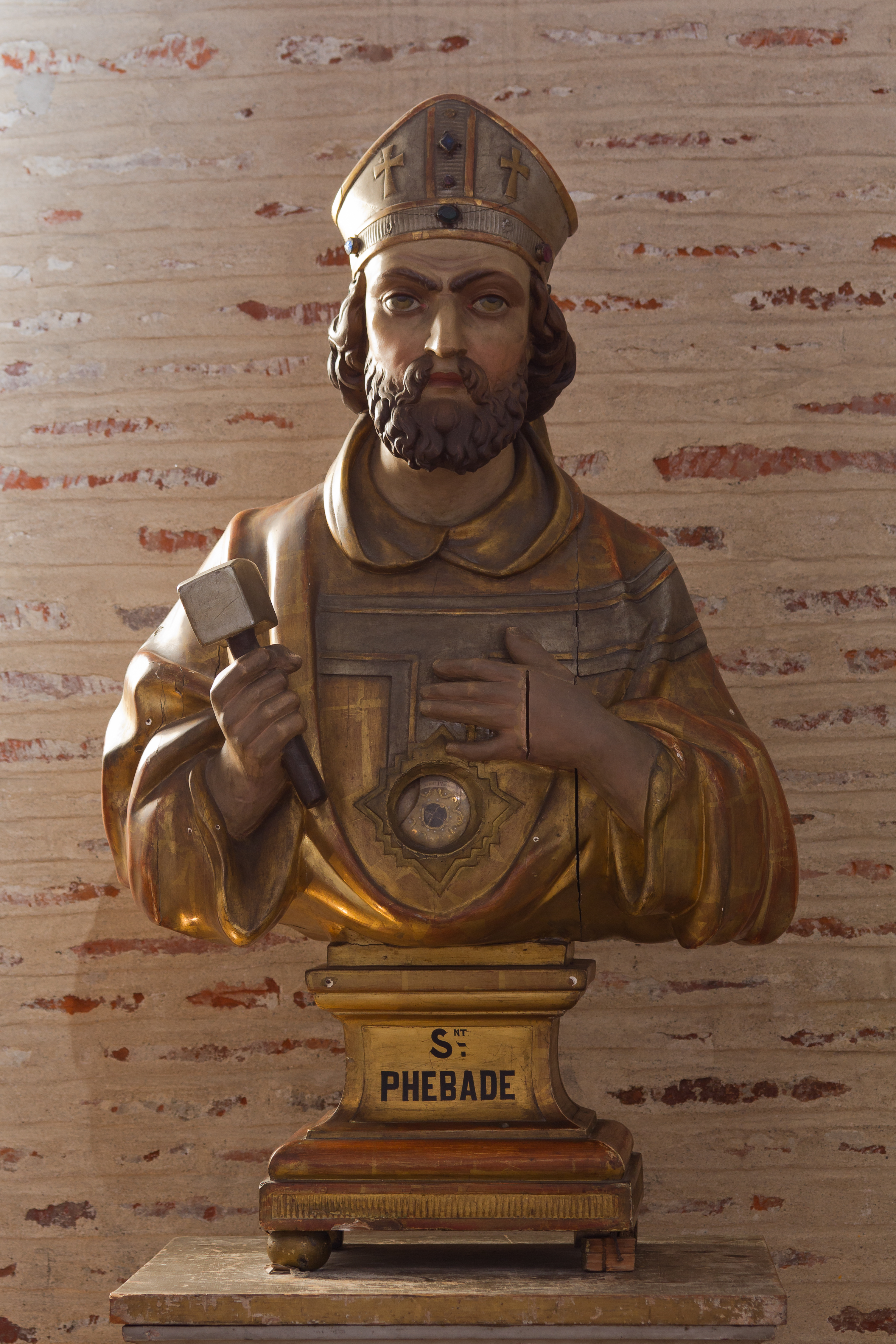
Buste de saint Phébade.
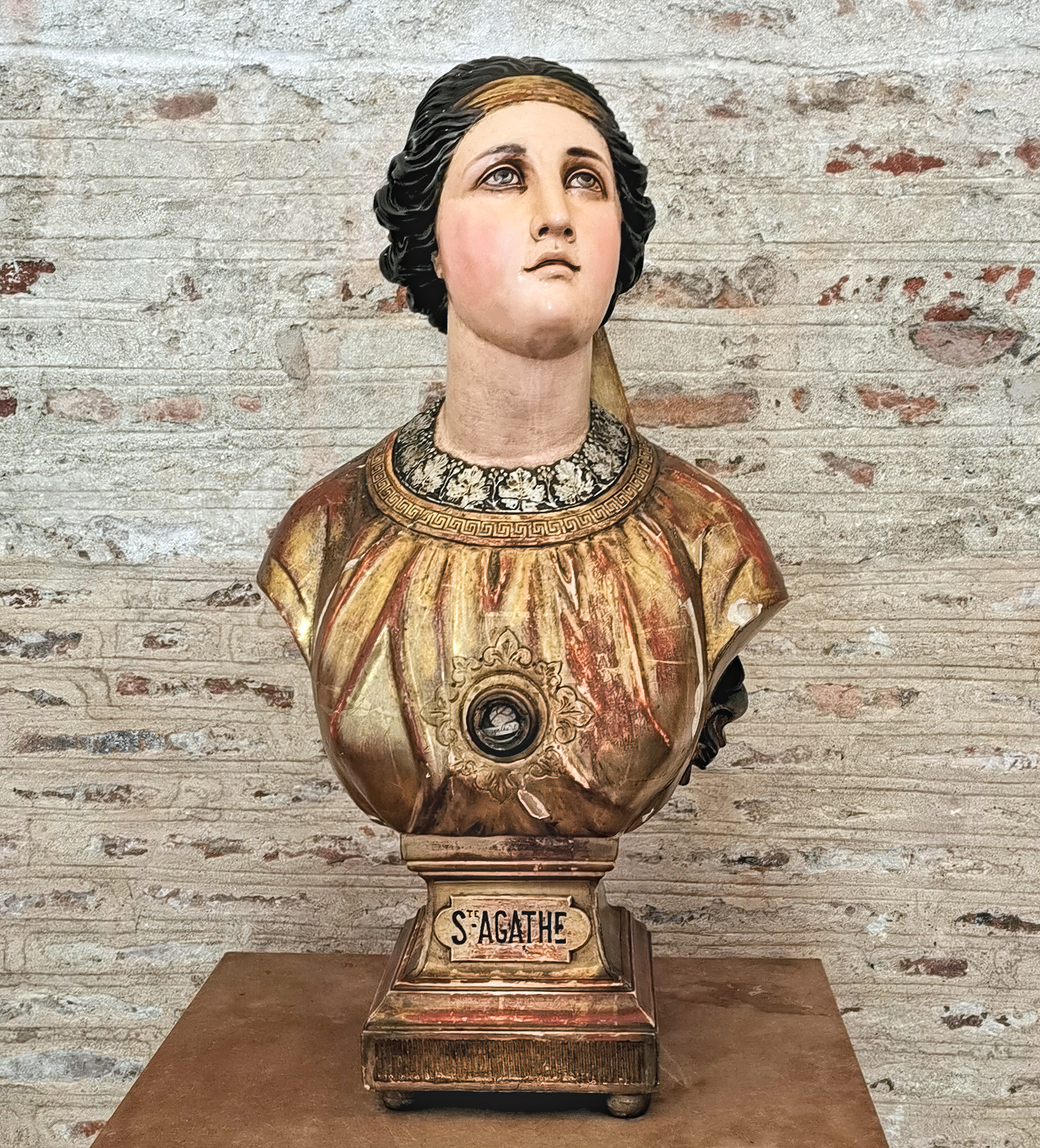
Buste de sainte Agathe.
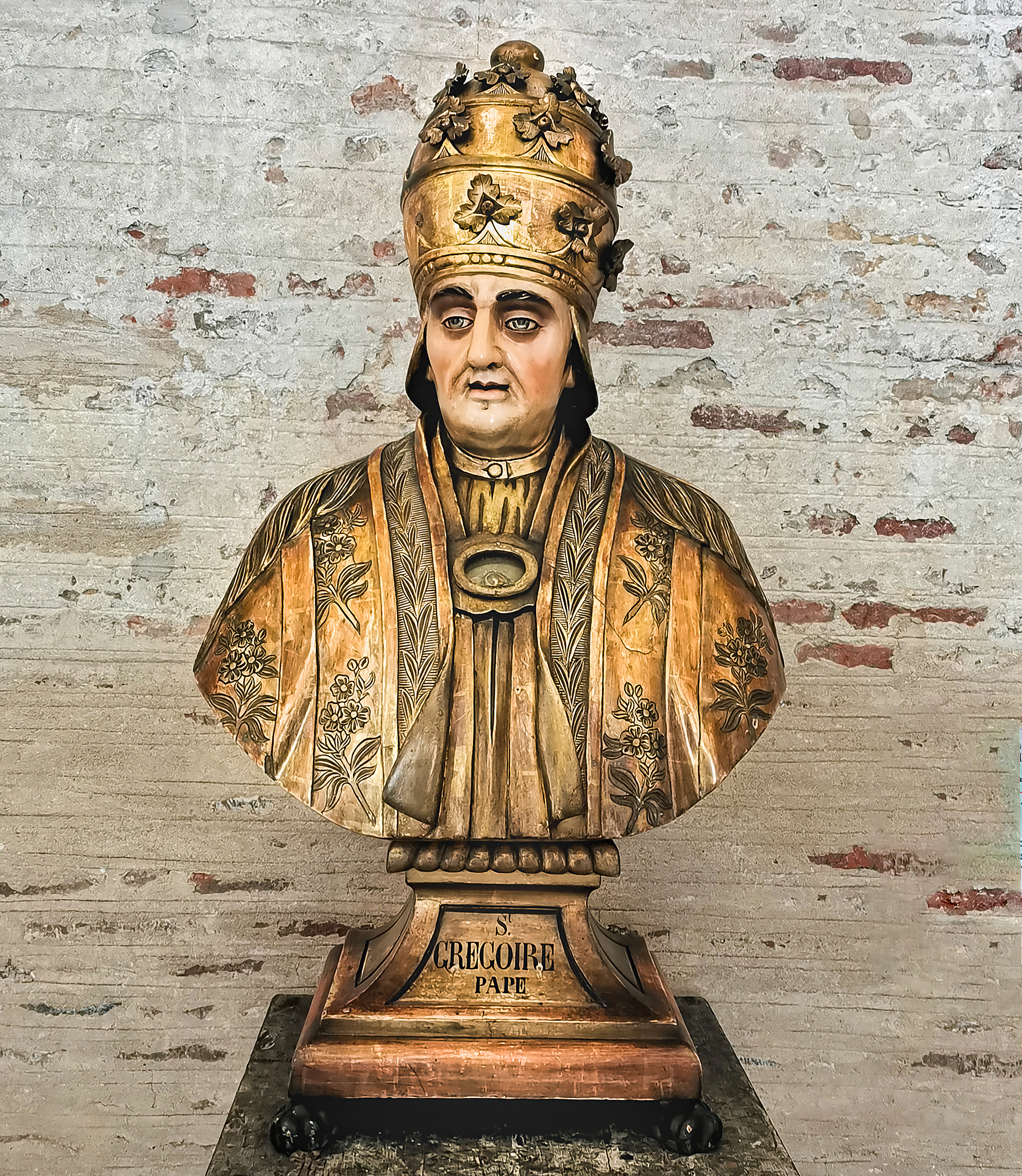
Buste du pape saint Grégoire le Grand.
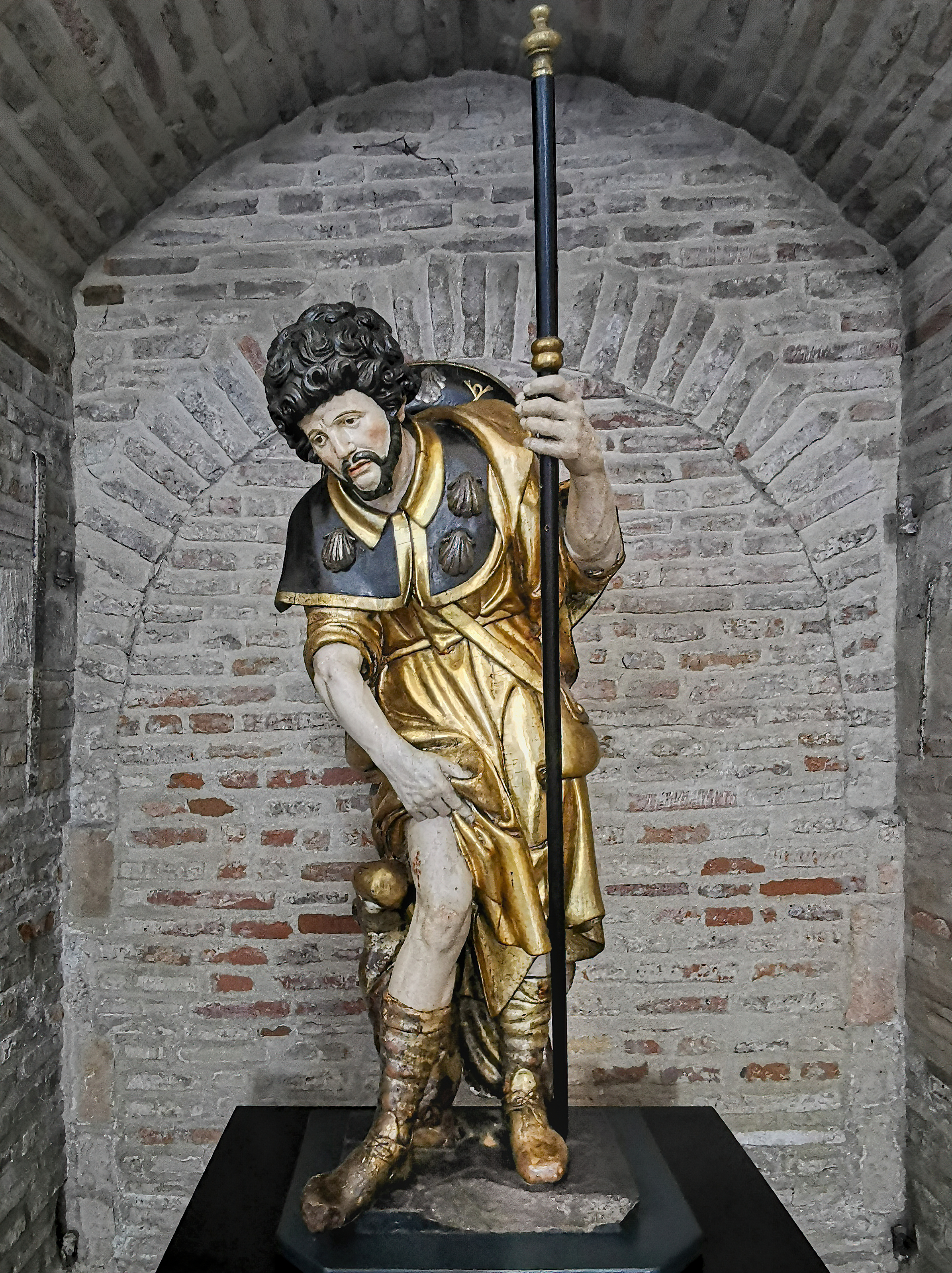
Statue de saint Roch de Montpellier.

#### Collatéral Sud
Expose un buste de Jean-Paul II bénit et inauguré par monseigneur le Gall, archevêque de Toulouse, le 18 juin 2013. L'œuvre commandée au sculpteur Sébastien Langloÿs témoigne de la volonté constante de la paroisse d'être un lieu d'accueil de l'art, depuis le Moyen Âge à nos jours. Cet intérêt pour l'art est démontré notamment par l'activité intense des concerts organisés dans la basilique, notamment grâce à la qualité exceptionnelle des orgues qu'elle abrite.

#### Contre-façade

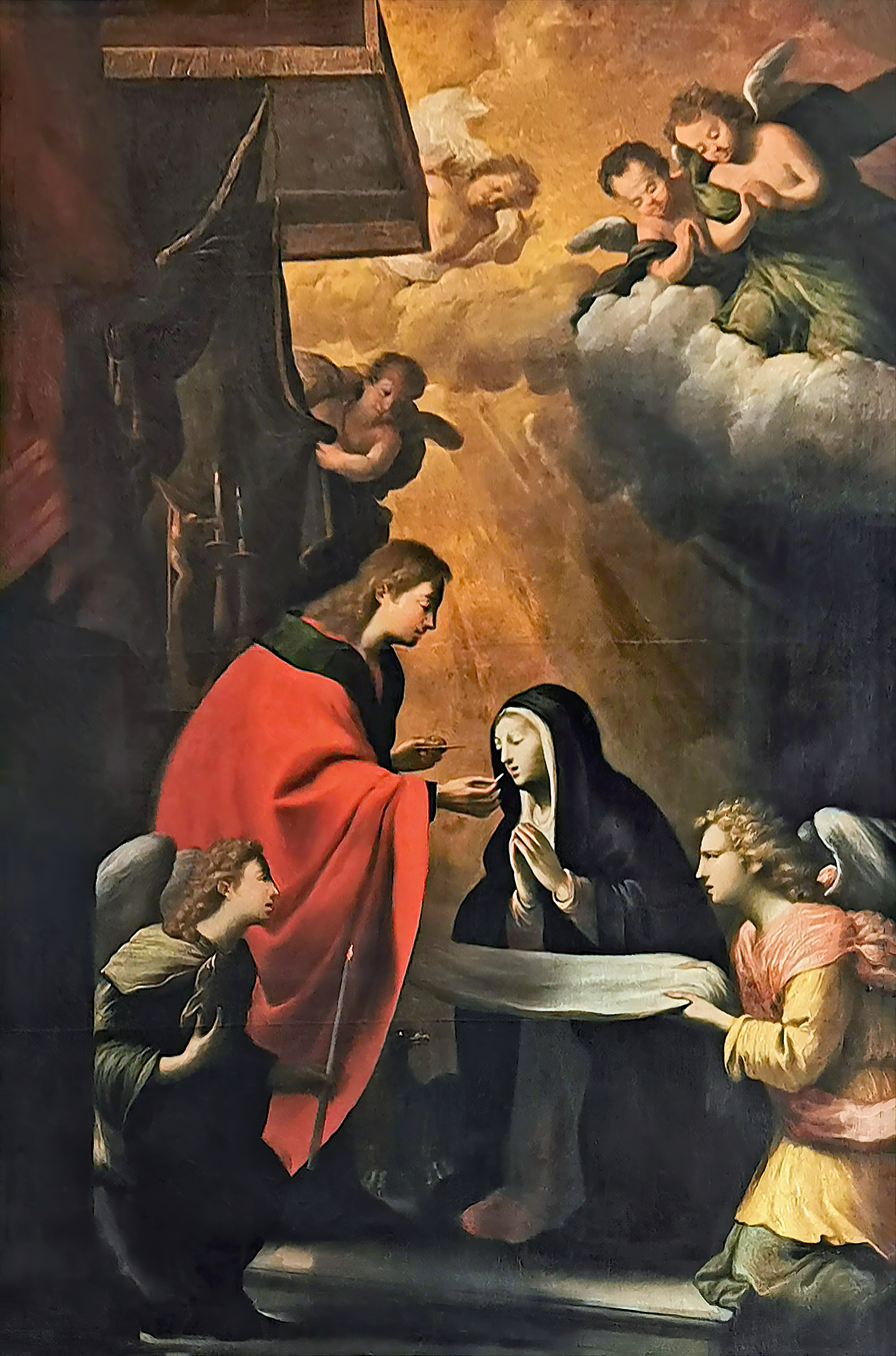
La communion de Marie.
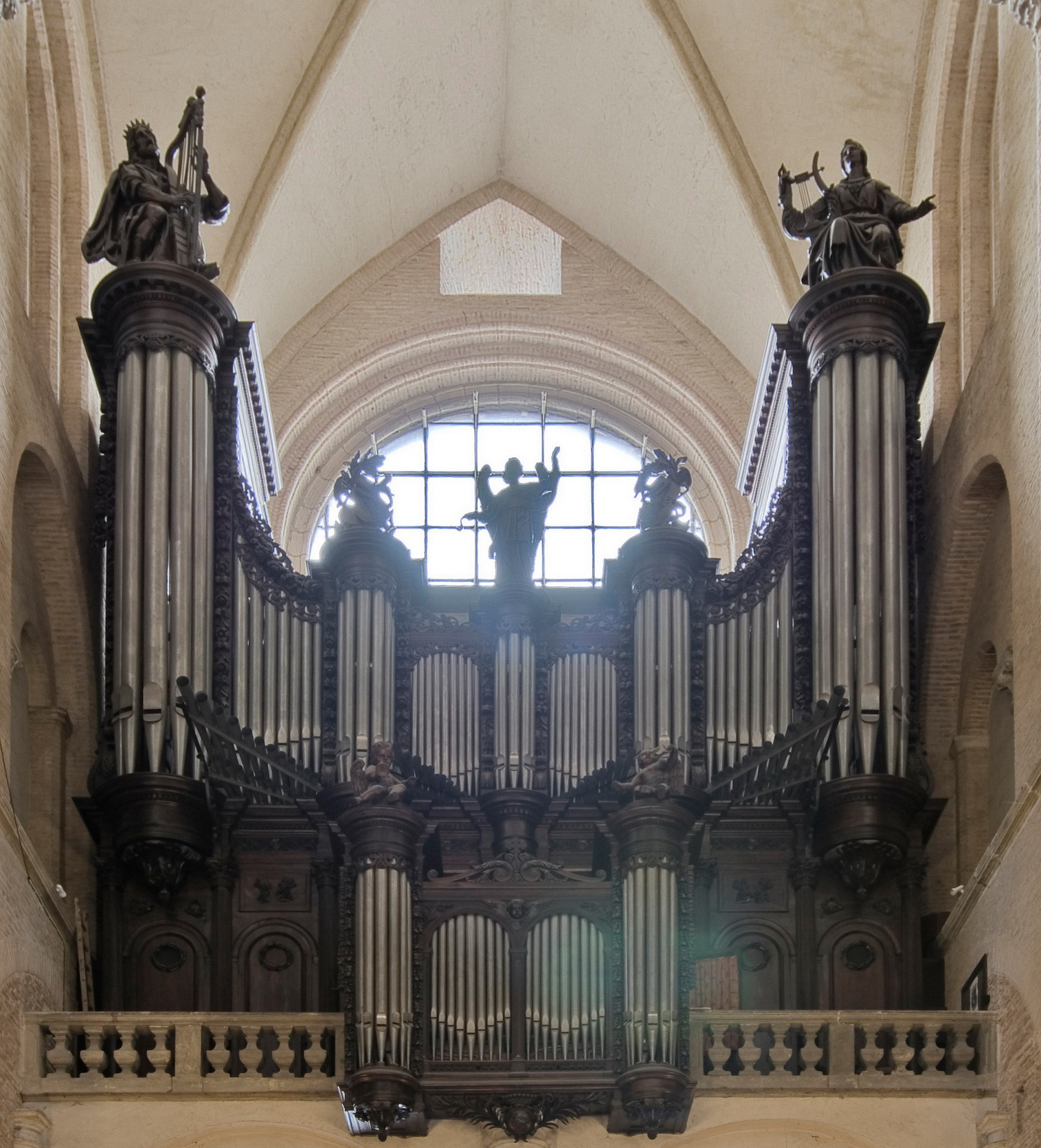
Orgues de la basilique.

La communion de Marie
Côté nord, un tableau de Jean-Pierre Rivalz : Huile sur toile classée au monuments historiques 
 Les orgues
Les grandes orgues de la basilique Saint-Sernin ont été achevées en 1889 par la maison Aristide Cavaillé-Coll. Deux œuvres du sculpteur Antoine-Joseph Salamon, le roi David et sainte Cécile, réalisées en 1845, sont réutilisées pour coiffer les tourelles de l'orgue. Inauguré le 3 avril 1889 par Alexandre Guilmant, l'instrument compte cinquante-quatre jeux répartis sur trois claviers et un pédalier (soit exactement 3 458 tuyaux). De nombreux tuyaux proviennent de l'orgue précédent, construit par Daublaine et Callinet.
De 1992 à 1996, il est restauré par les facteurs d'orgue Jean-Loup Boisseau, Bertrand Cattiaux et Patrice Bellet. Le titulaire (1996-…) de l'instrument est Michel Bouvard.

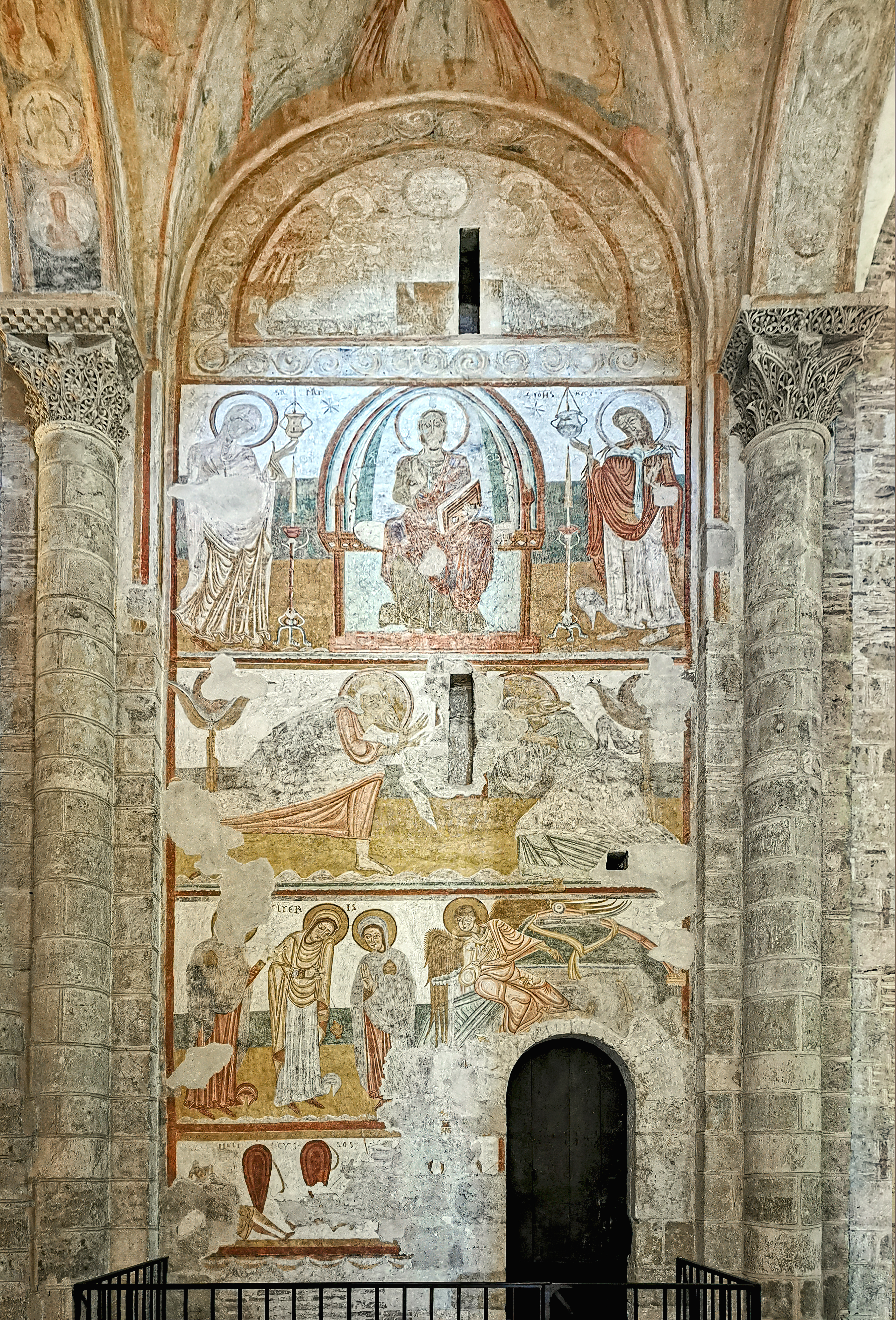
Fresque de la Résurrection.

| I Grand-Orgue        |      |
| Montre               | 16′  |
| Bourdon              | 16′  |
| Montre               | 8′   |
| Flûte harmonique     | 8′   |
| Gambe                | 8′   |
| Bourdon              | 8′   |
| Salicional           | 8′   |
| Prestant             | 4′   |
| Flûte octaviante     | 4′   |
| Quinte               | 2/3′ |
| Doublette            | 2′   |
| Fourniture V         |      |
| Cymbale IV           |      |
| Cornet V             |      |
| Bombarde             | 16′  |
| Trompette            | 8′   |
| Clairon              | 4′   |
| Clairon-doublette    | 2′   |
| Trompette-en-chamade | 8′   |
| Clairon-en-chamade   | 4′   |

| II Positif      |    |
| Montre          | 8′ |
| Cor de nuit     | 8′ |
| Salicional      | 8′ |
| Unda maris      | 8′ |
| Prestant        | 4′ |
| Flûte douce     | 4′ |
| Carillon III    |    |
| Trompette       | 8′ |
| Basson-Hautbois | 8′ |
| Clairon         | 4′ |

| III Récit expressif |     |
| Quintaton           | 16′ |
| Diapason            | 8′  |
| Flûte harmonique    | 8′  |
| Viole de Gambe      | 8′  |
| Voix céleste        | 8′  |
| Flûte octaviante    | 4′  |
| Octavin             | 2′  |
| Cornet V            | 8′  |
| Bombarde            | 16′ |
| Trompette           | 8′  |
| Basson-Hautbois     | 8′  |
| Clarinette          | 8′  |
| Voix humaine        | 8′  |
| Clairon harmonique  | 4′  |

| Pédale          |     |
| Principalbasse  | 32′ |
| Contrebasse     | 16′ |
| Soubasse        | 16′ |
| Grosse Flûte    | 8′  |
| Violoncelle     | 8′  |
| Flûte           | 4′  |
| Contre Bombarde | 32′ |
| Bombarde        | 16′ |
| Trompette       | 8′  |
| Clairon         | 4′  |

#### Transept
Le transept de la basilique s'étend de la porte des Comtes aux chapelles du Sacré-Cœur et de Saint-Exupère, anciennement porte royale ouverte sur le monastère, au nord de l'église.
En face de la porte des comtes se trouvent, sur un des piliers, des pieds de Saint-Christophe sculptés et, sur la face orientale du transept Sud, les chapelles de Sainte-Germaine et de la Vierge Marie.

#### Partie nord du transept
Dans la partie nord du transept se trouvent, à l'ouest, plusieurs fresques médiévales datant de 1180. Ces peintures murales furent recouvertes au XVIIe siècle puis au XIXe siècle sous des couches de badigeon blanc
- Une représentation du cycle de la Résurrection de Jésus . C'est en 1972 que fut découverte la peinture la plus spectaculaire, dite du « cycle de la Résurrection ». Le décor se développe sur toute la hauteur du mur en cinq registres[46]. Second registre : Les saintes femmes sont accueillies par un ange qui leur désigne le tombeau vide. Troisième registre : deux prophètes prosternés sont en adoration devant le Christ en majesté.
- Devant le cycle au plafond : le Christ représente comme l’Agneau de Dieu immolé et victorieux.

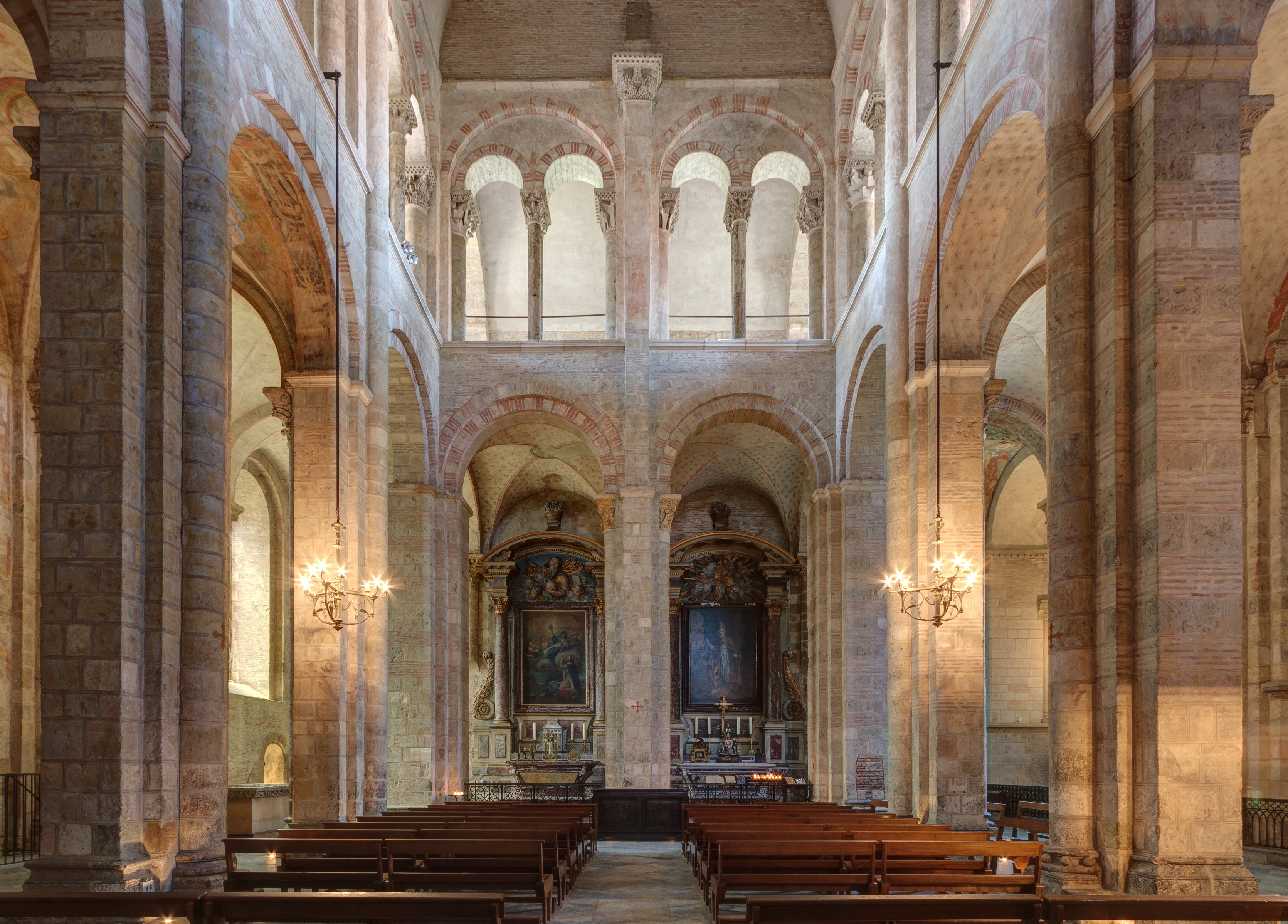
Croisillon nord du transept.
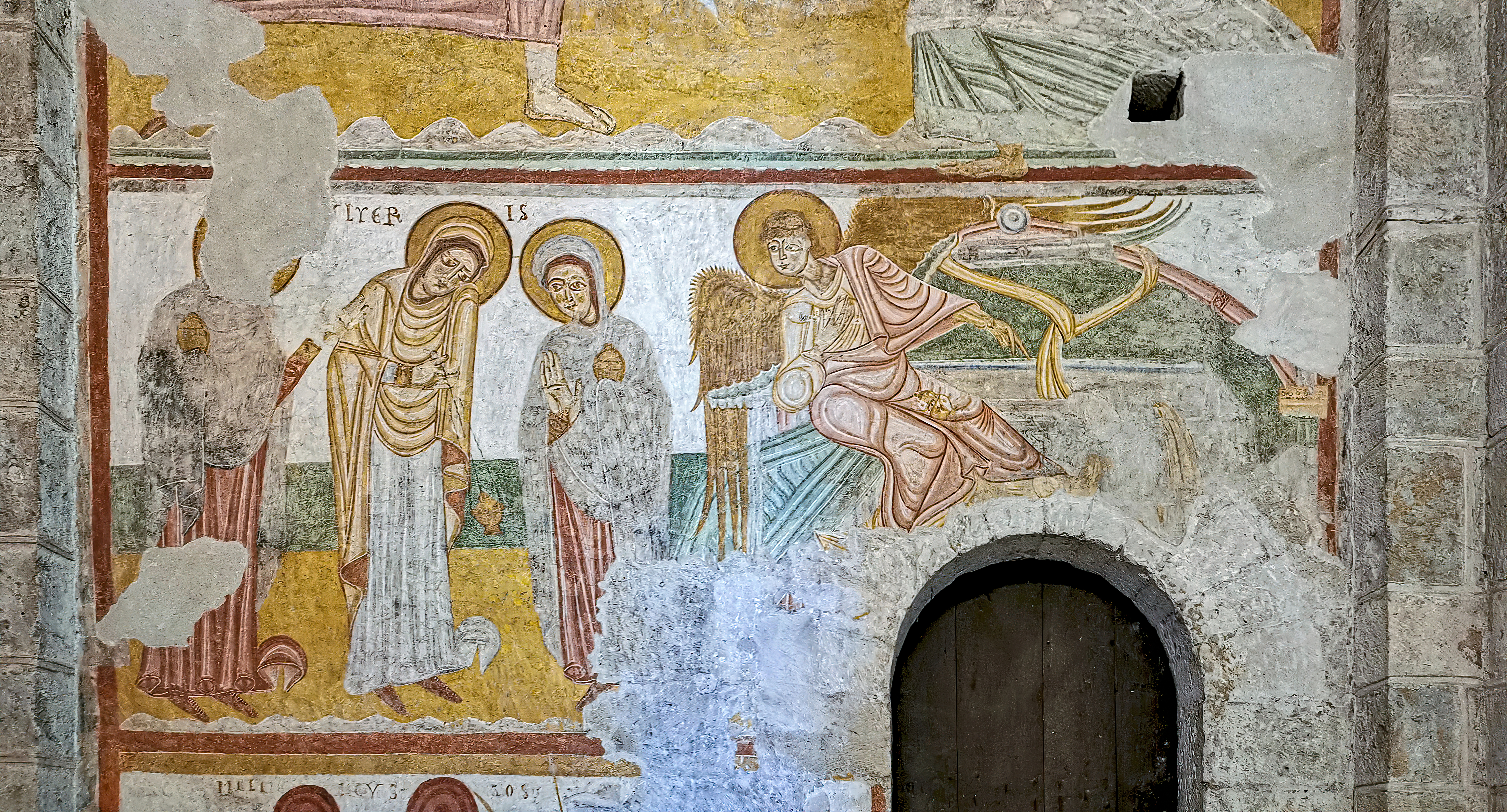
Fresque de la Résurrection - second registre : Les saintes femmes sont accueillies par un ange qui leur désigne le tombeau vide.
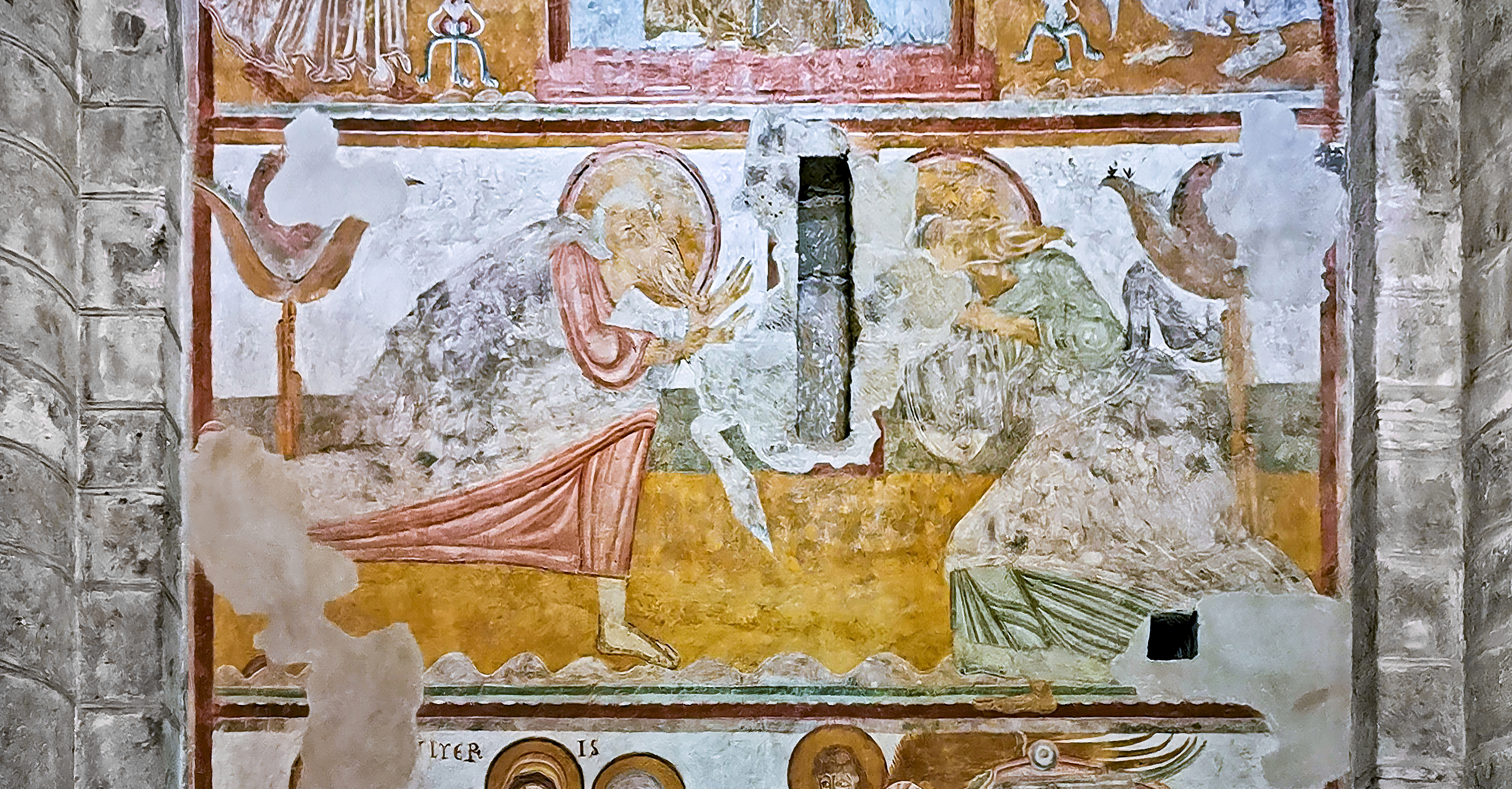
Troisième registre : deux prophètes prosternés sont en adoration devant le Christ en majesté.
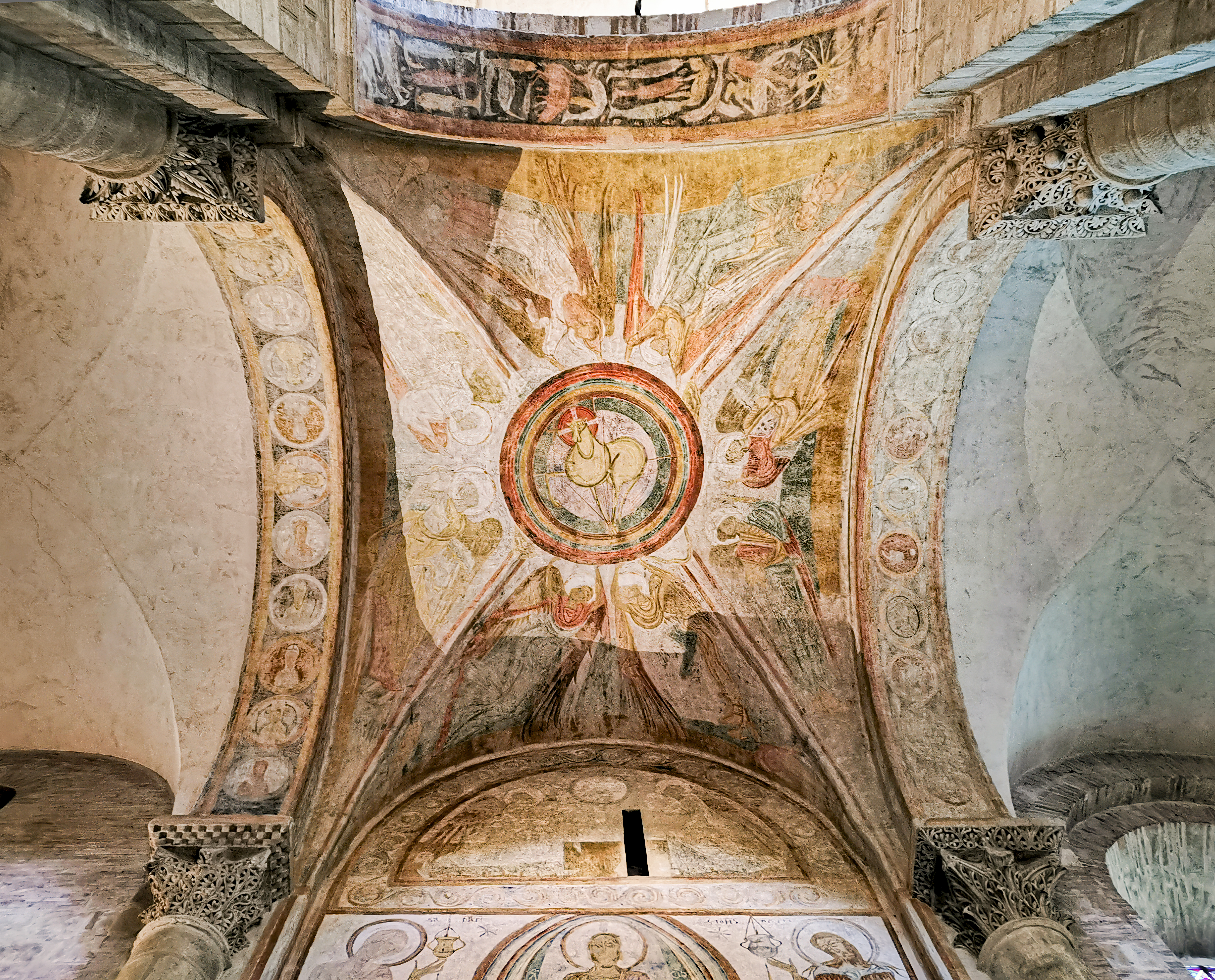
Fresque de l’Agneau de Dieu immolé et victorieux

Dans la partie à l'est la chapelle du Crucifix
- Une fresque de L'Agnus Dei au plafond, devant la chapelle du crucifix.
- Le Christ du comte Raymond IV : Christ en Croix dit Christ du comte Raymond IV qui l'aurait ramené d'orient. Statue en bois recouverte de plaques de cuivre doré estampé ornée de pierre et d'émaux, l'ensemble daté du XIIe siècle, restauré en 1838. En face de cette chapelle, au plafond, un agneau pascal supporté par huit anges ainsi que la chapelle des âmes du purgatoire.

#### Partie sud du transept
- La chapelle des fonts baptismaux.
- Monument aux morts de la paroisse de Saint-Sernin inscrit au titre des monuments historiques[47] ?

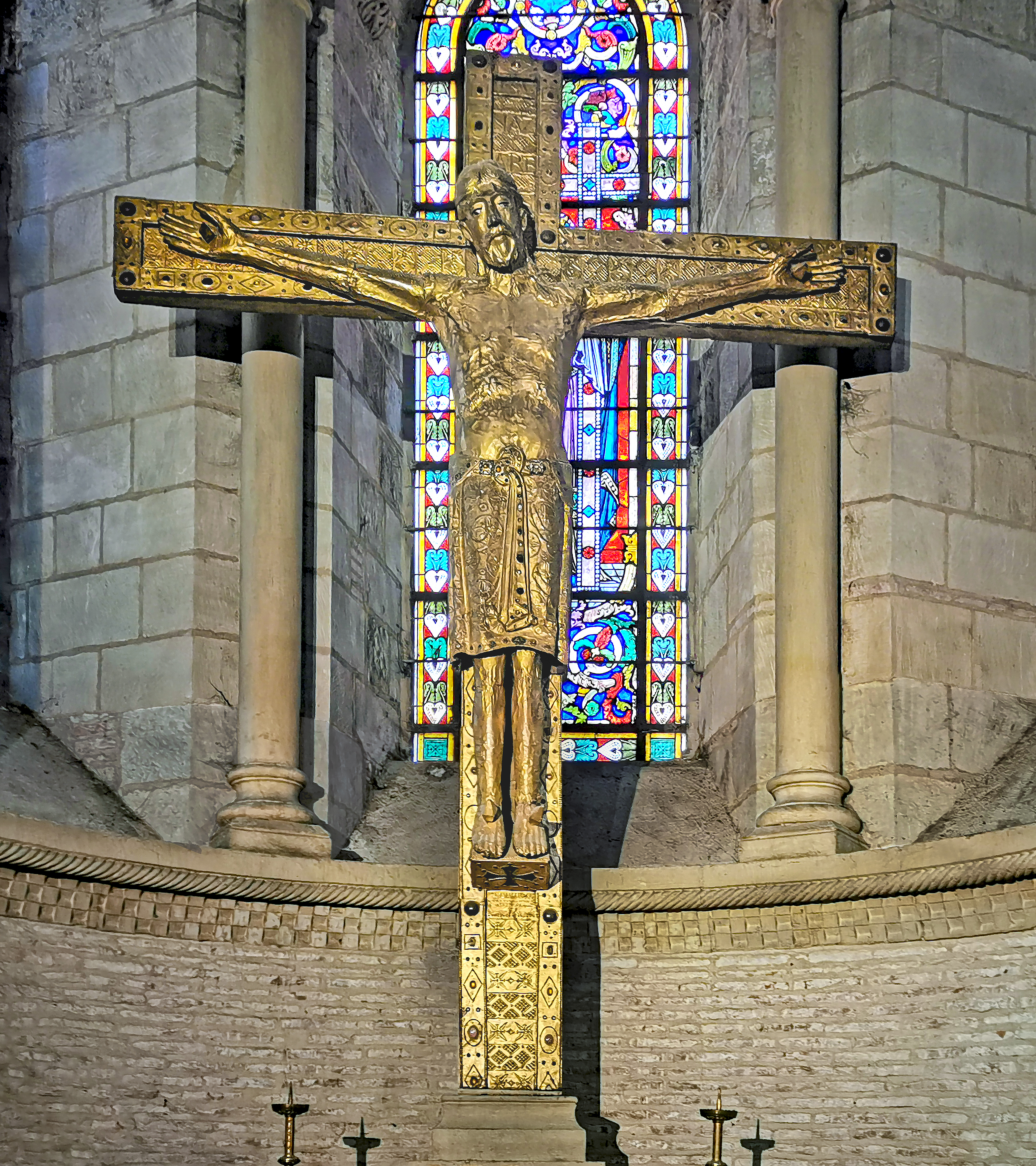
Le Christ du comte Raymond IV.
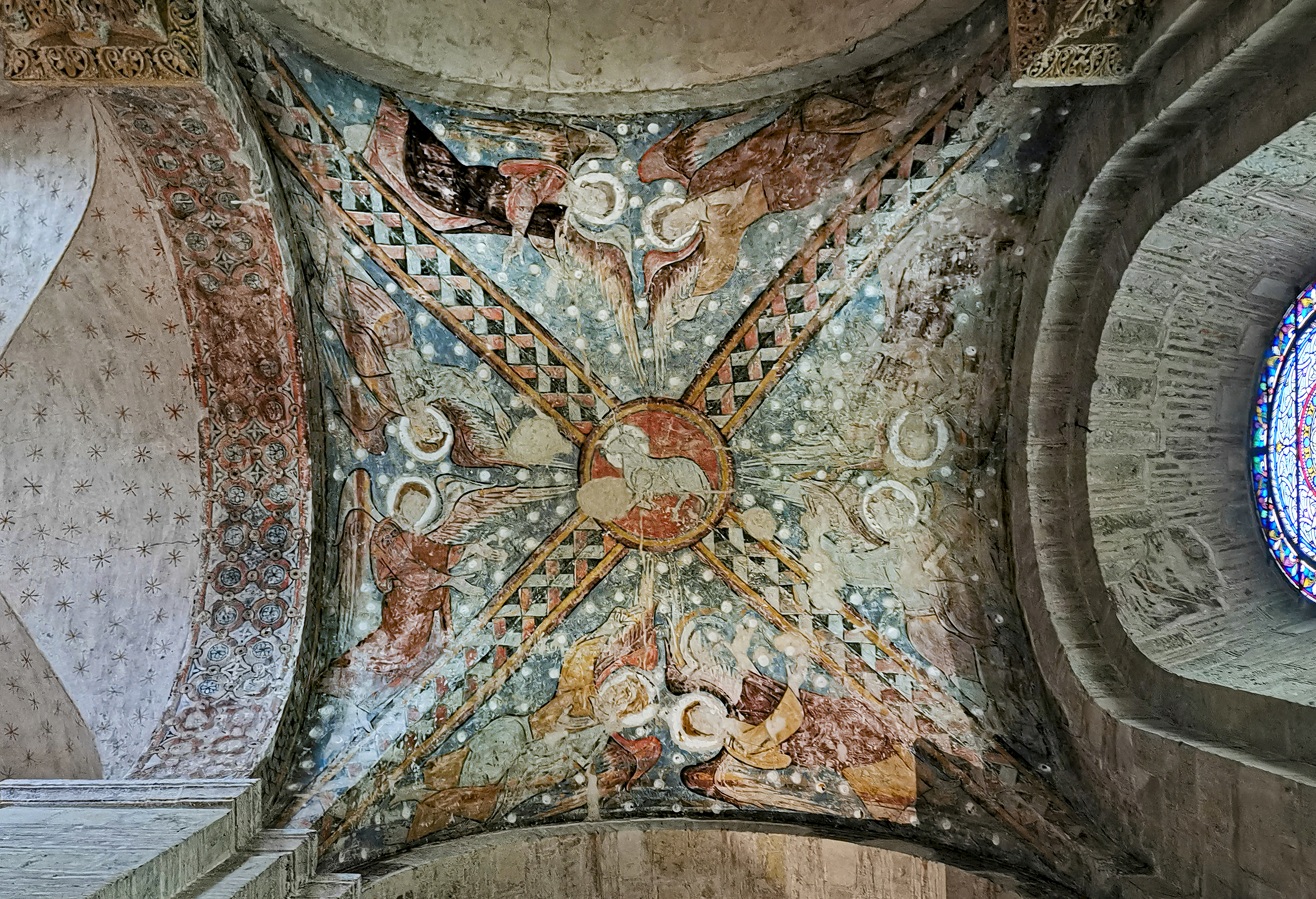
Fresque de l'agneau pascal en face de la chapelle du Crucifix.
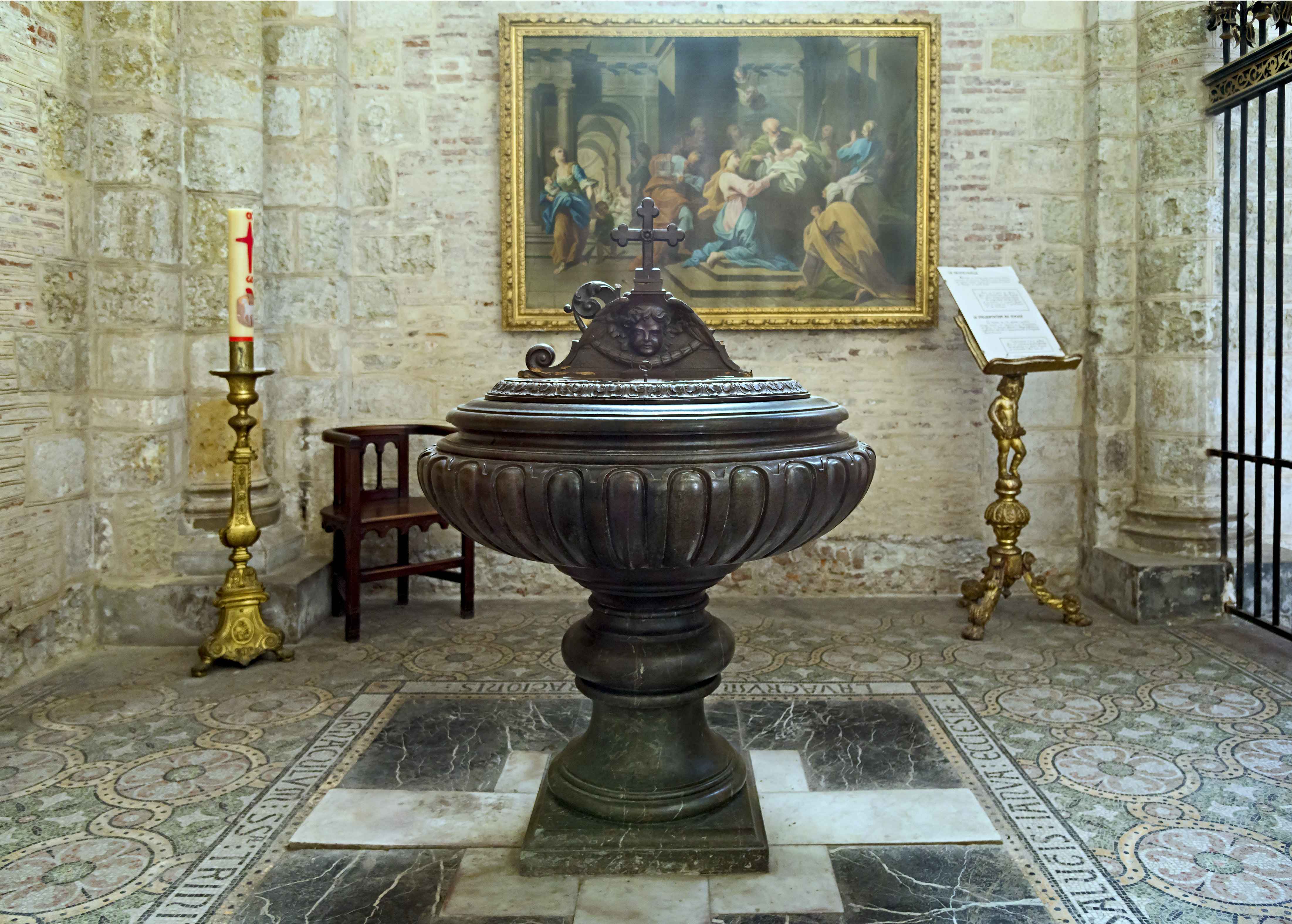
Les fonts baptismaux.
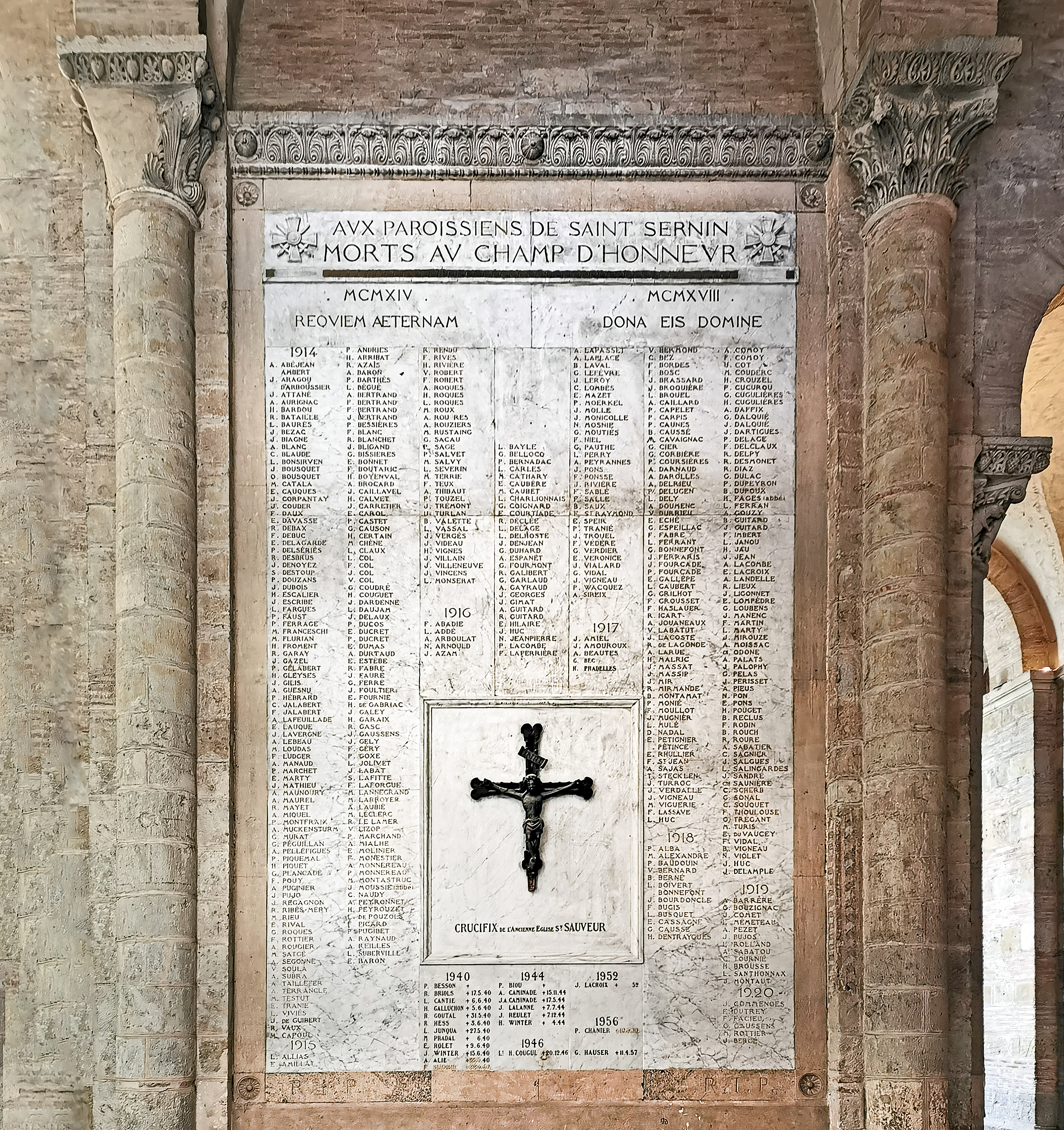
Monument aux morts de la paroisse de Saint-Sernin.

#### Croisée du transept: maître-autel, tombeau de Saint-Saturnin et chœur
Le chœur est orné de chaque côté par les statues de saint Exupère et de saint Sylve. Il abrite le tombeau de saint-Saturnin : un baldaquin de style baroque dans lequel se trouve une statue à la gloire du saint, sa sépulture, ainsi qu'une représentation de son supplice dans un bas-relief de plomb doré. Ce tombeau, auquel participa notamment le sculpteur Marc Arcis a été réalisé entre 1718 et 1759.

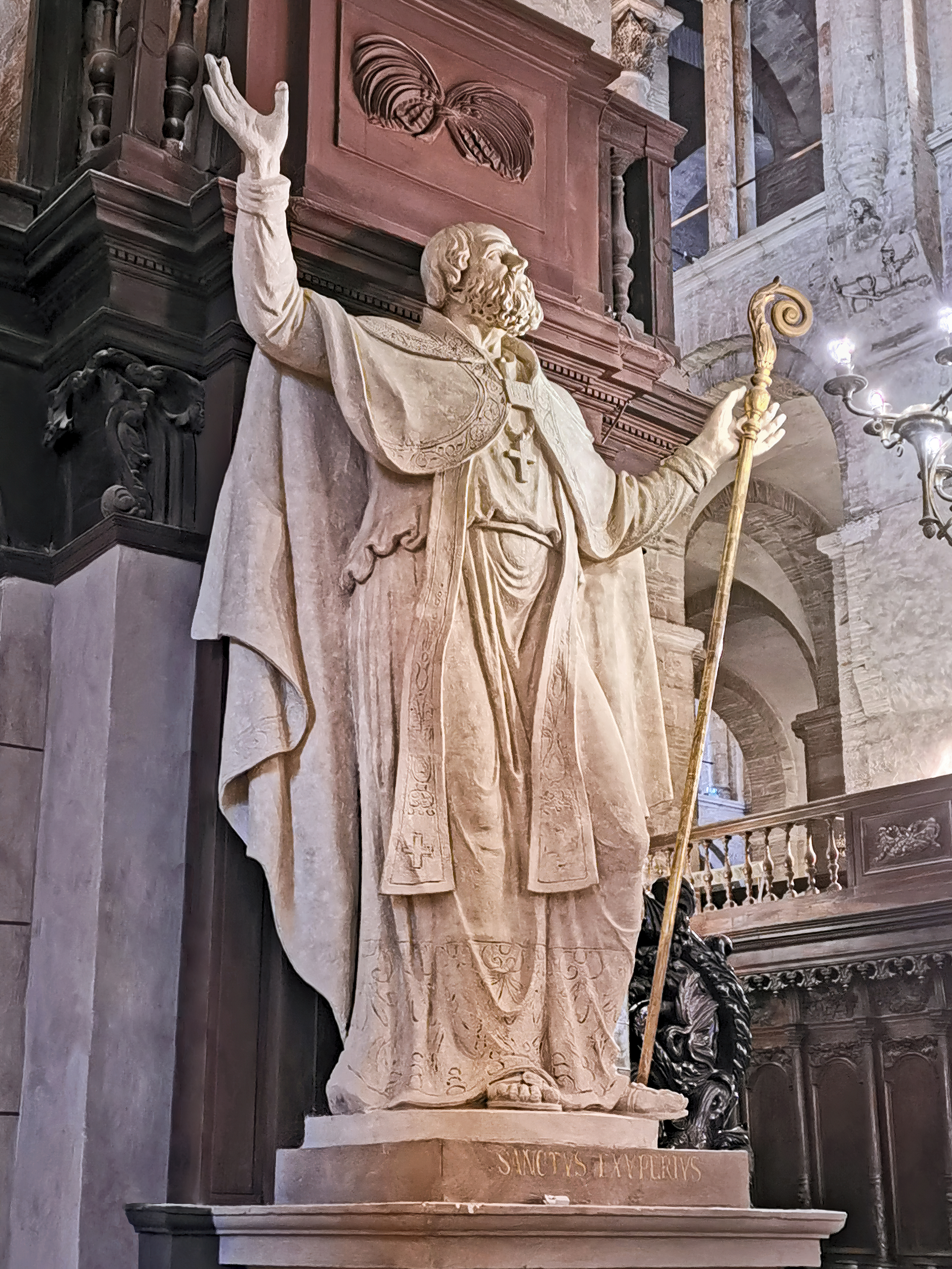
Statue de saint Exupère.
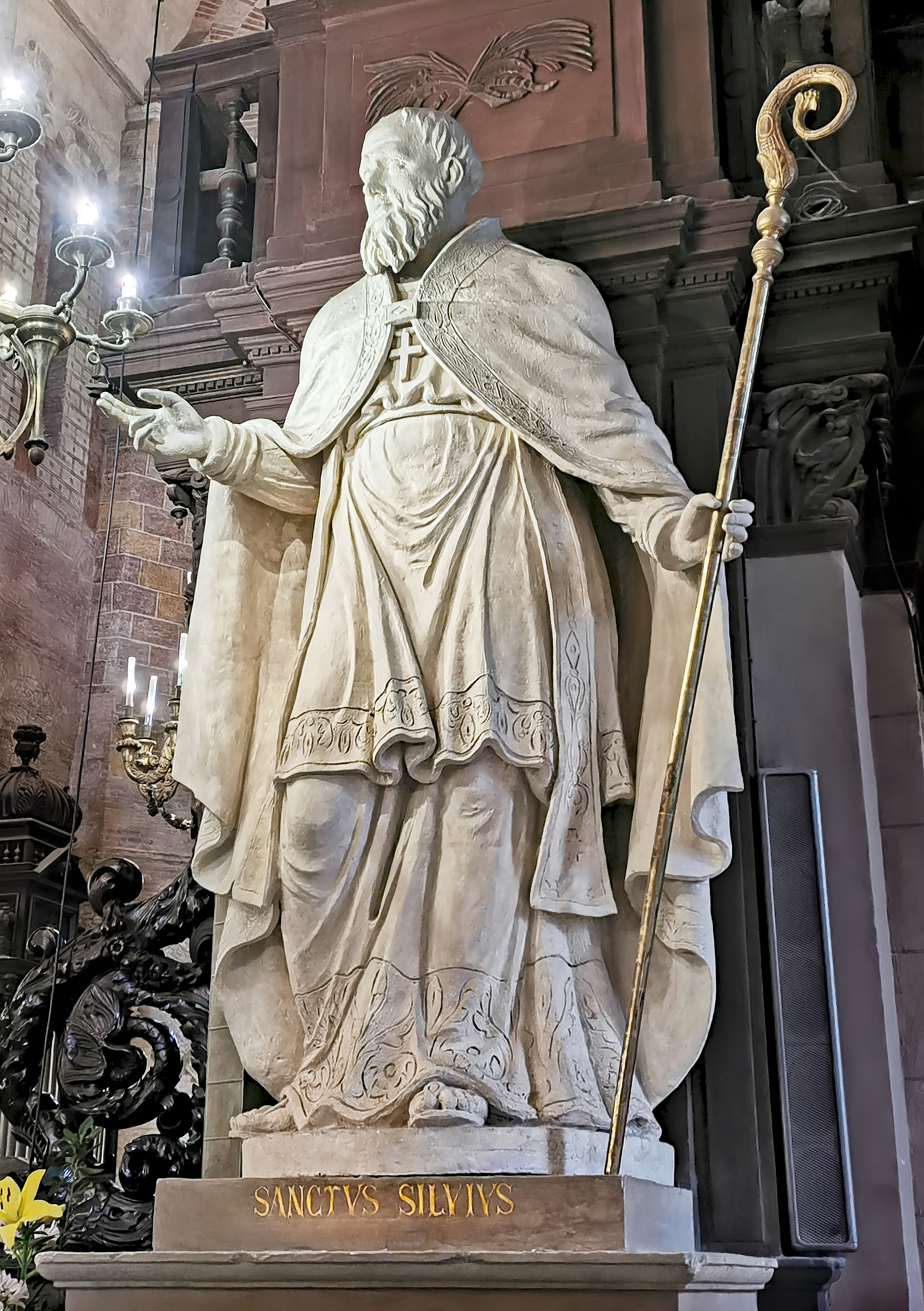
Statue de saint Sylve.
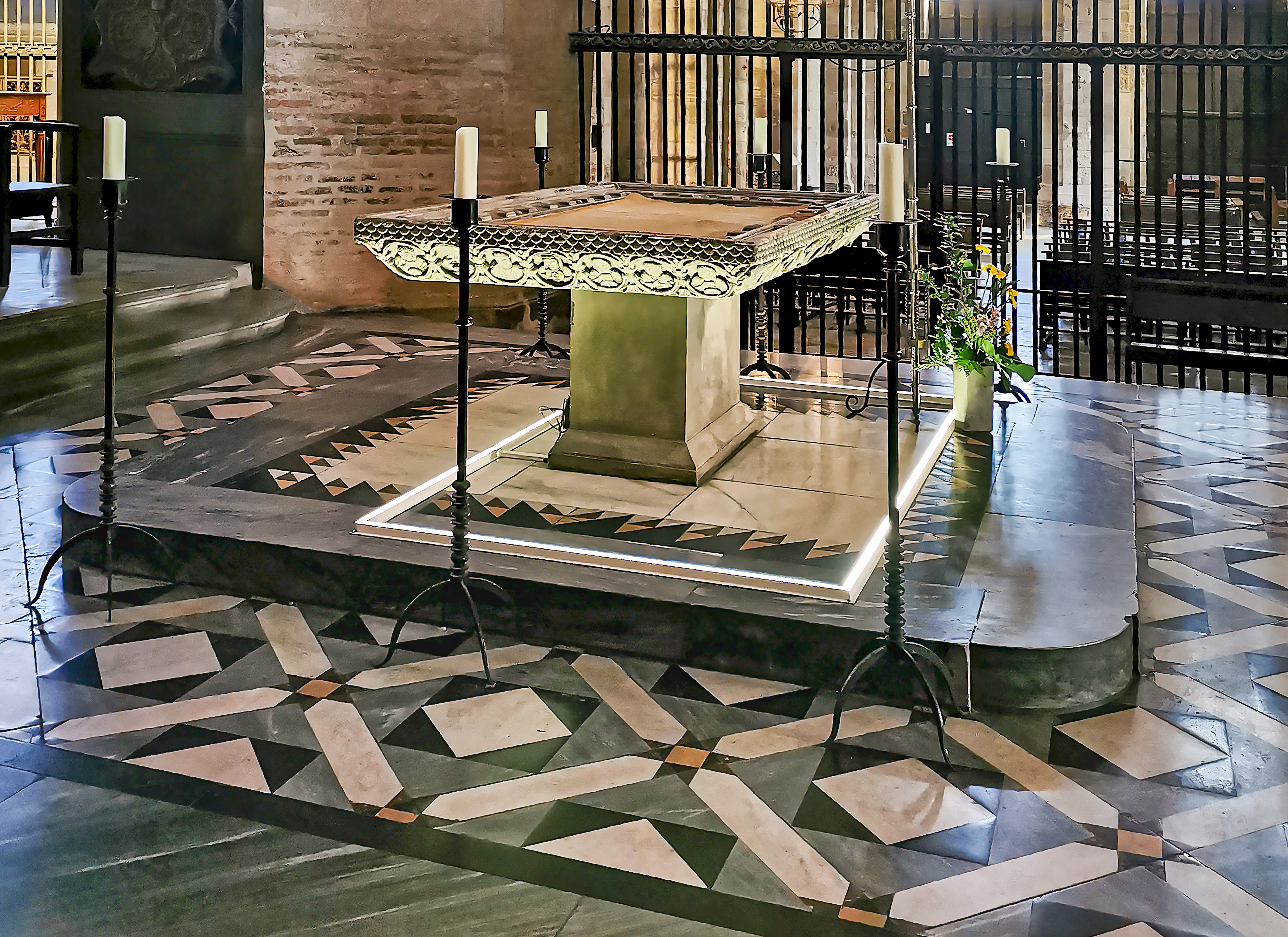
Le maître-autel.
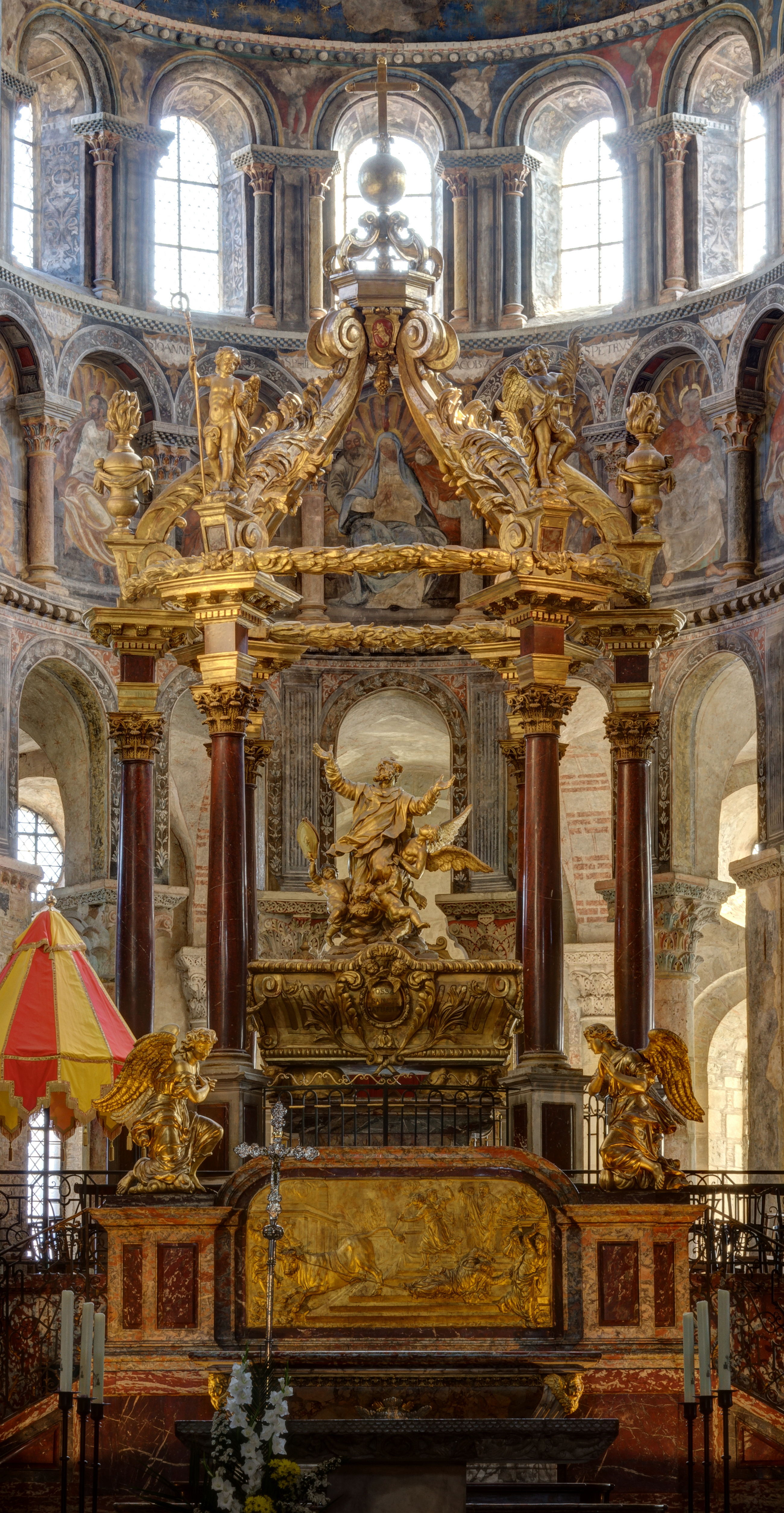
Ensemble du tombeau de saint Saturnin.
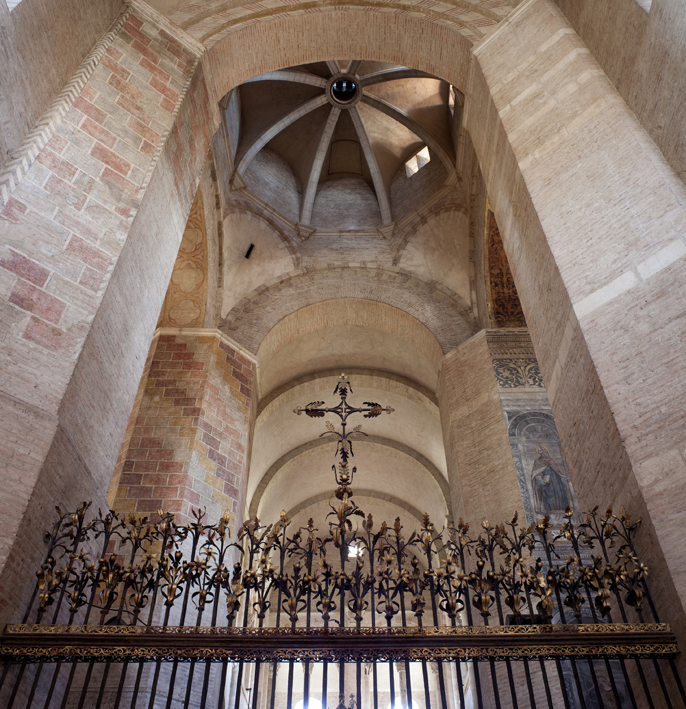
Croisée du transept vue depuis le sud : un faux appareil de pierres polychromes est encore visible sur les piliers ouest.

#### Déambulatoire
Le transept est suivi d'un chevet à déambulatoire à chapelles rayonnantes. Ces chapelles sont le lieu d'exposition des reliquaires de l'abbaye. Entre les chapelles des armoires à reliquaire sont disposées.
- Dans sa partie interne le déambulatoire est décoré de sept bas-reliefs en marbre encastrés dans le mur, avec au centre un christ en majesté encadré par un chérubin, un séraphin, deux apôtres et deux anges. Ils sont l'œuvre de Bernard Gilduin l'ensemble est classé au titre des monuments historiques[48].

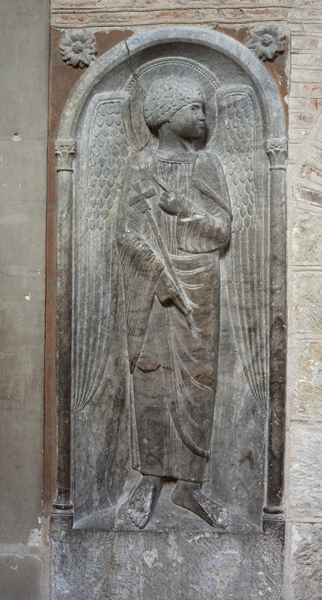
Ange de gauche.
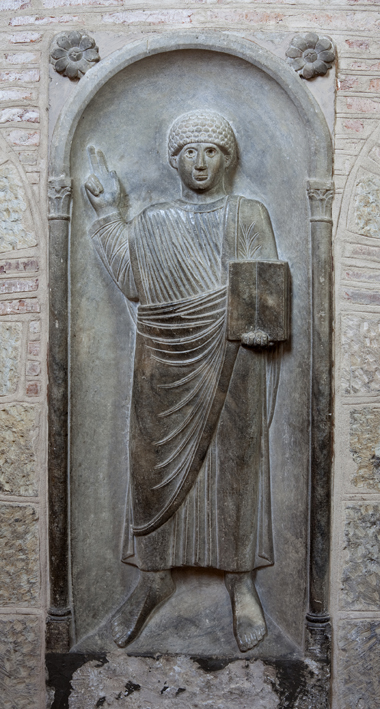
Apôtre de gauche.
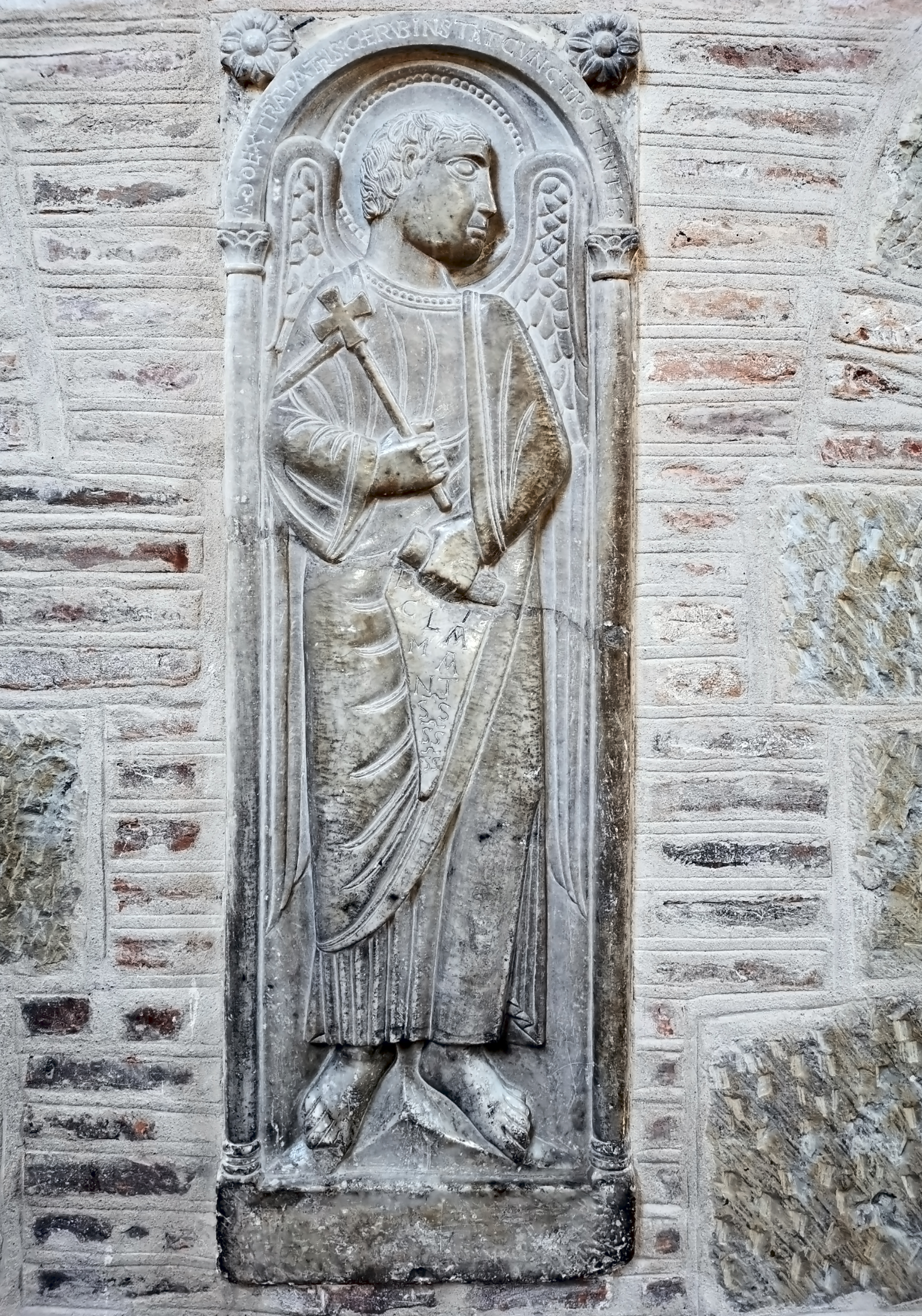
Chérubin.
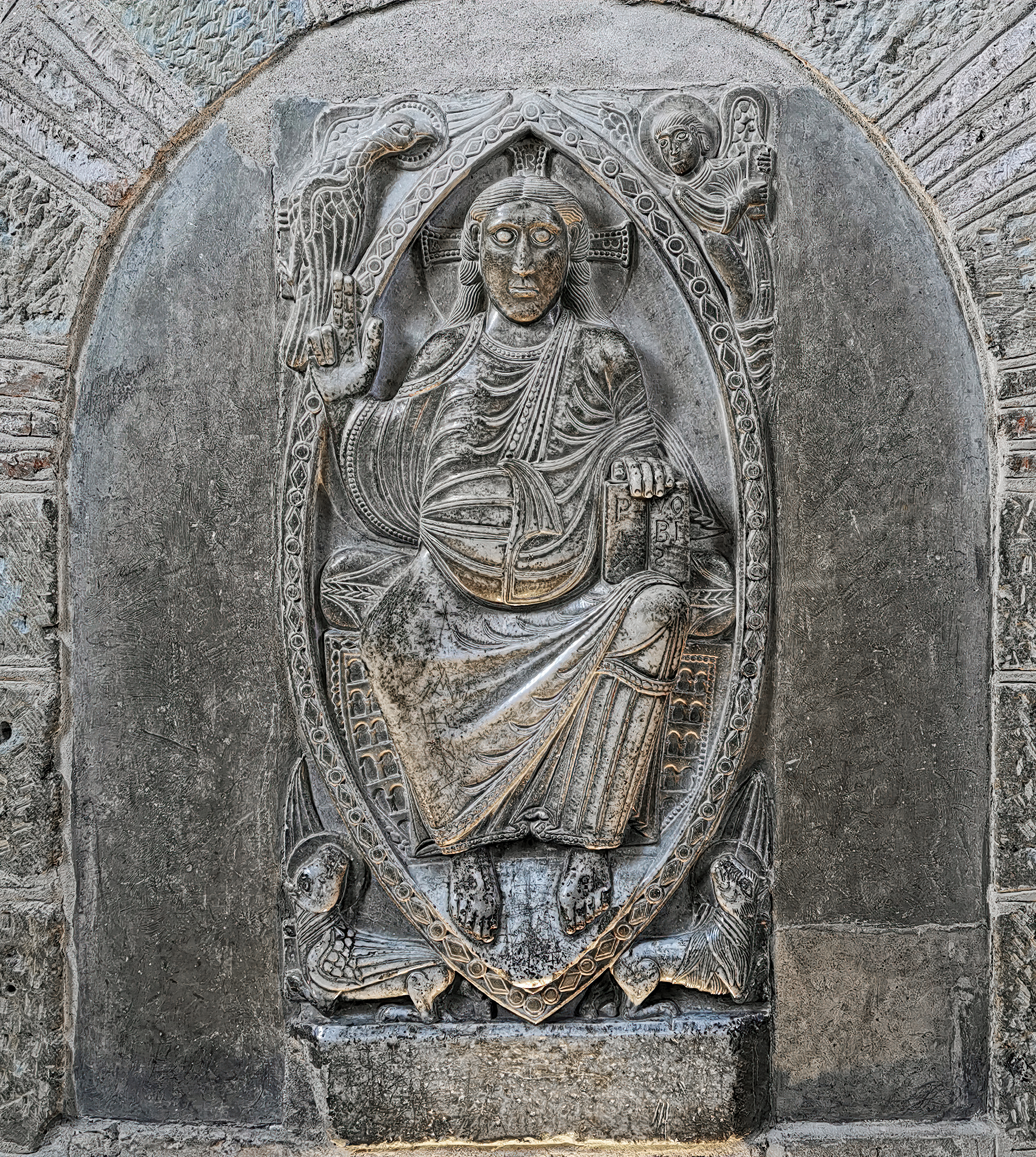
Christ en majesté.
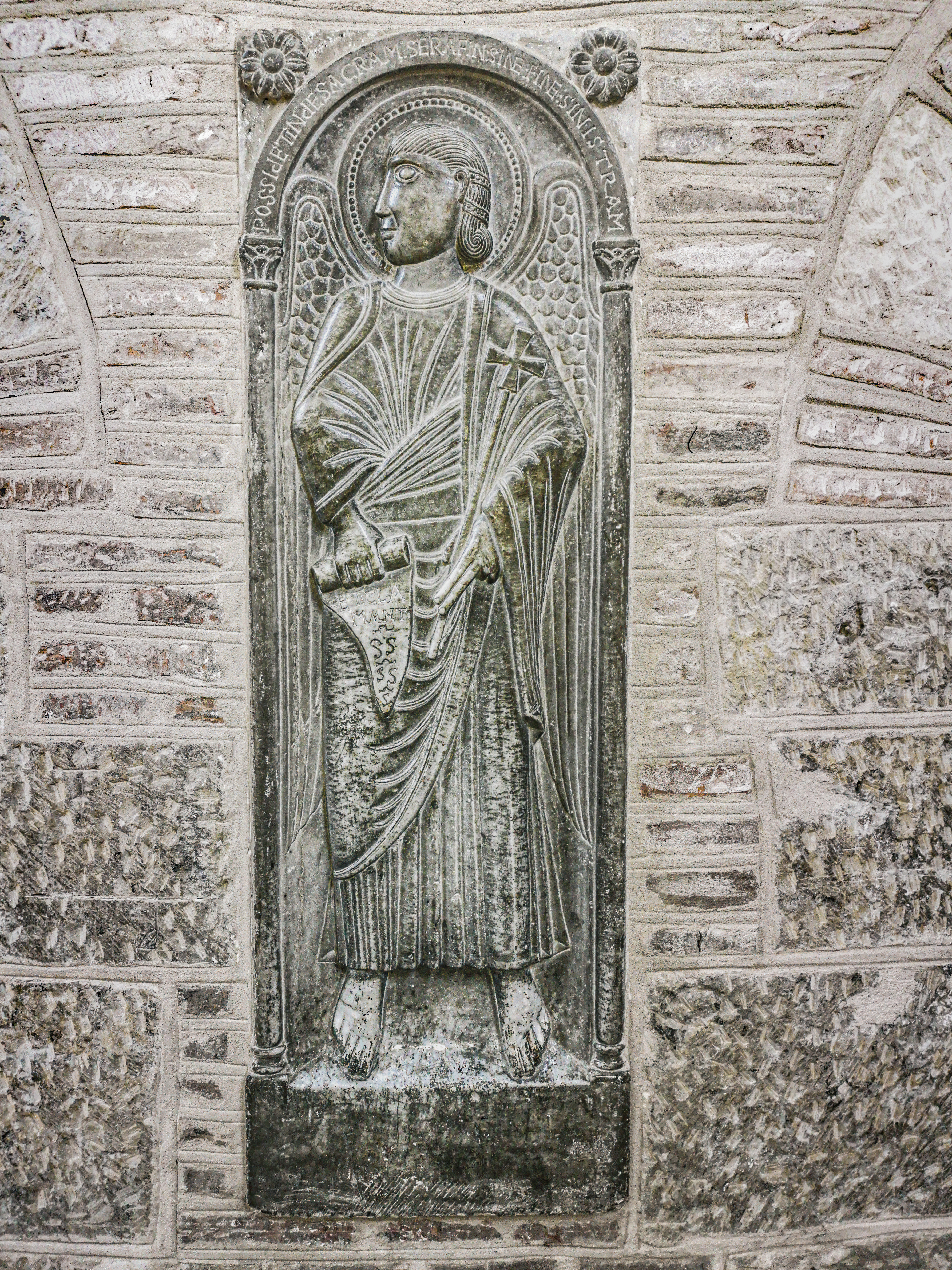
Séraphin.
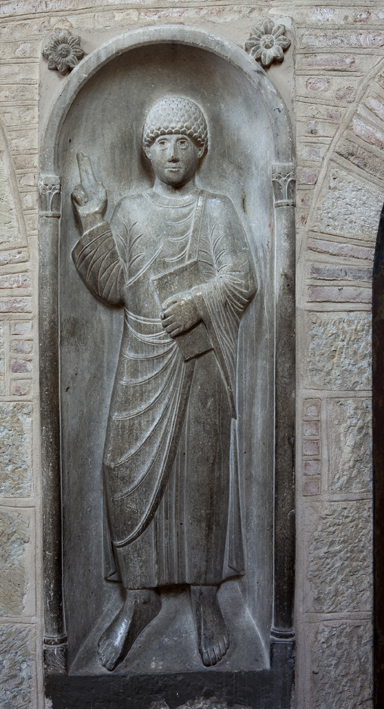
Apôtre de droite.
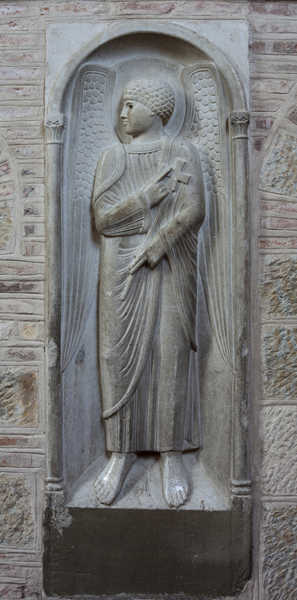
Ange de droite.

- Au plafond un ex-voto en bois datant de 1528, offert par les capitouls après une épidémie de peste qui avait touché la cité. Il est formé d'une maquette de la basilique Saint-Sernin et du donjon de la maison de ville (actuel donjon du Capitole). Au-dessous, les armes de la ville ont été peintes. Classé au titre des monuments historiques [49].
- L'armoire contenant la châsse de saint Hilaire de Toulouse (3e évêque de Toulouse)
- L'armoire contenant la châsse de sainte Victoire et saint Aciscle de Cordoue, ramenée d'Espagne et donnée à la basilique par Charlemagne.
- L'armoire contenant la châsse de saint Gilbert.
- La reliquaire de saint Pierre et saint Paul. les grilles de clôture en bronze doré dessinées par Viollet-Le-Duc en 1878[50].
- Le buste-reliquaire de saint Philippe [51].

Les objets précédents sont classés au titre des monuments historiques.

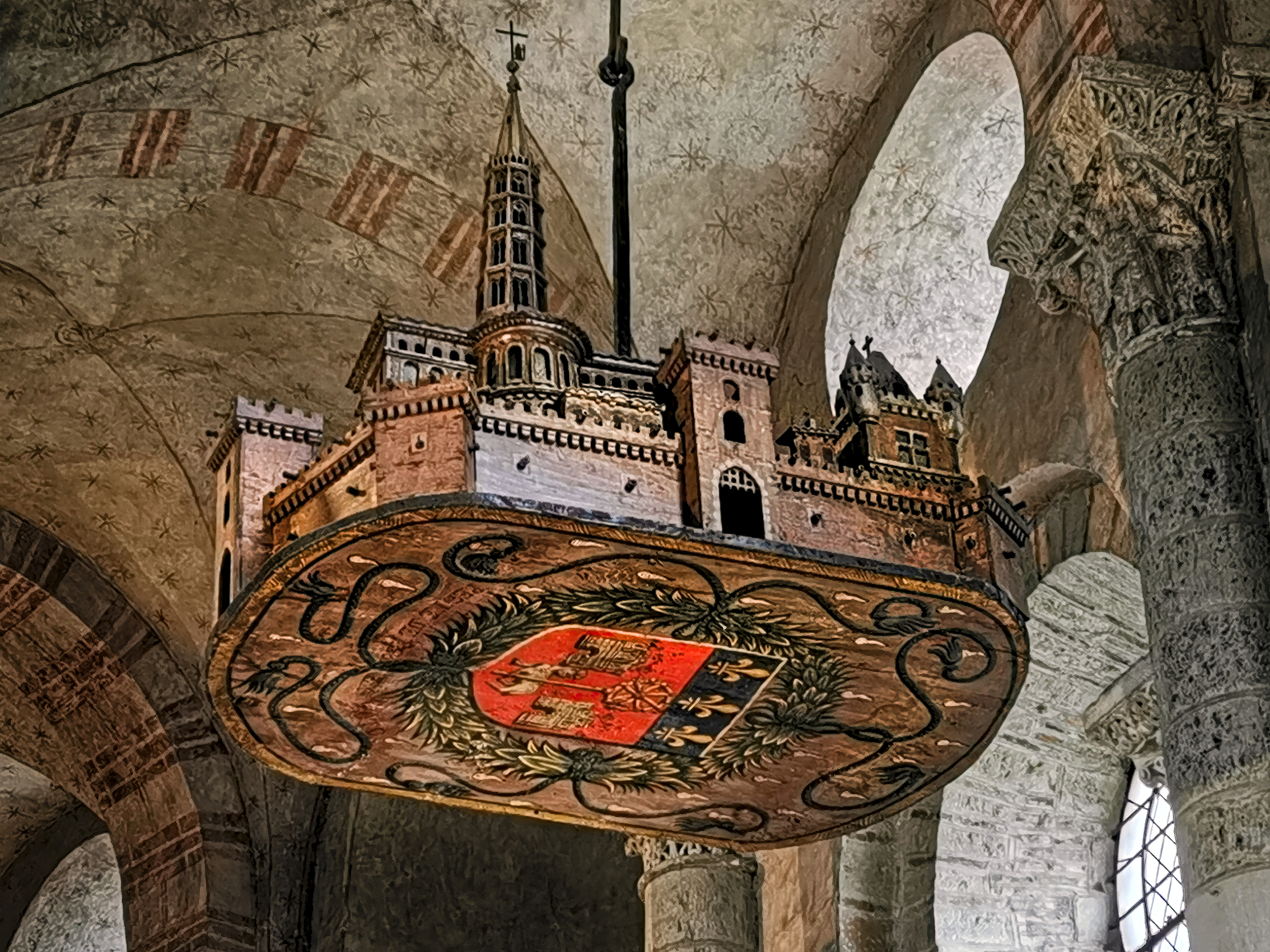
Ex-voto de la peste 1528.
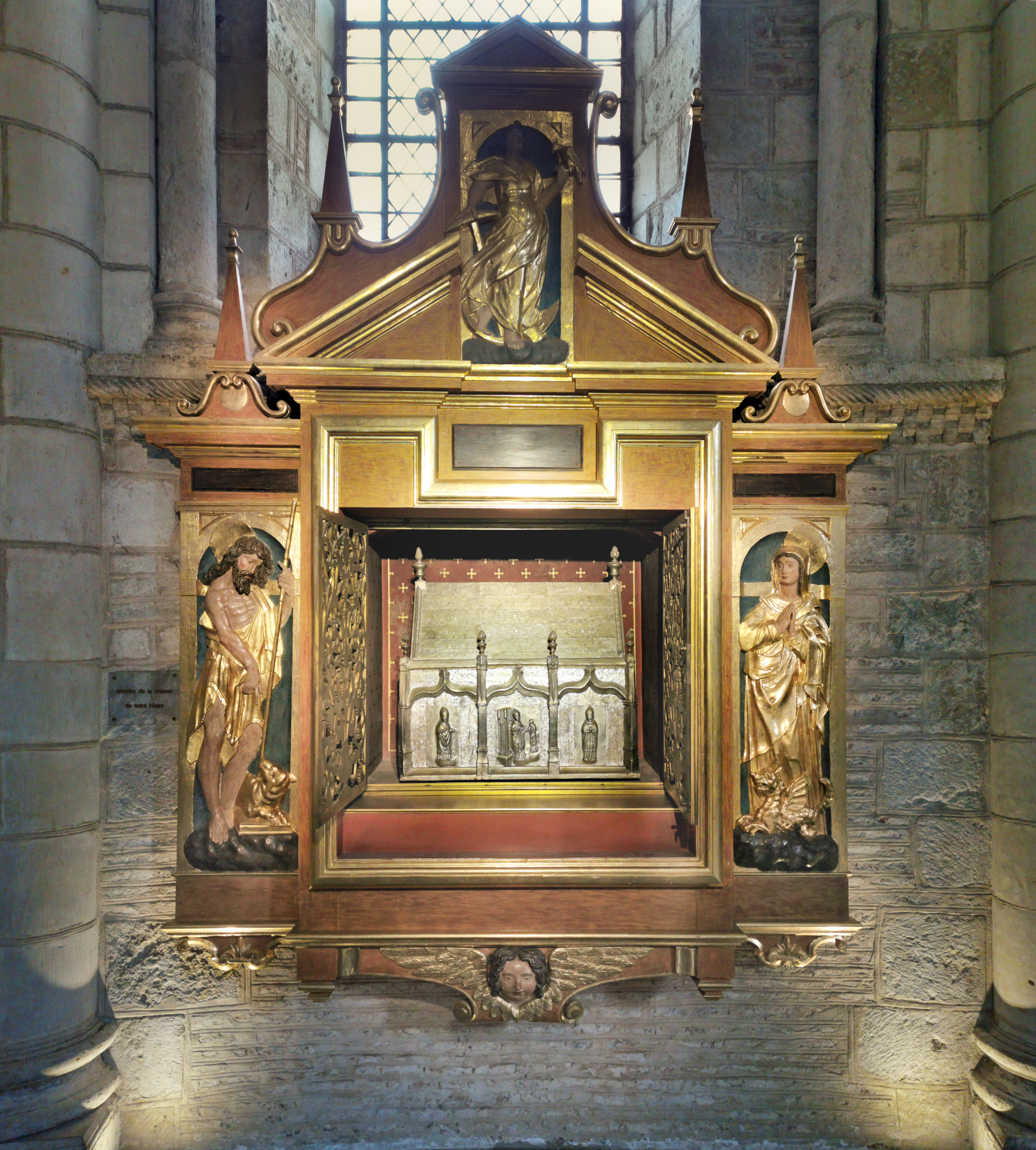
Armoire de la châsse de saint Hilaire de Toulouse.
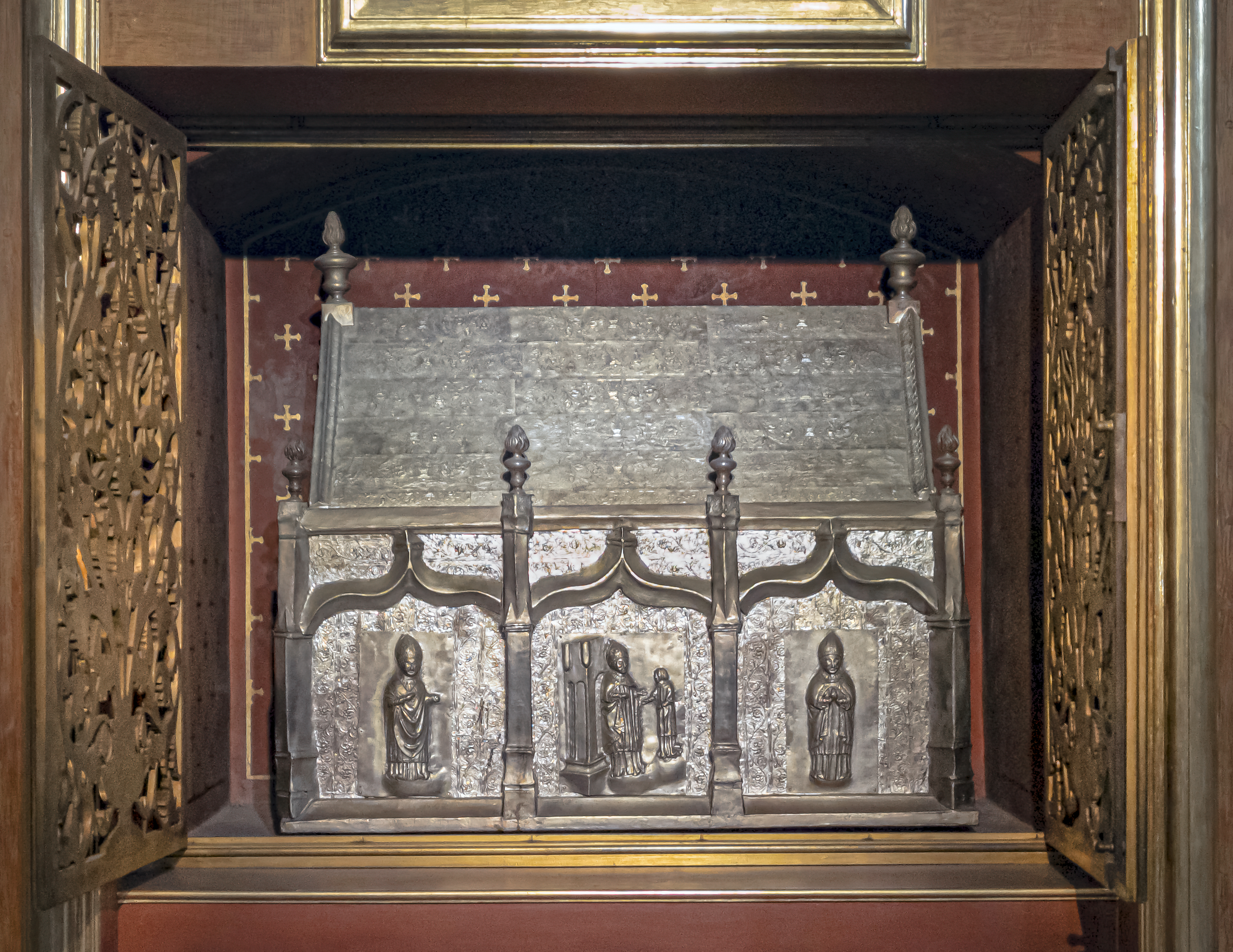
La châsse de saint Hilaire de Toulouse.
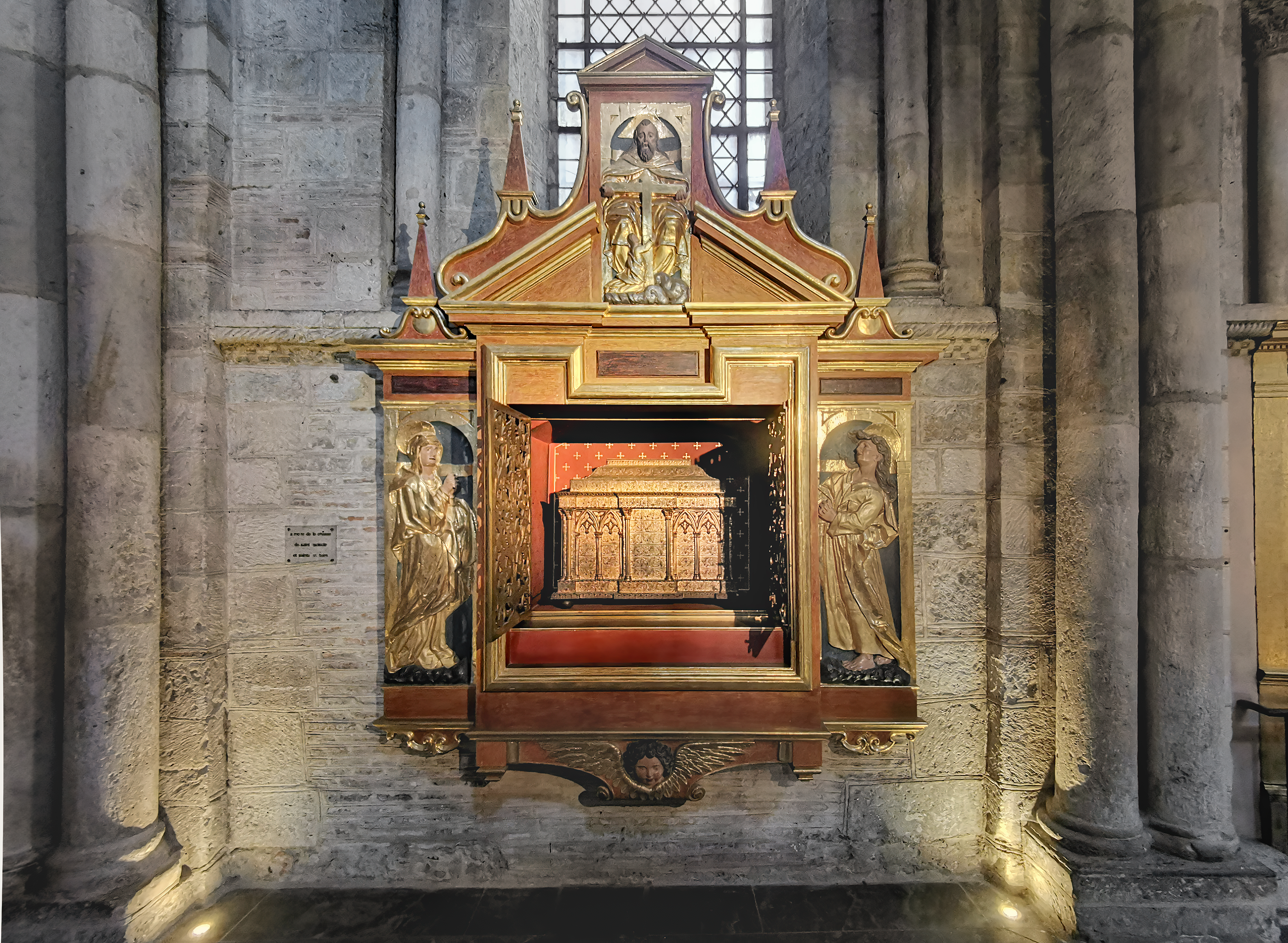
Armoire de la châsse de sainte Victoire et saint Aciscle.
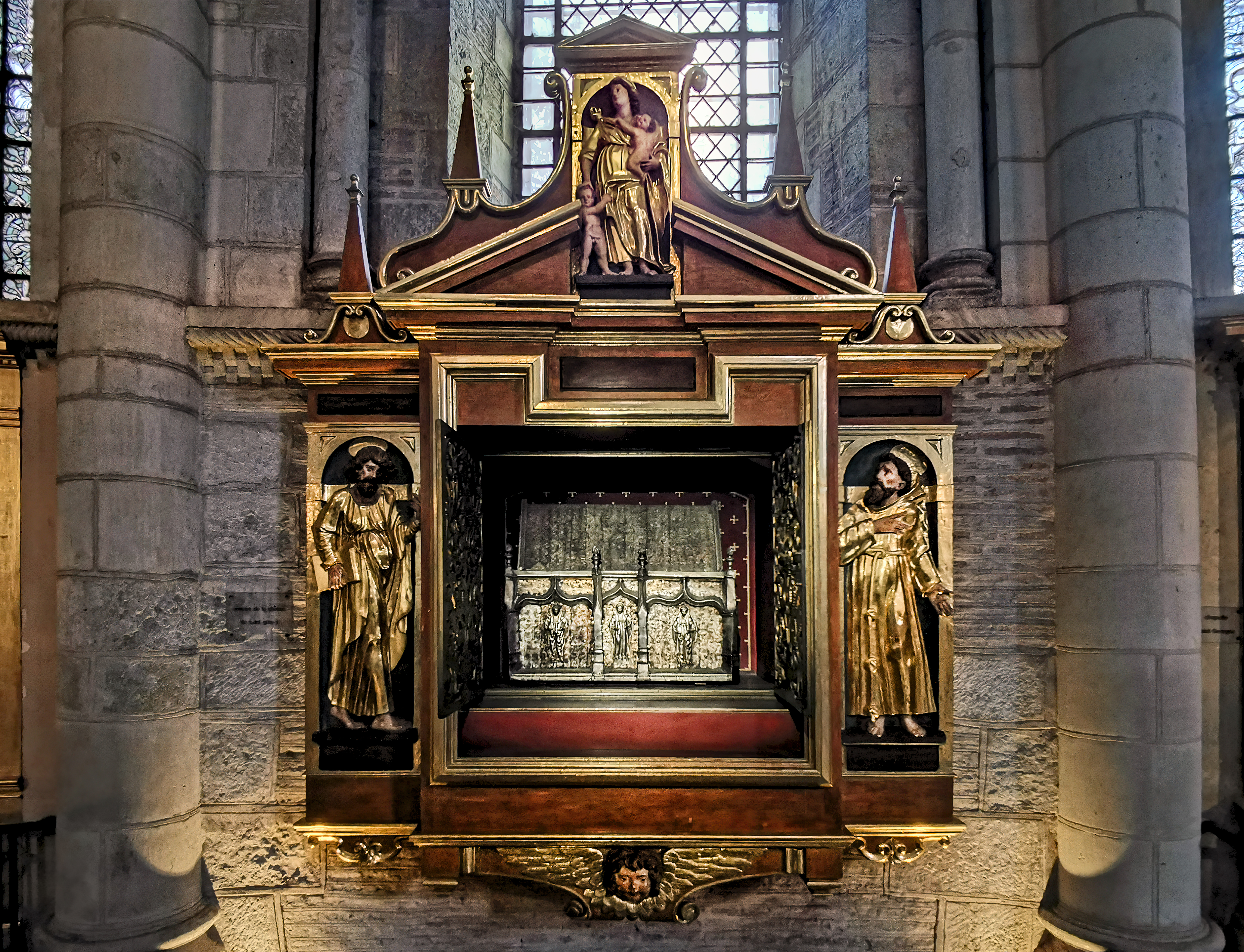
Armoire de la châsse de saint Gilbert.
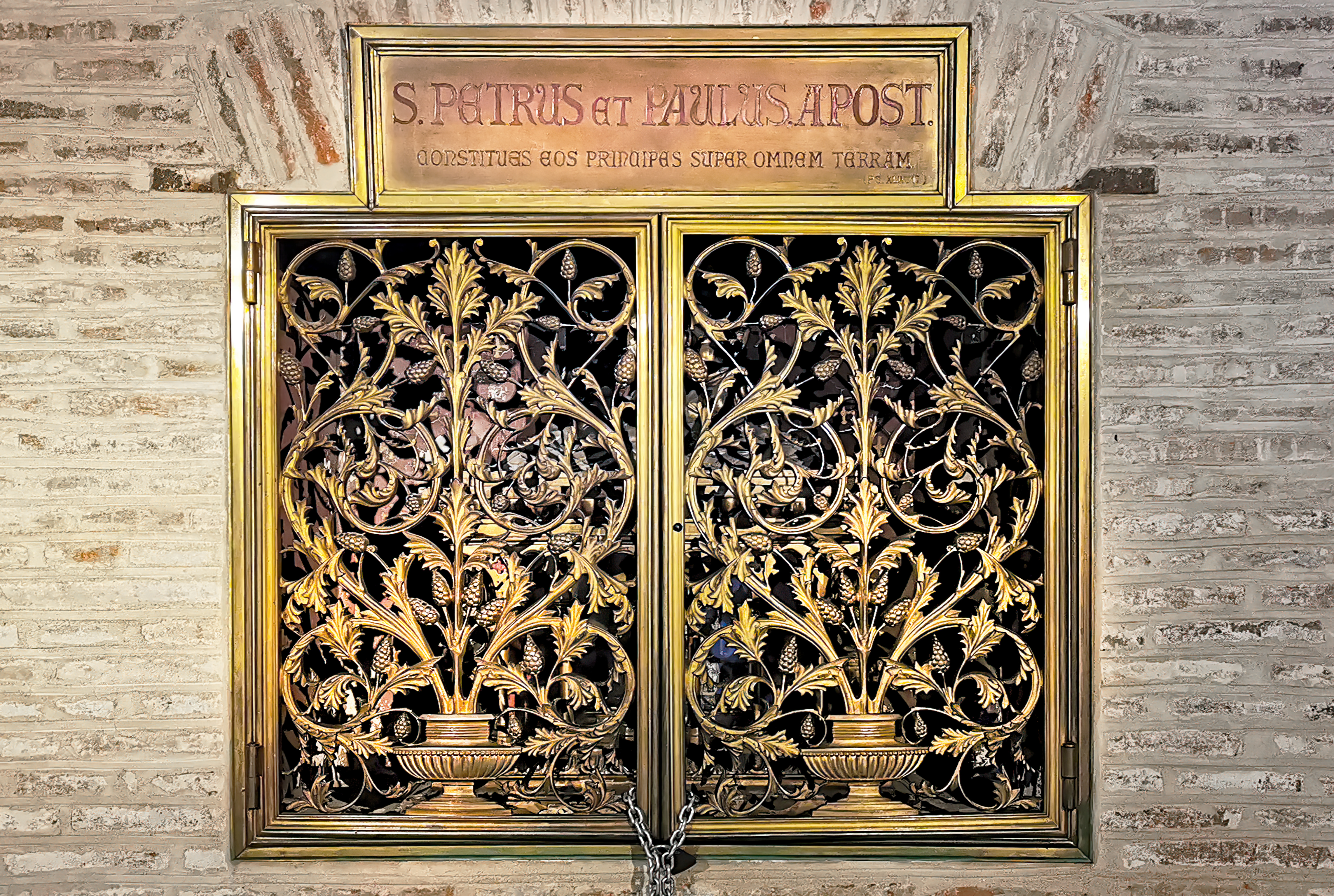
Clôtures des niches du déambulatoire; grilles par Viollet-le-Duc.
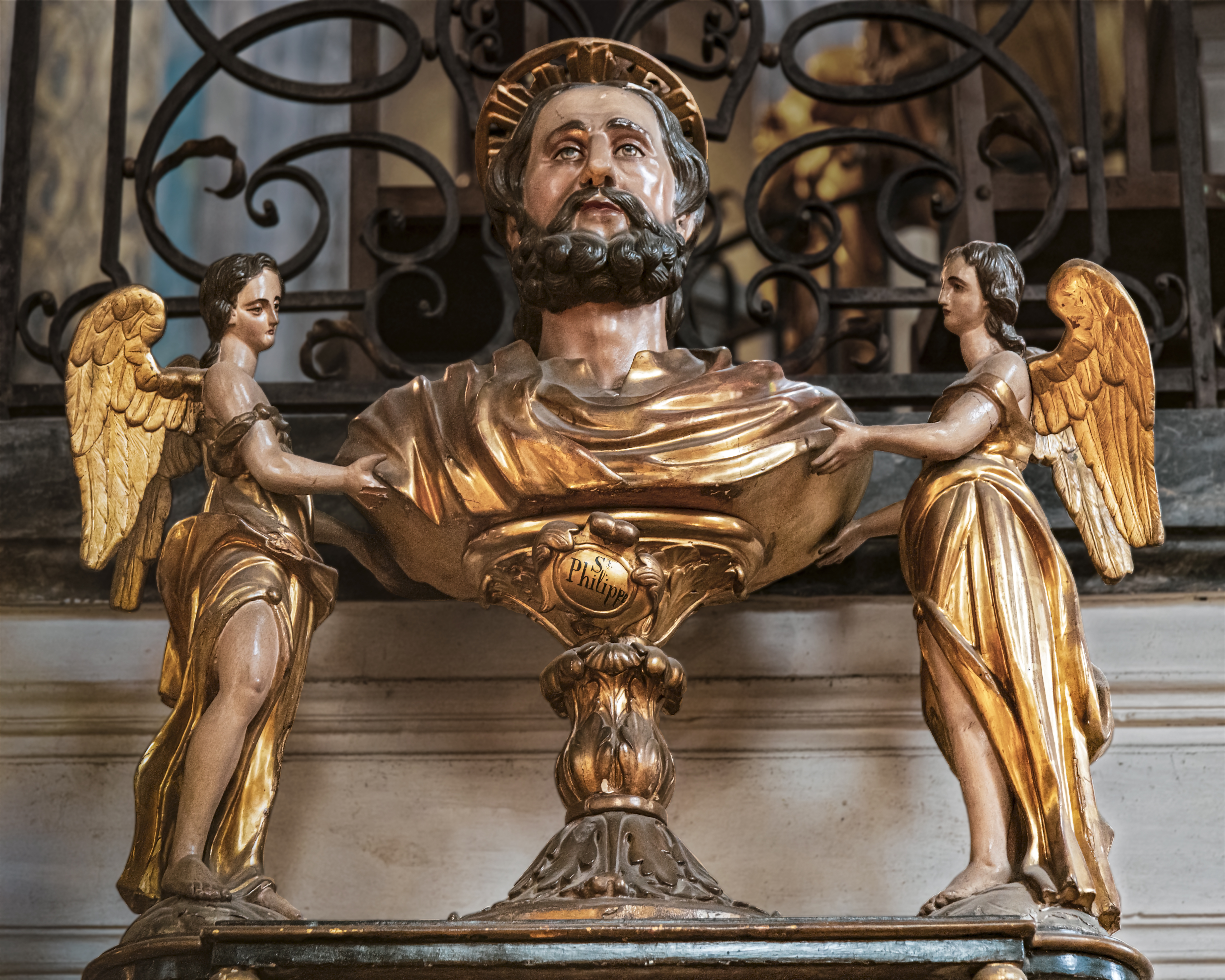
Buste-reliquaire de saint Philippe.

#### Chapelle de l'Immaculée Conception
Anciennement chapelle de Sainte-Suzanne dans laquelle sont conservés le chef-reliquaire et la châsse de la sainte.

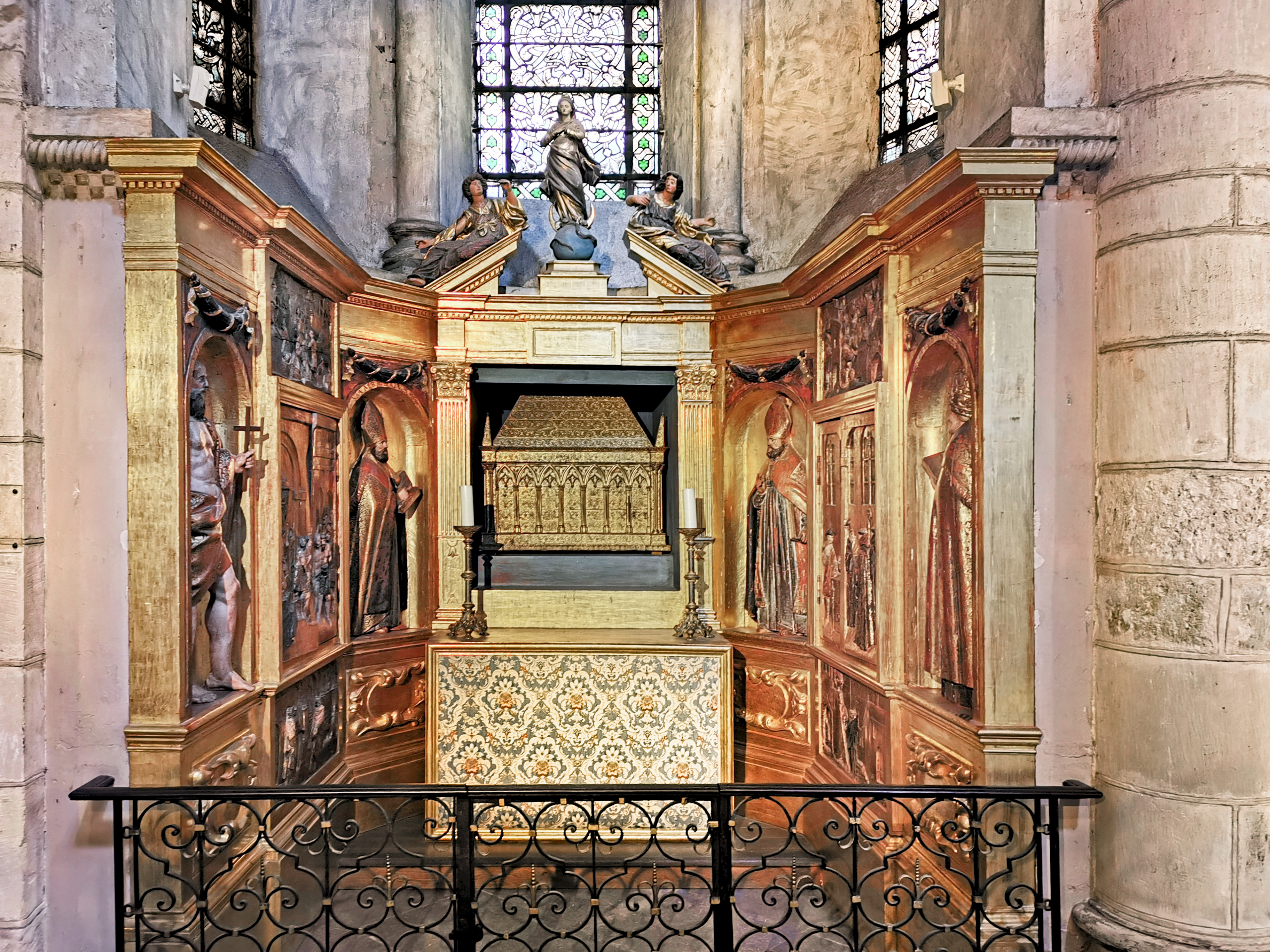
Chapelle de l'Immaculée Conception - Anciennement chapelle de Sainte-Suzanne.

#### Chapelle Saint-Georges
"…dont le corps repose sur ledit autel, dans une chasse d'argent, où il fut mis le 14 novembre 1618".

#### Chapelle Saint-Esprit
La chapelle et l'autel sont consacrés au Saint-Esprit, sous l'invocation de saint Exupère, évêque de Toulouse, le corps duquel y repose dans une chasse de vermeil, qui fut donnée par messieurs les Capitouls de la même ville où il fut mis le 13 avril 1586.

#### Chapelle Saint-Sylve
Évêque de Toulouse, fondateur avec Exupère de l'église Saint-Sernin.

#### Chapelle de la Vierge
- Vierge à l'enfant dite Notre-Dame-de-Bonnes-Nouvelles, calcaire peint, vers 1340-1350, aujourd'hui au musée des Augustins attribuée au Maître de Rieux

#### Les cryptes et les reliques

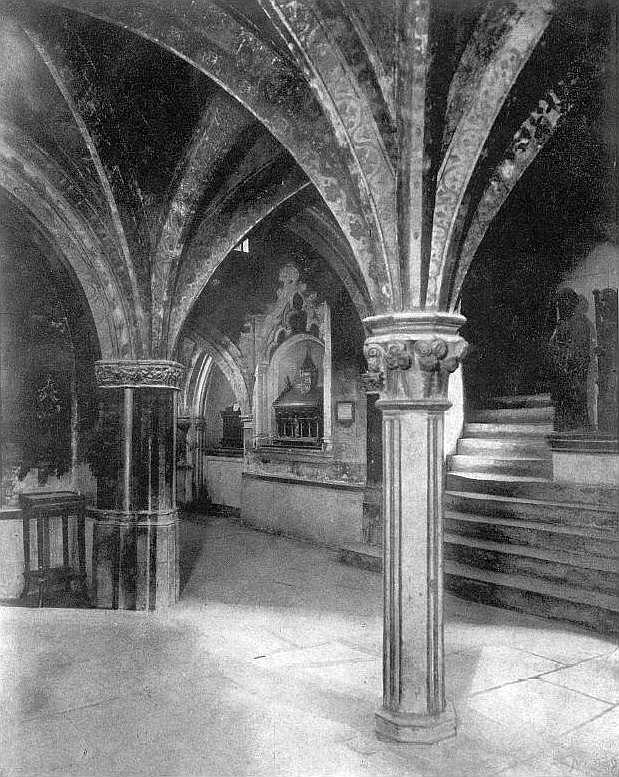
La crypte de la basilique, en 1937.

Sous l'abside se trouve une crypte. Le sol de l'abside est d'ailleurs surélevé par rapport au niveau du déambulatoire où s'ouvrent deux passages permettant d'accéder à la crypte. Ces deux passages étaient utilisés pour la circulation des pèlerins, l'un servant d'entrée et l'autre de sortie. Le déambulatoire est décoré d'éléments liturgiques baroques notamment de bustes reliquaire : Aciscle de Cordoue ; Barthélemy (apôtre)
Buste reliquaire d'Aciscle de Cordoue. Le déambulatoire permet de voir la chasse de saint Aciscle et de sa sœur sainte Victoire, le buste reliquaire date de 1735, il est classé au titre des monuments historiques .
Les reliques de saint Jacques le Majeur. La basilique Saint-Sernin conserverait depuis 1354 la tête et le corps de saint Jacques-le-Majeur. Le 15 octobre 1385, le corps de saint Jacques fut transféré dans une luxueuse arche en forme d'église, cadeau do duc de Berry et de Jean de Cardaillac. Il était accompagné d'un buste reliquaire aussi remarquable. C'étaient les plus somptueux reliquaires avec celui de saint Sernin. Ces reliques provenaient de l'église Saint-Jacques qui était située près de la cathédrale Saint-Étienne de Toulouse et qui aurait été bâtie par Charlemagne pour y recevoir les reliques qu'il avait rapportées de Galice lors de son expédition contre les Sarrasins. Toutefois, ces reliques s'y seraient encore trouvées en 1490, selon la transcription en français de 1547 d'un procès-verbal établi par un certain Jean Badet pour vérifier l'authenticité des reliques de l'apôtre Jacques. On interrogea des témoins sur l'origine historique, les signes de présence des reliques et leur découverte. Les personnes rapportent qu'ils avaient entendu dire que Charlemagne avait rapporté ces reliques et qu'il avait fait construire l'église Saint-Jacques à Toulouse.
Le reliquaire de la Sainte Épine La basilique possède depuis 1251 une épine prélevée sur la Sainte Couronne grâce au don d'Alphonse de Poitiers, frère de saint Louis. Elle est conservée dans un reliquaire en bois puis placée au XVIe siècle dans un tube en cristal. Cette ampoule en or et en cristal est conservée depuis 1818 dans un reliquaire de la Sainte Épine en argent (petit temple, encadré par deux anges adolescents portant la lance et l'éponge, réalisé par l'orfèvrerie toulousain Samson en 1765) enfermé lui-même dans un second reliquaire octogonal en cuivre doré, travail de l'atelier d'orfèvre de Placide Poussielgue-Rusand en 1880.
Reliquaire de saint Honorat de Toulouse. Le reliquaire est composé de plaques d'argent repoussé sur armature en bois datant de 1517, (65 × 102 cm).
Honorat de Toulouse est un saint de l’Église catholique qui vécut aux IIe et IIIe siècles. Il est présenté comme disciple et successeur du premier évêque de Toulouse, Saturnin de Toulouse (saint Sernin). Il y a dans a crypte un buste reliquaire pour ce personnage.
Mitre dite de saint Exupère. Mitre en soie de 28 × 24 cm datant du XIIIe siècle .
Gants liturgiques dits de saint Remy, datant du XIIIe siècle .
Crosse de saint Louis de Toulouse, datant du XIIIe siècle .
La châsse de la Vraie Croix  datant du XIIe siècle.
La châsse de saint Sernin datant du XIIIe siècle.
Coffret en ivoire et or  datant du XIIe siècle.

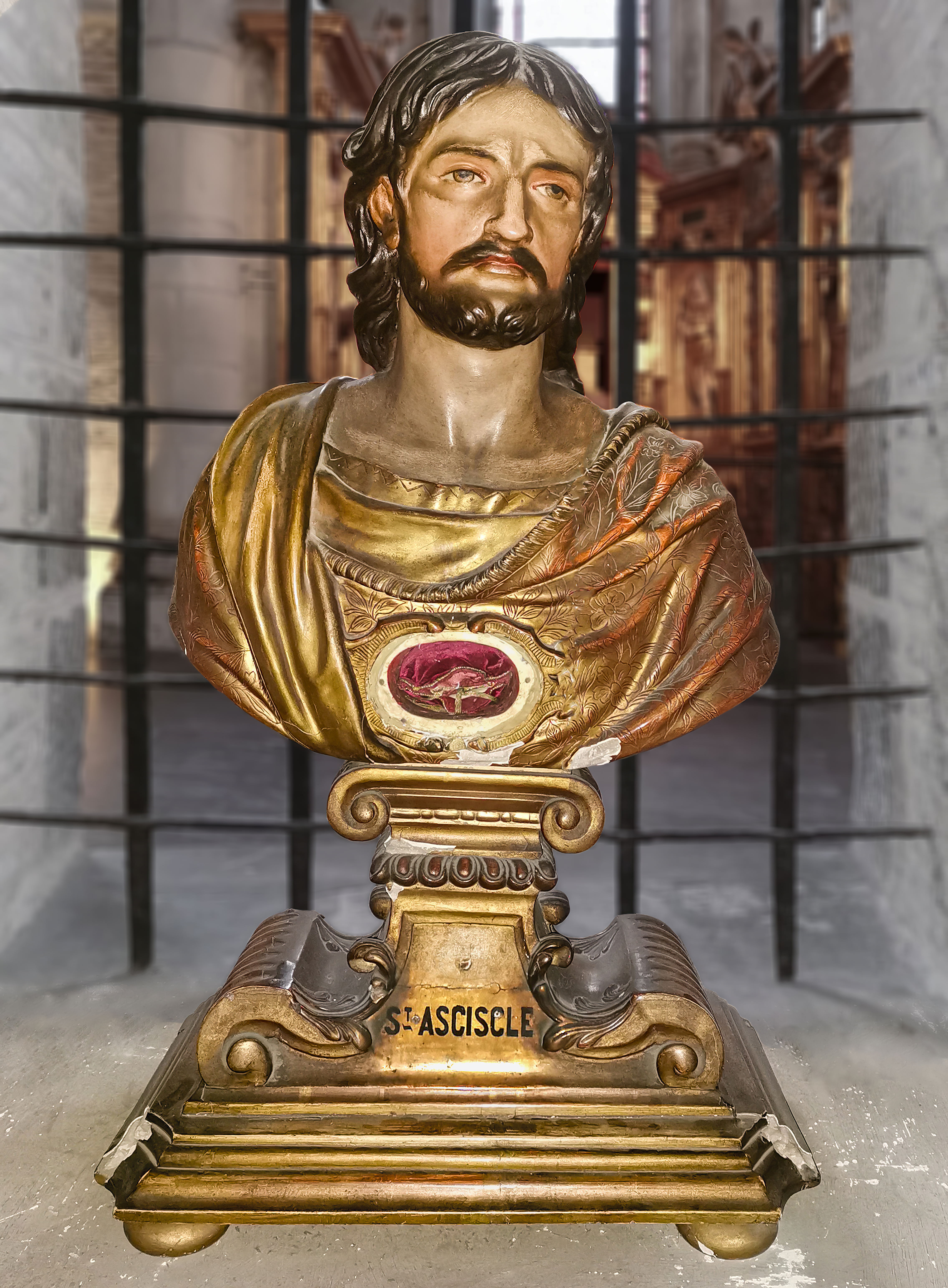
Buste reliquaire de saint Aciscle de Cordoue
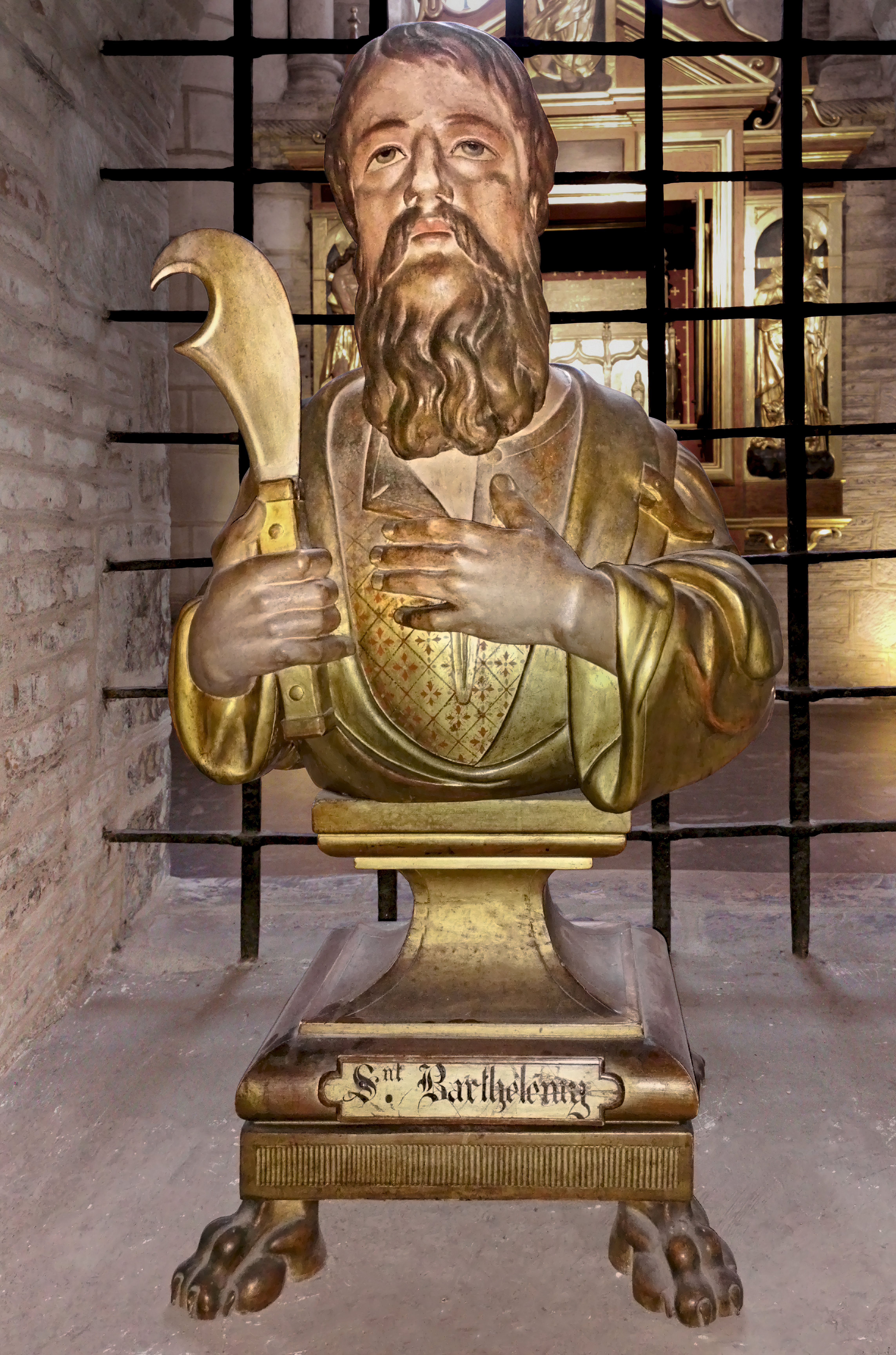
Buste de saint Barthélemy
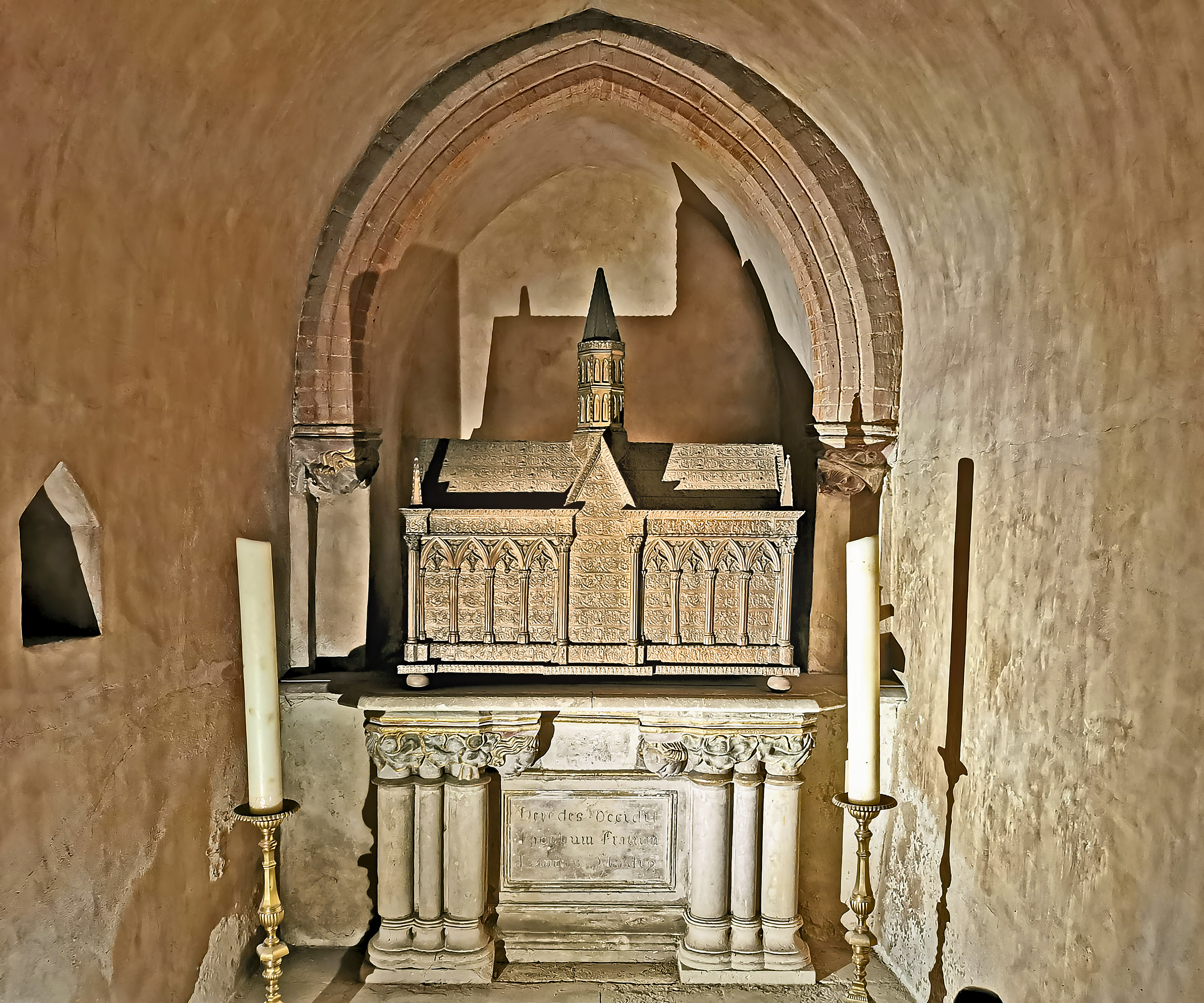
Chapelle et reliquaire de saint Jacques-le-Majeur
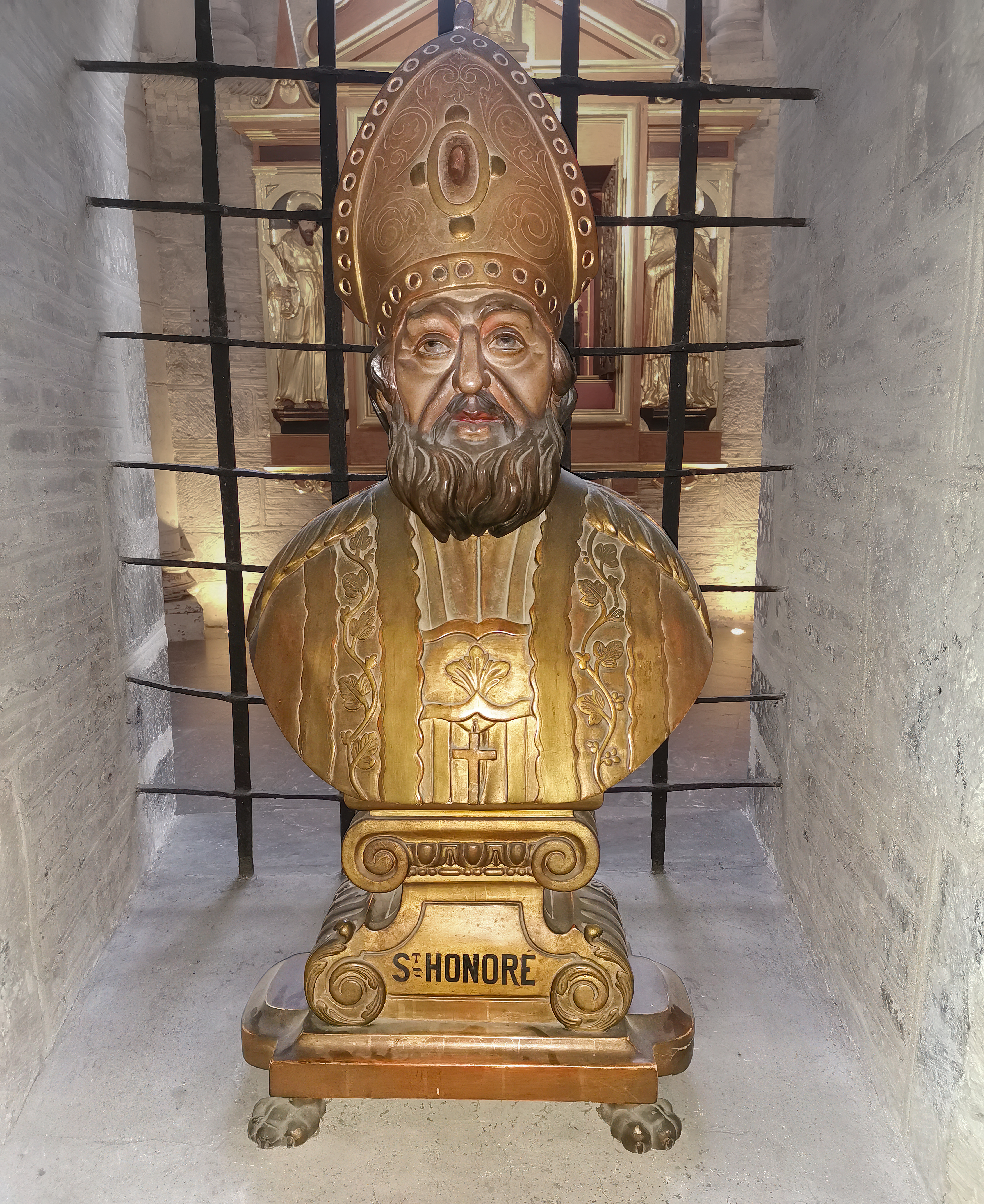
Buste reliquaire d'Honorat de Toulouse
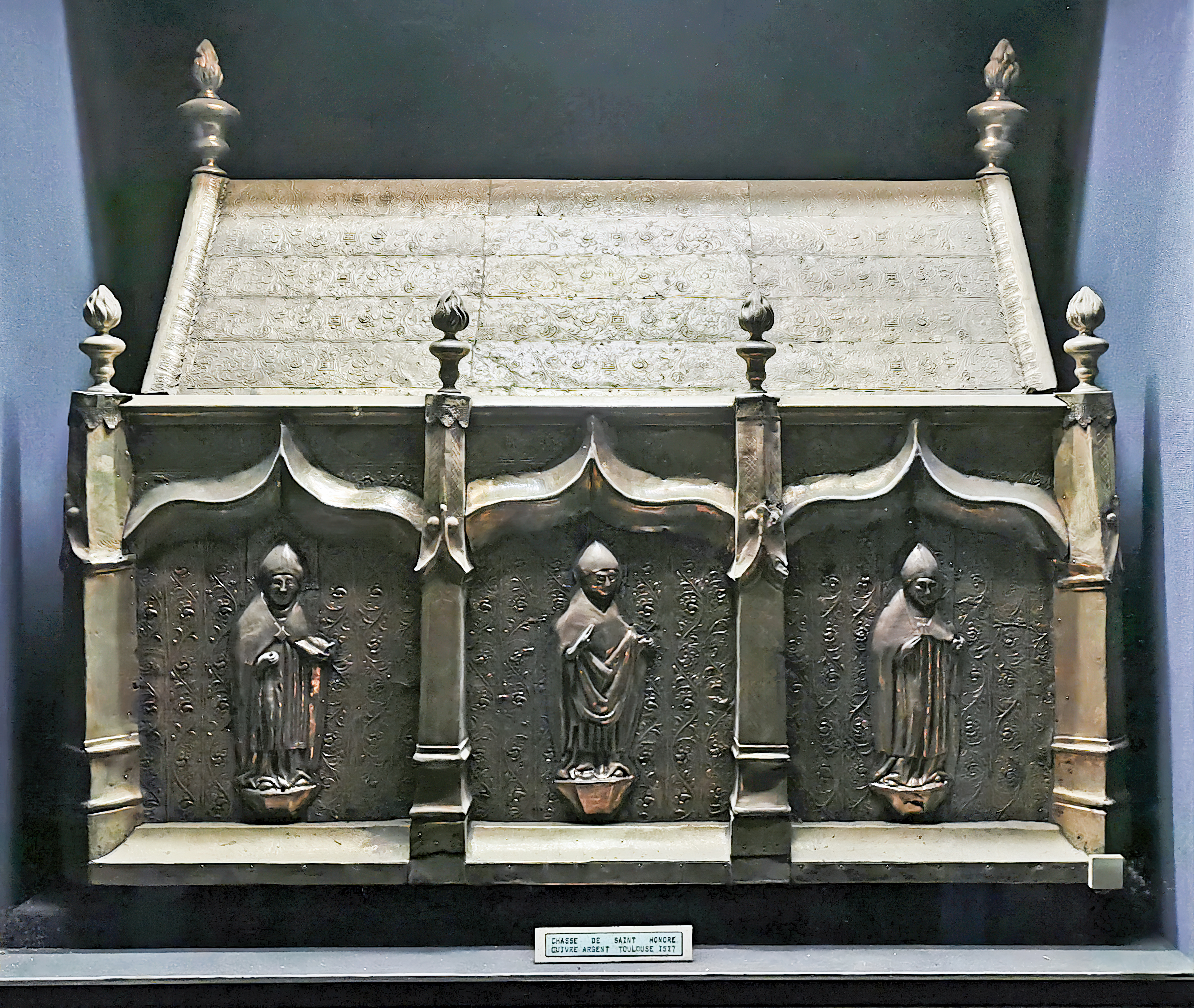
Reliquaire de saint Honorat de Toulouse
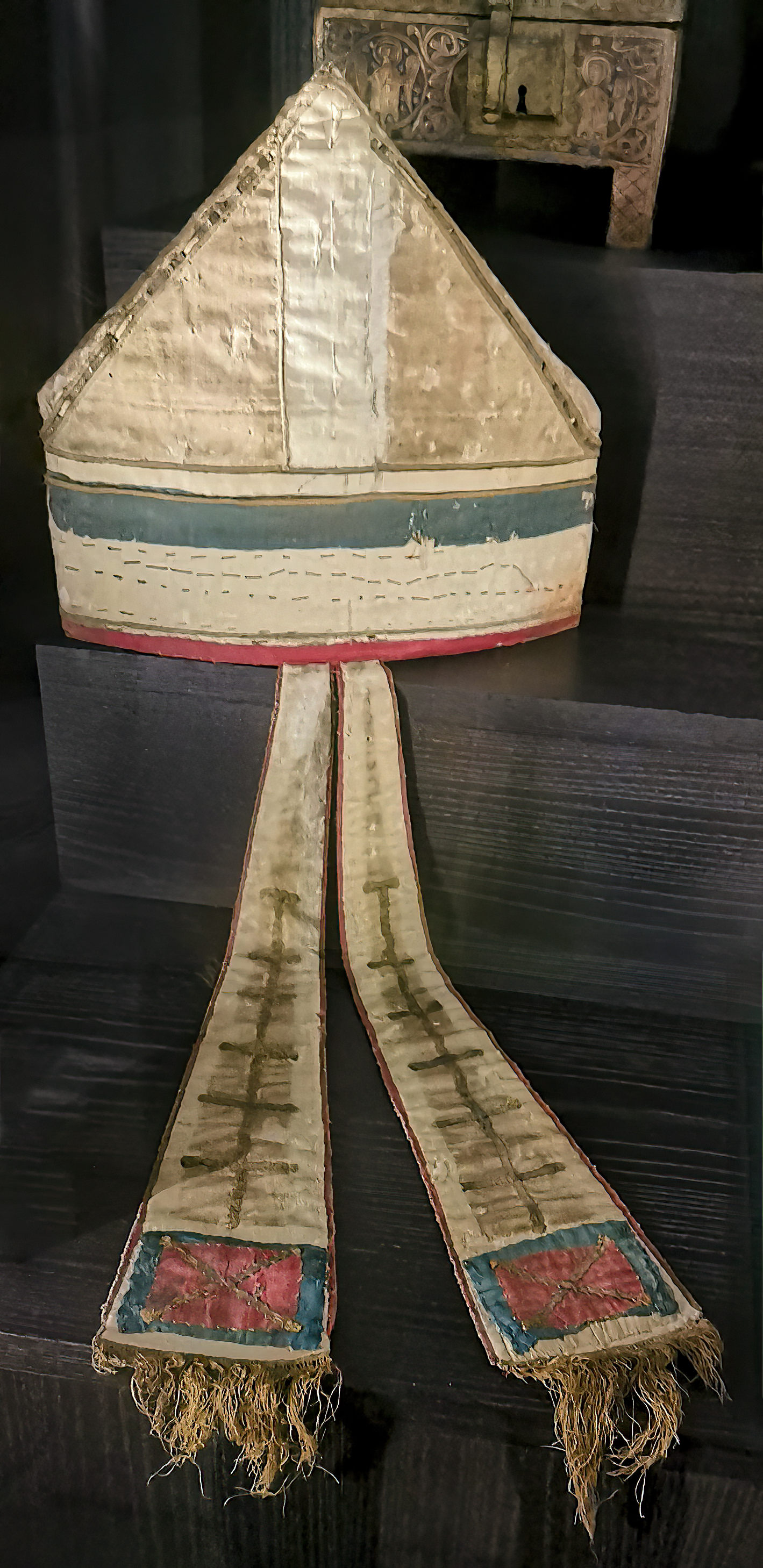
Mitre de saint Exupère
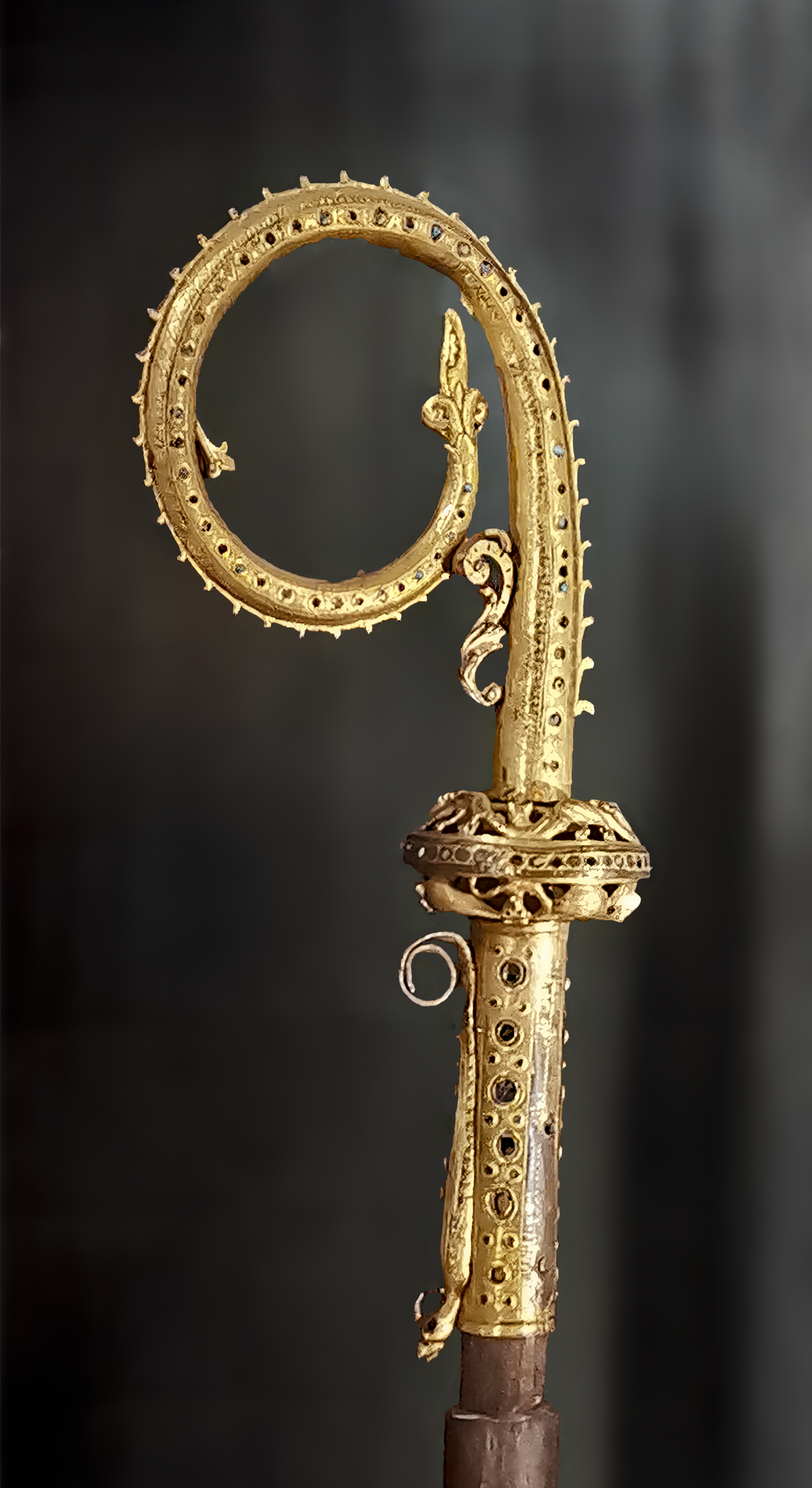
Crosse de saint Louis de Toulouse
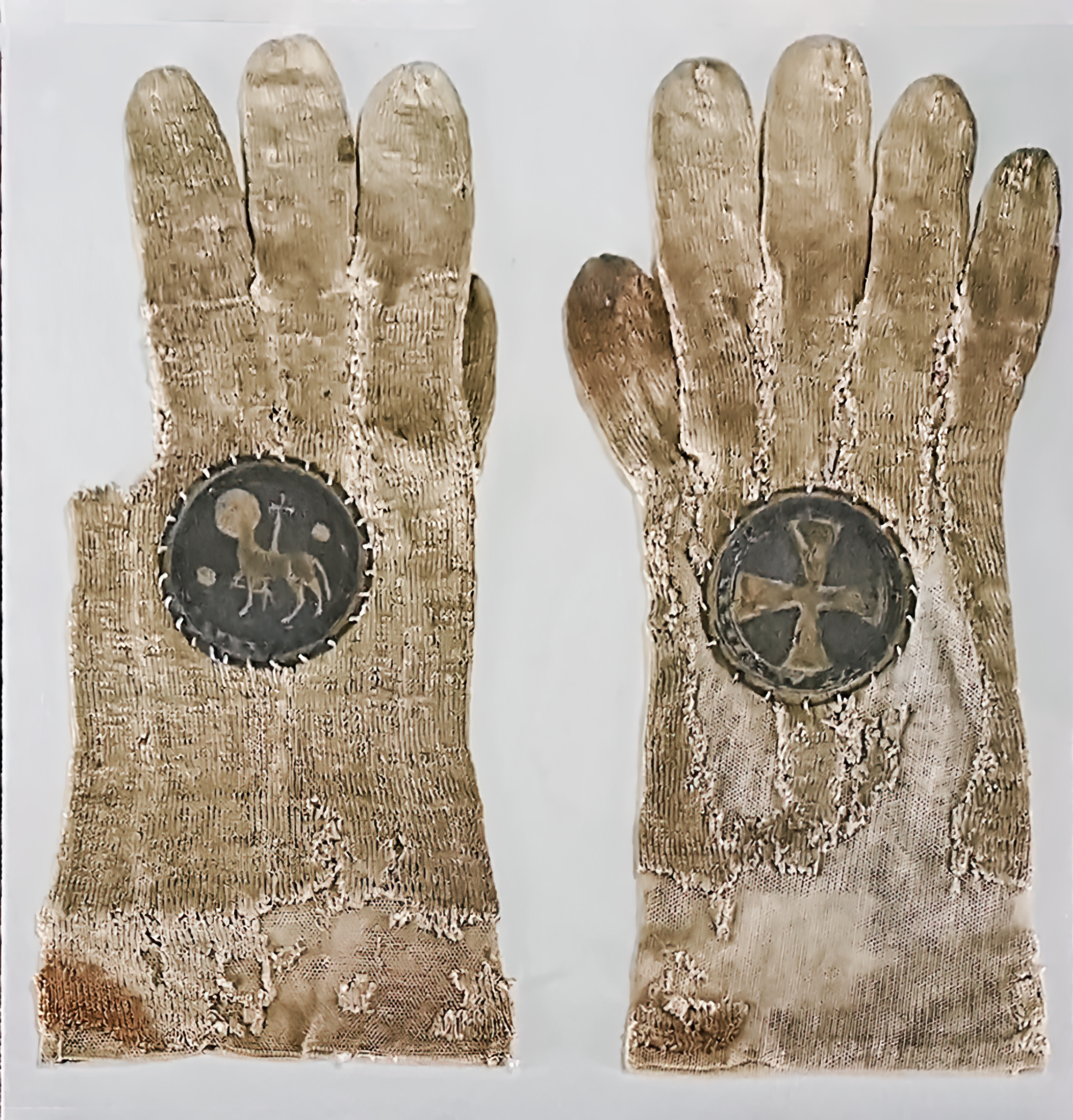
Gants liturgiques dits de saint Remy
La châsse de la Vraie Croix.
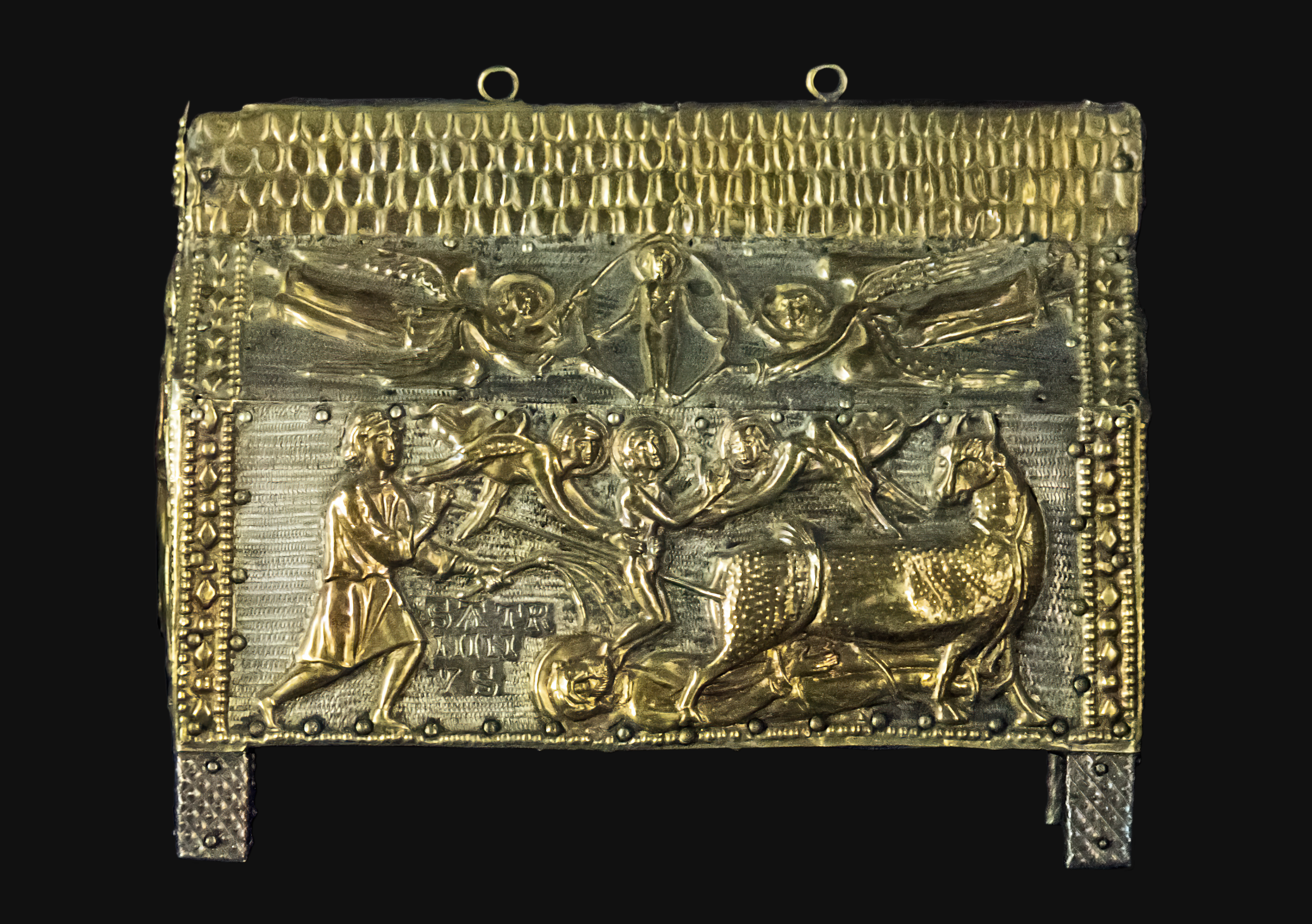
Châsse de saint Sernin
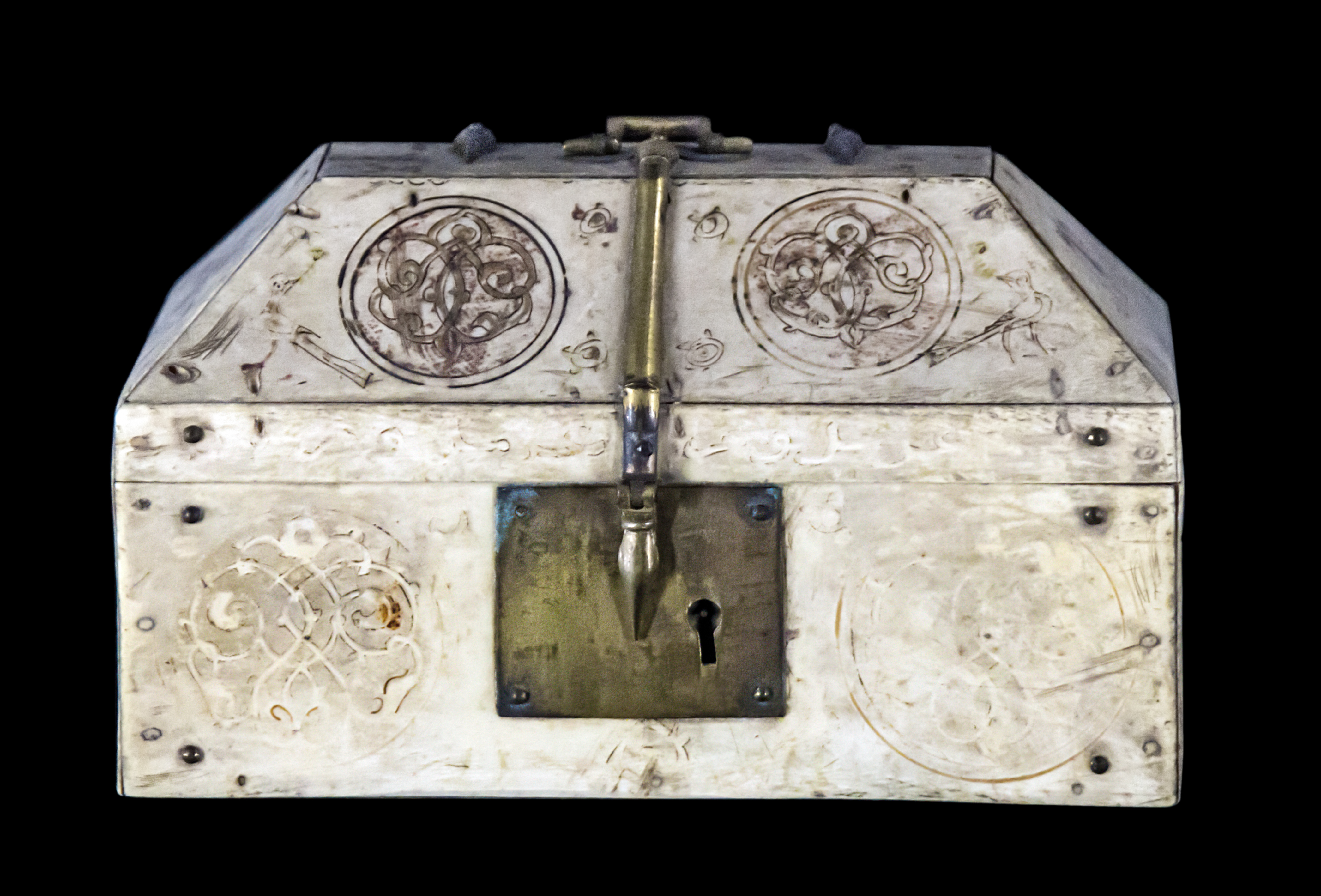
Coffret en ivoire

## Évolution du statut de la basilique
Le statut de la basilique Saint-Sernin qui existe aujourd'hui a évolué au cours du temps :
1. L'édifice religieux est à l'origine un sanctuaire paléochrétien ;
2. Dans les années 1070 et 1080, le sanctuaire est reconstruit en abbaye, le lieu de culte devenant une abbatiale ;
3. En 1083, après une période d'obédience monastique sous l'autorité des abbés de Cluny et de Moissac, l'édifice devient brièvement une collégiale, c'est-à-dire une église tenue par un collège de chanoines réguliers dirigés par un prévôt, puis par un abbé[N 5],[62] ;
4. En 1096, l'abbatiale est consacrée[N 6],[63],[N 7] ;
5. Au XIIIe siècle, la communauté s'agrandissant, on construit une véritable abbaye régulière autour du lieu de culte[N 8] ;
6. Au milieu du XVe siècle, l'abbé régulier est remplacé par un abbé commendataire ;
7. Le 25 septembre 1526, une bulle pontificale ordonne la sécularisation de l'abbaye qui abandonne la vie régulière, le lieu de culte devenant une collégiale. De plus, le chapitre canonial est supprimé à la Révolution et Saint-Sernin devient une église paroissiale ;
8. En 1878, le lieu de culte est à nouveau consacré et reçoit le titre honorifique de basilique mineure par le pape Léon XIII.

## Paroisse catholique
La basilique Saint-Sernin abrite la paroisse Saint-Sernin qui fait partie du doyenné centre-Vvlle du Ddocèse de Toulouse. Elle propose les offices catholiques ou messes en semaine et le dimanche aux fidèles toulousains ou de passage ainsi que des Vvsites spirituelles offertes le week-end par des bénévoles formés par un historien M. Cazes, ancien conservateur du musée Saint-Raymond, et un théologien le père Jean-François Galinier, archiviste au diocèse. Un aperçu complet de la paroisse, de la basilique romane et des grandes Oogues est disponible sur le site www.basilique-saint-sernin.fr 
La paroisse catholique accueille également encore aujourd'hui les pèlerins de Compostelle sur ce haut-lieu d'étape du chemin de Saint-Jacques de Compostelle pendant la saison, avec la recrudescence actuelle du pèlerinage. La solennité de Saint-Saturnin, premier évêque et martyre de Toulouse, est célébrée en grande pompe par la paroisse et le doyenné du centre-ville autour de la fête du saint le 29 novembre dont les reliques sont portées en procession ce jour-là. Aujourd'hui encore la basilique Saint-Sernin accueille comme elle l'a toujours fait dans l'histoire de la chrétienté des adultes jeunes ou moins jeunes appelés catéchumènes, qui demandent le baptême catholique.

## Tourisme et événements culturels

### Tourisme
Selon l'office de tourisme de la ville de Toulouse, la basilique Saint-Sernin aurait reçu la visite, en 2014, de 262 217 personnes, et, en 2015, 238 345 personnes. C'est le troisième site le plus visité de la ville, après la Cité de l'espace et le Muséum d'Histoire naturelle.
Selon l'office de tourisme de la région Occitanie, la basilique aurait reçu en 2019 la visite de pas moins de 754 800 personnes, ce qui en ferait le premier site toulousain en termes de fréquentation.

### Événements culturels
Depuis 1996, la basilique Saint-Sernin accueille chaque année plusieurs concerts lors du festival international d'orgue de la ville, Toulouse les Orgues.

## Disparition des bâtiments de l'abbaye
Après la Révolution et avec l'abandon des bâtiments de l'abbaye, il est décidé de dégager la basilique et de rendre accessibles son parvis et ses différentes portes. Ce projet sera mis à exécution au début du XIXe siècle. De 1804 à 1808, le cloître de l'ancienne abbaye fut démantelé et quelques chapiteaux furent conservés et exposés au musée des Augustins. Puis, par expropriation et rachats, les bâtiments et édifices sont détruits tout autour de l'église sous l'impulsion de Jacques-Pascal Virebent, architecte en chef de la ville, afin de former une place elliptique. Le musée Saint-Raymond, ancien collège du même nom, primitivement un hôpital géré par l'abbaye, est le seul ancien bâtiment subsistant du complexe abbatial.

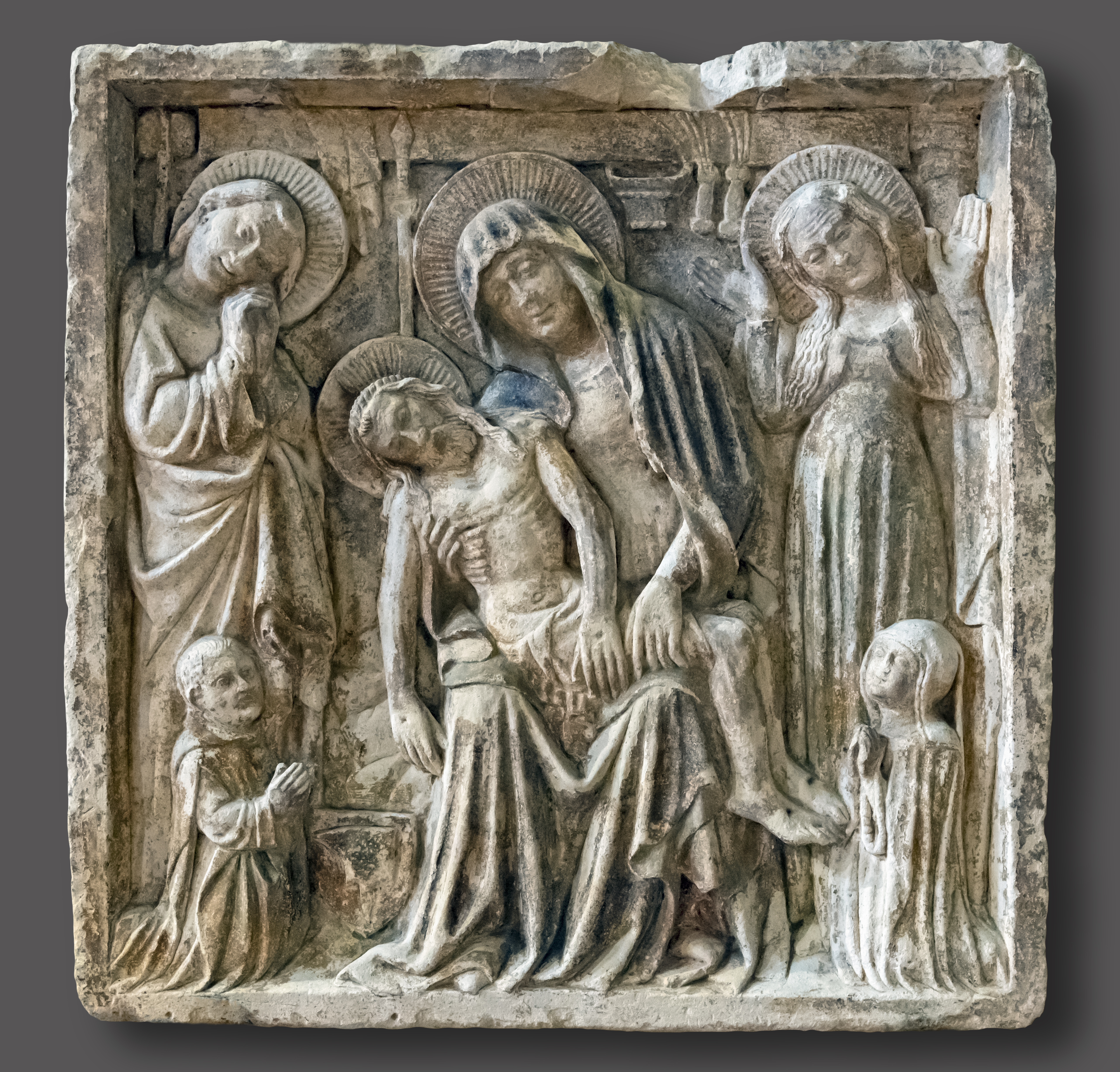
Bas relief provenant des bâtiments détruit Musée des Augustins de Toulouse.
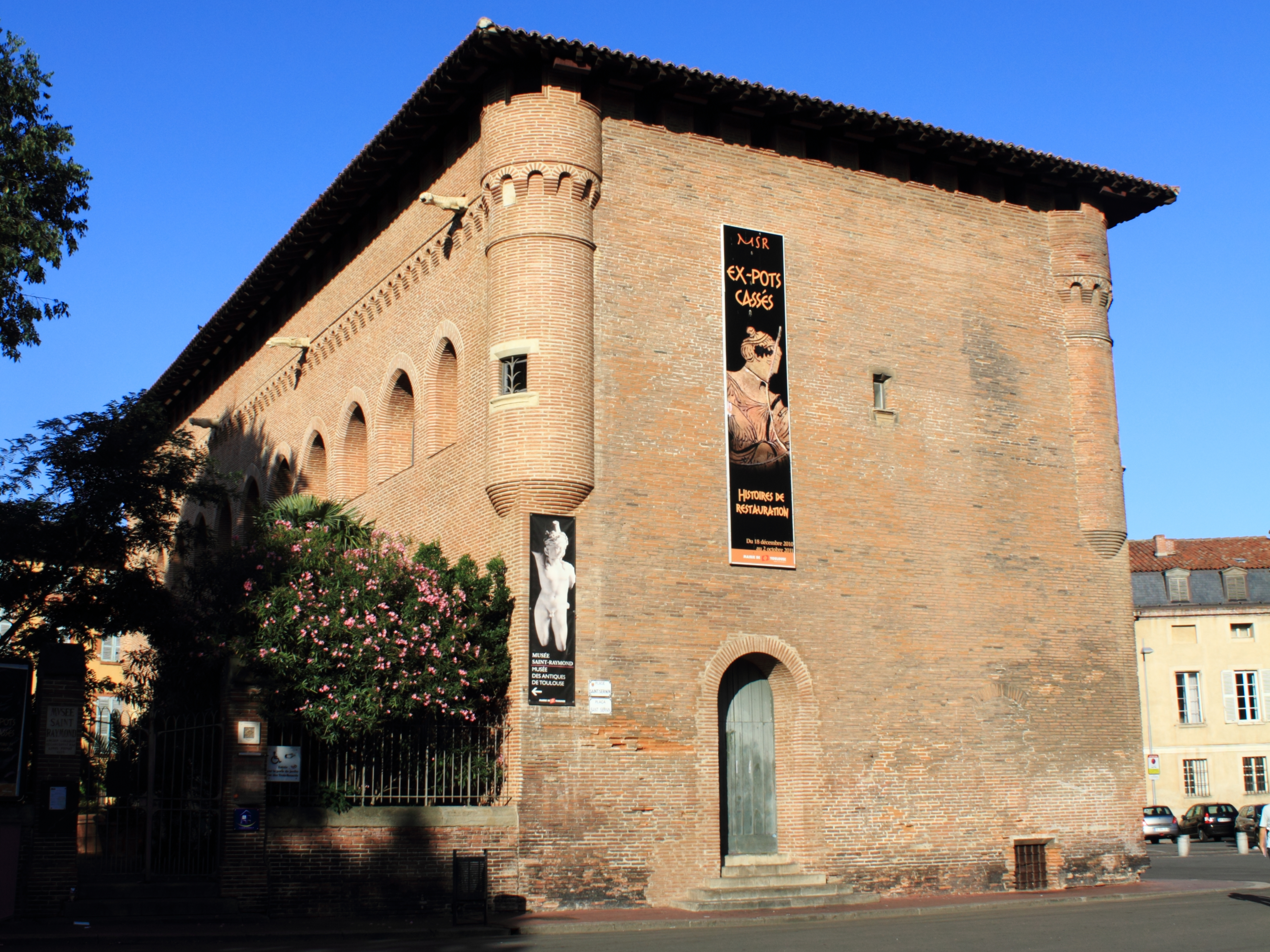
Bâtiment du musée Saint-Raymond.

## Liste des prévôts, puis des abbés de Saint-Sernin

### Prévôts
Jusqu'en 1117, l'abbaye n'est pas gouvernée par des abbés mais par des prévôts.

### Abbés
Selon la Gallia christiana, t. 13, col. 94, l'institution abbatiale daterait de 1117. Cependant, la liste de la Gallia christiana est fautive.

## Un lieu de savoir
La troisième travée d'une galerie de la basilique, au-dessus du collatéral extérieur nord de l’édifice, abrite deux cartes du ciel, peintes au XIIe siècle sans doute à des fins didactiques.
La première carte, fort endommagée et difficilement lisible, permet de distinguer des cercles concentriques, des signes comme le vent, les nuages. Elle pourrait être une représentation du macrocosme et du microcosme montrant symboliquement l'interaction entre l'homme et l'univers.
La deuxième carte représente l'univers. La terre est divisée en trois continents : Europe, Afrique, Asie. Elle est au centre de l'univers figuré par douze cercles concentriques.
Cette représentation illustre la conception géocentrique héritée du modèle Ptoléméen. Elle avait sans doute pour but de faire comprendre la structure de l'univers et le mouvement des planètes et des étoiles, tels que communément admis avant Copernic.